# دودو
الدودو (الاسم العلمي: Raphus cucullatus)، طائر عاجز عن الطيران منقرض وقد كان مستوطنا في جزيرة موريشيوس، شرق مدغشقر في المحيط الهندي. وأقرب نوع للدودو ومن نفس الفصيلة طائر ناسك رودريغيس، اللذان يشكلان أسرة الرافينيات من فصيلة الحمام. وأقرب طائر له علاقة بطائر الدودو موجود حاليا هو حمام نيكوبار. كان يعتقد فيما مضى أن طائر الدودو الأبيض موجودا على جزيرة قريبة من ريونيون، ولكن تبين أنه طائر أبو منجل ريونيون واللوحات المرسومة هي لطيور الدودو البيضاء.
تبين لنا بقايا طائر الدودو أن طوله يقارب المتر الواحد ووزنه ما بين 10.6 - 21.1 كغم. والدليل الوحيد لوجوده هي اللوحات المرسومة في القرن 17. بسبب الاختلافات الكبيرة، وبعض الرسوم التوضيحية المعروف التي أخذت من العينات الحية، فإن حياة طائر الدودو الدقيقة لا تزال مجهولة، ولا يعرف عن سلوكه الكثير. وقد بينت القصص أن طائر الدودو سمين وغبي، لكن تبين أنه قد تكيف بشكل جيد لنظامه البيئي. وقد تم وصفه أن له ريش بني مع الرمادي، وأقدام صفراء، وذيل كخصلة الشعر، ورأس رمادي عاري، ومنقار أسود، أصفر وأخضر. ويستخدم حصاة المعدة للمساعدة في هضم الطعام، ويعتقد أن الموطن الرئيسية له هي غابات المناطق الساحلية الجافة في موريشيوس. ويضع بيضة واحدة فوق الأرض. ويعتقد أن سبب عجز طائر الدودو عن الطيران هو سهولة حصوله على المصادر الغذائية الوفيرة والغياب النسبي للحيوانات المفترسة في موريشيوس.
أول سجلات ذكرت طائر الدودو كانت من قبل البحارة الهولنديين في عام 1598. وفي السنوات التالية، تم صيد الطيور من قبل البحارة والأنواع الدخيلة، مما سبب بتدمير بيئتها. وكانت آخر رؤية لانتشار طائر الدودو في عام 1662. ولم يلاحظ بداية انقراضها على الفور، ويعتبره البعض أنه مخلوق أسطوري. في القرن 19، وقد أجريت بعض الأبحاث على بقايا لأربع عينات صغيرة حيث تم إرسالها إلى أوروبا في أوائل القرن 17. ومن بين بقايا الأنسجة اللينة رأس جاف، وهي الوحيدة لطائر الدودو التي لا تزال موجودة حتى اليوم. منذ ذلك الحين، تم جمع كمية كبيرة من المواد بقايا الطائر في موريشيوس، ومعظمها من مستنقع ماري أوكس سونغز. انقراض طائر الدودو في أقل من قرن من اكتشافه دعا إلى الانتباه إلى مشكلة غير معترف بها سابقا بسبب تورط البشر في اختفاء أنواع بأكملها. حقق طائر الدودو شهرة واسعة النطاق بعد دوره في قصة أليس في بلاد العجائب، ومنذ ذلك الحين أصبح عنصرا أساسيا في الثقافات الشعبية، وكثيرا ما يعتبر رمزا للانقراض والتقادم.

## التصنيف

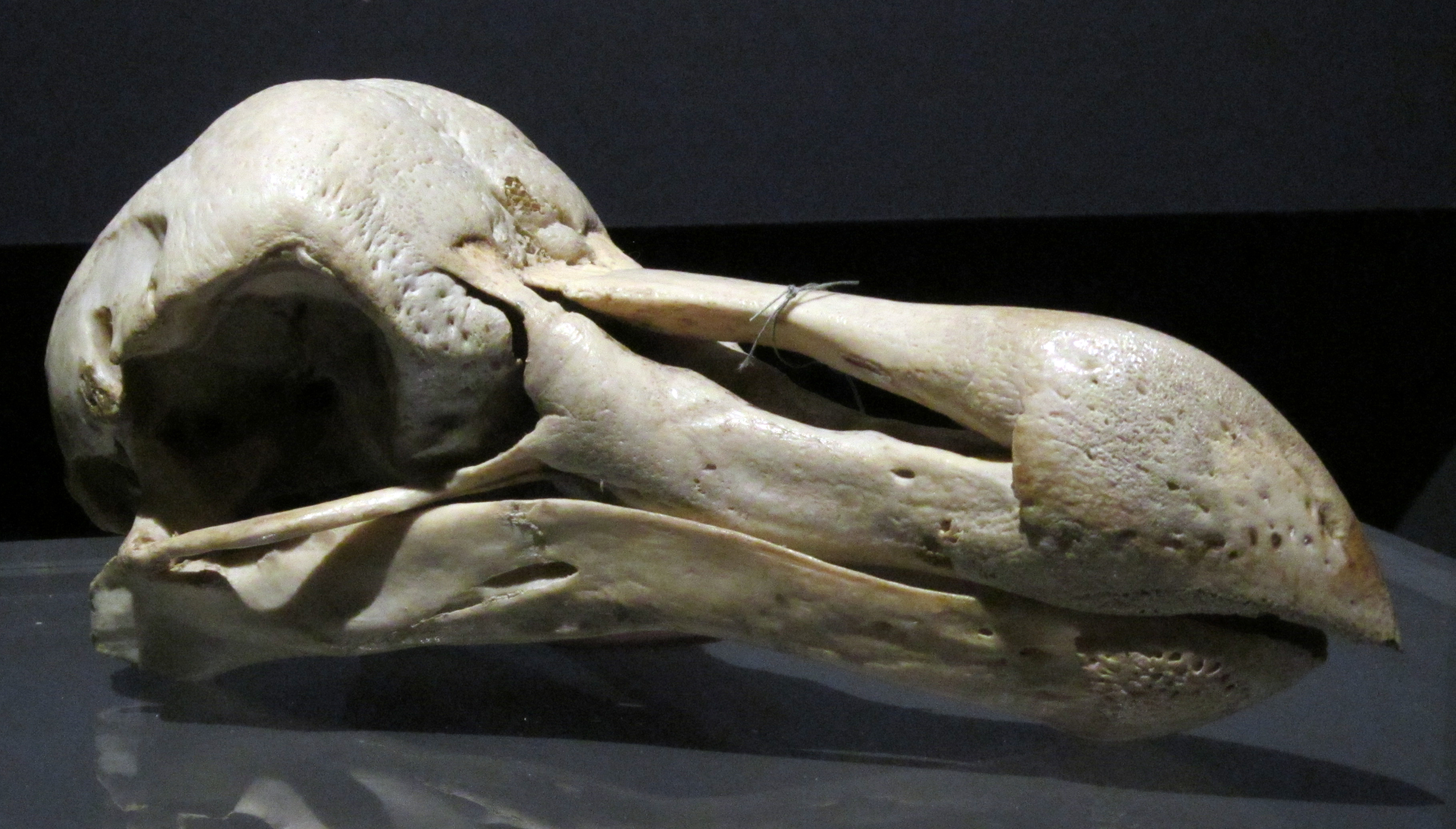
جمجمة في متحف علم الحيوان في كوبنهاغن

تم تصنيف طائر الدودو من قبل العلماء الأوائل بأصناف مختلفة منها أنه نعامة صغيرة، مرعة، قطرس، أو نسر. وفي عام 1842، صنف عالم الحيوان الدنماركي يوهانس تيودور راينهارت طيور الدودو من الحمام الأرضي، وذلك استنادا إلى دراسات جمجمة طائر الدودو الموجودة في متحف التاريخ الطبيعي الدنماركي. وقد قوبل هذا الرأي بالسخرية، لكن في وقت لاحق تم تأييده من قبل عالمي الطبيعة الإنجليز هيو ادوين ستريكلان وألكسندر غوردون ميلفيل في كتابهما المطروح عام 1848 (The Dodo and Its Kindred) (الدودو وأقاربها)، والتي ساعدت في فصل الأسطورة عن الواقع. بعد تشريح عينتي الرأس والأقدام المحنطة الموجودة في متحف جامعة أكسفورد ومقارنتها مع البقايا القليلة للطائر المنقرض ناسك رودريغيس (Pezophaps solitaria)، تبين أن الاثنين يرتبطان ارتباطا وثيقا. ذكر «ستريكلاند» أنه على الرغم من أنهما ليسا متطابقين، لكن هذه الطيور تتشارك بالعديد من الخصائص في عظام الساق، والتي لا تعرف إلا في الحمام.

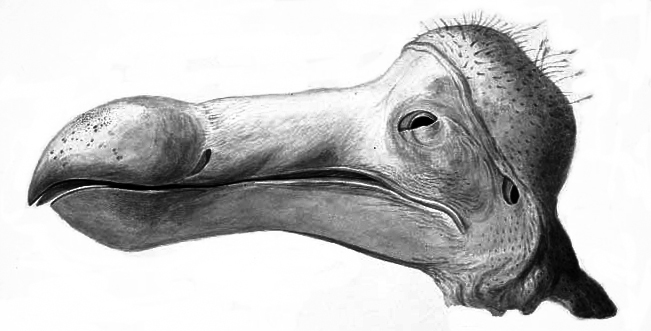
رسم توضيحي لرأس الدودو قبل تشريحه عام 1848 في أكسفورد.

برهن كل من «ستريكلاند» و«ميلفيل» أن طائر الدودو والحمام مشابهين تشريحيا. وأشاروا إلى أن كيراتين المنقار قصير جدا، مع قاعدة طويلة نحيلة وعارية. كما أن للحمام جلد عاري حول عيونها وصولا إلى المنقار، وكذلك الحال في طيور الدودو. وجبهة عالية متصلة بالمنقار، ومنخر في الأسفل منتصف المنقار ويحيط به الجلد، ومجموعة من الخصائص المشتركة مع الحمام فقط. والتشابه بين ساقي الدودو والحمام البري أكثر من الطيور الأخرى، وكذلك في خصائصها الهيكلية. يبين وصف الحوصلة الكبيرة العلاقة مع الحمام، حيث أن هذه الميزة هي الأكثر تطورا مقارنة بالطيور الأخرى. ومثل الحمام فإن طائر الدودو لا يملك ميكعة وحاجز لمنخره، ويشارك الحمام في بعض الخصائص مثل الفك السفلي، العظم الوجني، الحنك، وإبهام القدم. ويختلف الدودو عن الحمام بشكل رئيسي في حجم الأجنحة الصغيرة وحجم المنقار الكبير بما يتناسب مع الجمجمة.
خلال القرن 19، صنفت أنواع كثيرة متجانسة مع طائر الدودو، تشمل الطائرين ناسك رودريغيس وأبو منجل ريونيون، والمصطلحين (Didus وRaphus) أسمان لجنس الدودو مستخدمة من قبل علماء مختلفين في الزمن. في القرن 17 تم وصف عظام الدودو التي وجدت في رودريغس وصفا لانمطيا، وعرفت حاليا أنها تنتمي إلى طائر ناسك رودريغيس، مما قاد إبراهام دي بارتليت في عام 1852 لتسميته (Didus nazarenus) كنوع جديد. وبناء على بقايا طائر ناسك رودريغيس، فهي حاليا تعتبر مرادفا لهذا الأنواع. فسرت رسومات بالخطأ لطائر المرعة الحمراء في موريشيوس بأنها أحد أنواع الدودو؛ وأطلق عليها الاسمين (Didus broeckii وDidus herberti).
لسنوات عديدة تم تصنيف الدودو وناسك رودريغس في فصيلة خاصة بهم، أطلق عليها (Raphidae) (وسابقا Dididae)، بسبب الروابط الدقيقة مع الحمام التي لم تحل بعد. وقد صنف كل منهما كذلك في فصيلة أحادية الطراز (Raphidae وPezophapidae، على التوالي)، كما أنه كان يعتقد أنه تطور التشابه بينهما بشكل مستقل. وقد أدى تحليل علم العظام والحمض النووي إلى حل فصيلة (Raphidae)، وفي الوقت الحالي صنف طائر الدودو والناسك في أسرة خاصة بهم تسمى الرافينيات (Raphinae) ضمن فصيلة الحماميات.

### التطور

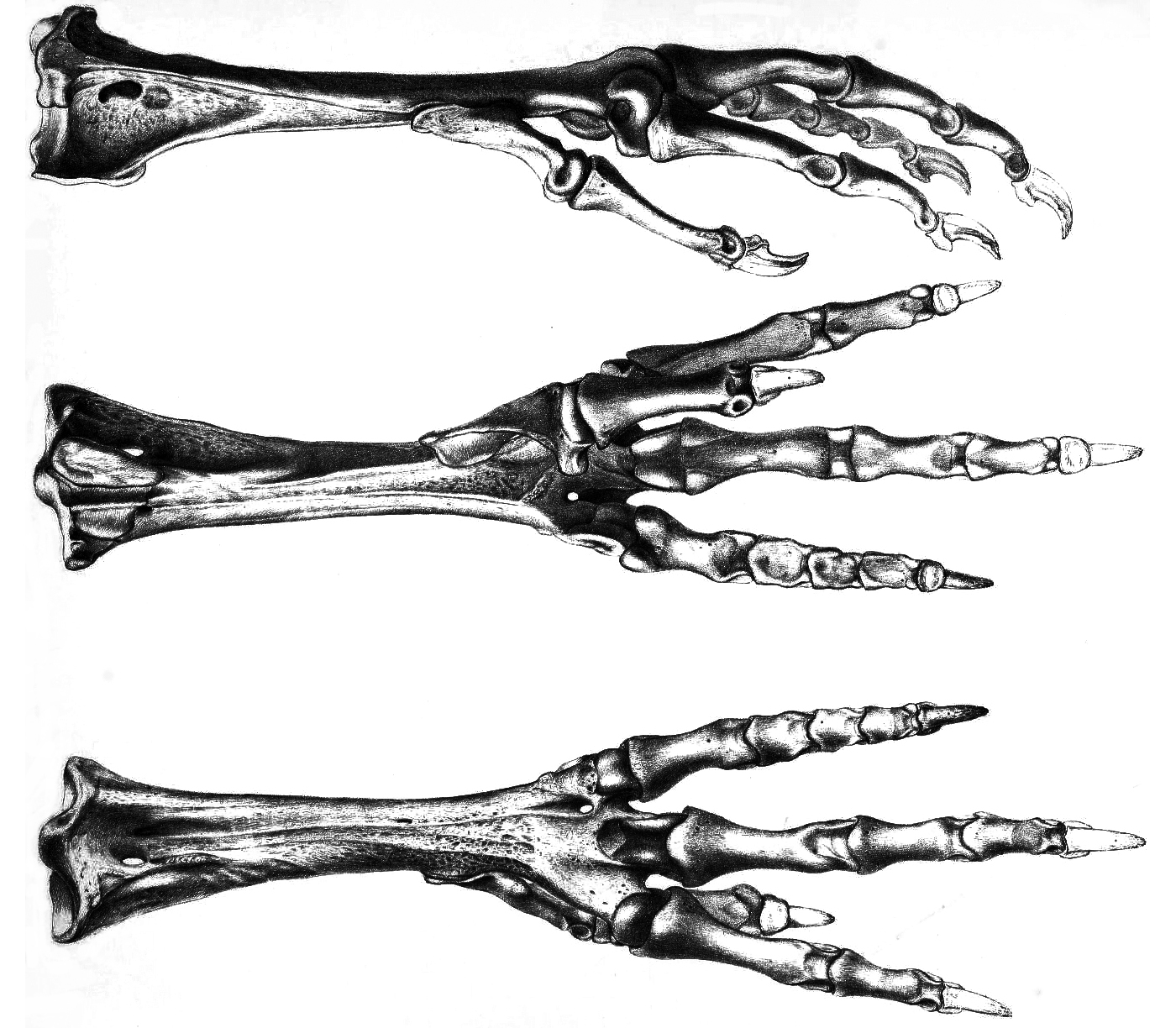
طباعة حجرية من عام 1848 لقدم من عينات أكسفورد، استخدمت كمصدر للدراسات الجينية.

في عام 2002، قام عالم الوراثة الأمريكي بيث شابيرو وبمساعدة زملائه في تحليل الحمض النووي لطائر الدودو لأول مرة. وبعد المقارنة بين ميتوكوندريا سيتوكروم B وتسلسل الرنا الريبوسومي 12S المعزول من عظم الرصغ المأخوذة من عينة أكسفورد مع عظم الفخذ من ناسك رودريغيس تبين أن العلاقة بينهما وثيقة وأنهما من نفس فصيلة الحماميات. وقد فسر الدليل الجيني الوراثي أن حمام نيكوبار (Caloenas nicobarica) في جنوب شرق آسيا من الأقارب الحية الأكثر شبها، يليه الحمام المتوج (Gaura) في غينيا الجديدة، وبشكل سطحي طائر الدودو شبيه حمام المنقار المسنن (Didunculus strigirostris) في ساموا (يشير اسمها العلمي أنها تشبه منقار الدودو). يتكون هذا الفرع الحيوي من الحمام البري المستوطن في الجزيرة. ويبين المخطط التشعيبي التالي أقرب الطيور علاقة بالدودو داخل فصيلة الحماميات، استنادا إلى شابيرو وآخرون، 2002:
|  | حمام نيكوبار (Caloenas nicobarica)                                                               |
|  |                                                                                                  |
|  | \| \| ناسك رودريغيس (Pezophaps solitaria) \| \| \| \| \| \| دودو (Raphus cucullatus) \| \| \| \| |
|  |                                                                                                  |
|  | ناسك رودريغيس (Pezophaps solitaria)                                                              |
|  |                                                                                                  |
|  | دودو (Raphus cucullatus)                                                                         |
|  |                                                                                                  |

|  | ناسك رودريغيس (Pezophaps solitaria) |
|  |                                     |
|  | دودو (Raphus cucullatus)            |
|  |                                     |

|  | حمام نيكوبار (Caloenas nicobarica)                                                               |
|  |                                                                                                  |
|  | \| \| ناسك رودريغيس (Pezophaps solitaria) \| \| \| \| \| \| دودو (Raphus cucullatus) \| \| \| \| |
|  |                                                                                                  |
|  | ناسك رودريغيس (Pezophaps solitaria)                                                              |
|  |                                                                                                  |
|  | دودو (Raphus cucullatus)                                                                         |
|  |                                                                                                  |

|  | ناسك رودريغيس (Pezophaps solitaria) |
|  |                                     |
|  | دودو (Raphus cucullatus)            |
|  |                                     |

|  | حمام نيكوبار (Caloenas nicobarica)                                                               |
|  |                                                                                                  |
|  | \| \| ناسك رودريغيس (Pezophaps solitaria) \| \| \| \| \| \| دودو (Raphus cucullatus) \| \| \| \| |
|  |                                                                                                  |
|  | ناسك رودريغيس (Pezophaps solitaria)                                                              |
|  |                                                                                                  |
|  | دودو (Raphus cucullatus)                                                                         |
|  |                                                                                                  |

|  | ناسك رودريغيس (Pezophaps solitaria) |
|  |                                     |
|  | دودو (Raphus cucullatus)            |
|  |                                     |

|  | حمام نيكوبار (Caloenas nicobarica)                                                               |
|  |                                                                                                  |
|  | \| \| ناسك رودريغيس (Pezophaps solitaria) \| \| \| \| \| \| دودو (Raphus cucullatus) \| \| \| \| |
|  |                                                                                                  |
|  | ناسك رودريغيس (Pezophaps solitaria)                                                              |
|  |                                                                                                  |
|  | دودو (Raphus cucullatus)                                                                         |
|  |                                                                                                  |

|  | ناسك رودريغيس (Pezophaps solitaria) |
|  |                                     |
|  | دودو (Raphus cucullatus)            |
|  |                                     |

|  | حمام نيكوبار (Caloenas nicobarica)                                                               |
|  |                                                                                                  |
|  | \| \| ناسك رودريغيس (Pezophaps solitaria) \| \| \| \| \| \| دودو (Raphus cucullatus) \| \| \| \| |
|  |                                                                                                  |
|  | ناسك رودريغيس (Pezophaps solitaria)                                                              |
|  |                                                                                                  |
|  | دودو (Raphus cucullatus)                                                                         |
|  |                                                                                                  |

|  | ناسك رودريغيس (Pezophaps solitaria) |
|  |                                     |
|  | دودو (Raphus cucullatus)            |
|  |                                     |

|  | حمام نيكوبار (Caloenas nicobarica)                                                               |
|  |                                                                                                  |
|  | \| \| ناسك رودريغيس (Pezophaps solitaria) \| \| \| \| \| \| دودو (Raphus cucullatus) \| \| \| \| |
|  |                                                                                                  |
|  | ناسك رودريغيس (Pezophaps solitaria)                                                              |
|  |                                                                                                  |
|  | دودو (Raphus cucullatus)                                                                         |
|  |                                                                                                  |

|  | ناسك رودريغيس (Pezophaps solitaria) |
|  |                                     |
|  | دودو (Raphus cucullatus)            |
|  |                                     |

|  | حمام نيكوبار (Caloenas nicobarica)                                                               |
|  |                                                                                                  |
|  | \| \| ناسك رودريغيس (Pezophaps solitaria) \| \| \| \| \| \| دودو (Raphus cucullatus) \| \| \| \| |
|  |                                                                                                  |
|  | ناسك رودريغيس (Pezophaps solitaria)                                                              |
|  |                                                                                                  |
|  | دودو (Raphus cucullatus)                                                                         |
|  |                                                                                                  |

|  | ناسك رودريغيس (Pezophaps solitaria) |
|  |                                     |
|  | دودو (Raphus cucullatus)            |
|  |                                     |

|  | حمام نيكوبار (Caloenas nicobarica)                                                               |
|  |                                                                                                  |
|  | \| \| ناسك رودريغيس (Pezophaps solitaria) \| \| \| \| \| \| دودو (Raphus cucullatus) \| \| \| \| |
|  |                                                                                                  |
|  | ناسك رودريغيس (Pezophaps solitaria)                                                              |
|  |                                                                                                  |
|  | دودو (Raphus cucullatus)                                                                         |
|  |                                                                                                  |

|  | ناسك رودريغيس (Pezophaps solitaria) |
|  |                                     |
|  | دودو (Raphus cucullatus)            |
|  |                                     |

|  | حمام نيكوبار (Caloenas nicobarica)                                                               |
|  |                                                                                                  |
|  | \| \| ناسك رودريغيس (Pezophaps solitaria) \| \| \| \| \| \| دودو (Raphus cucullatus) \| \| \| \| |
|  |                                                                                                  |
|  | ناسك رودريغيس (Pezophaps solitaria)                                                              |
|  |                                                                                                  |
|  | دودو (Raphus cucullatus)                                                                         |
|  |                                                                                                  |

|  | ناسك رودريغيس (Pezophaps solitaria) |
|  |                                     |
|  | دودو (Raphus cucullatus)            |
|  |                                     |

|  | حمام نيكوبار (Caloenas nicobarica)                                                               |
|  |                                                                                                  |
|  | \| \| ناسك رودريغيس (Pezophaps solitaria) \| \| \| \| \| \| دودو (Raphus cucullatus) \| \| \| \| |
|  |                                                                                                  |
|  | ناسك رودريغيس (Pezophaps solitaria)                                                              |
|  |                                                                                                  |
|  | دودو (Raphus cucullatus)                                                                         |
|  |                                                                                                  |

|  | ناسك رودريغيس (Pezophaps solitaria) |
|  |                                     |
|  | دودو (Raphus cucullatus)            |
|  |                                     |

|  | حمام نيكوبار (Caloenas nicobarica)                                                               |
|  |                                                                                                  |
|  | \| \| ناسك رودريغيس (Pezophaps solitaria) \| \| \| \| \| \| دودو (Raphus cucullatus) \| \| \| \| |
|  |                                                                                                  |
|  | ناسك رودريغيس (Pezophaps solitaria)                                                              |
|  |                                                                                                  |
|  | دودو (Raphus cucullatus)                                                                         |
|  |                                                                                                  |

|  | ناسك رودريغيس (Pezophaps solitaria) |
|  |                                     |
|  | دودو (Raphus cucullatus)            |
|  |                                     |

|  | حمام نيكوبار (Caloenas nicobarica)                                                               |
|  |                                                                                                  |
|  | \| \| ناسك رودريغيس (Pezophaps solitaria) \| \| \| \| \| \| دودو (Raphus cucullatus) \| \| \| \| |
|  |                                                                                                  |
|  | ناسك رودريغيس (Pezophaps solitaria)                                                              |
|  |                                                                                                  |
|  | دودو (Raphus cucullatus)                                                                         |
|  |                                                                                                  |

|  | ناسك رودريغيس (Pezophaps solitaria) |
|  |                                     |
|  | دودو (Raphus cucullatus)            |
|  |                                     |

|  | حمام نيكوبار (Caloenas nicobarica)                                                               |
|  |                                                                                                  |
|  | \| \| ناسك رودريغيس (Pezophaps solitaria) \| \| \| \| \| \| دودو (Raphus cucullatus) \| \| \| \| |
|  |                                                                                                  |
|  | ناسك رودريغيس (Pezophaps solitaria)                                                              |
|  |                                                                                                  |
|  | دودو (Raphus cucullatus)                                                                         |
|  |                                                                                                  |

|  | ناسك رودريغيس (Pezophaps solitaria) |
|  |                                     |
|  | دودو (Raphus cucullatus)            |
|  |                                     |

|  | حمام نيكوبار (Caloenas nicobarica)                                                               |
|  |                                                                                                  |
|  | \| \| ناسك رودريغيس (Pezophaps solitaria) \| \| \| \| \| \| دودو (Raphus cucullatus) \| \| \| \| |
|  |                                                                                                  |
|  | ناسك رودريغيس (Pezophaps solitaria)                                                              |
|  |                                                                                                  |
|  | دودو (Raphus cucullatus)                                                                         |
|  |                                                                                                  |

|  | ناسك رودريغيس (Pezophaps solitaria) |
|  |                                     |
|  | دودو (Raphus cucullatus)            |
|  |                                     |

|  | حمام نيكوبار (Caloenas nicobarica)                                                               |
|  |                                                                                                  |
|  | \| \| ناسك رودريغيس (Pezophaps solitaria) \| \| \| \| \| \| دودو (Raphus cucullatus) \| \| \| \| |
|  |                                                                                                  |
|  | ناسك رودريغيس (Pezophaps solitaria)                                                              |
|  |                                                                                                  |
|  | دودو (Raphus cucullatus)                                                                         |
|  |                                                                                                  |

|  | ناسك رودريغيس (Pezophaps solitaria) |
|  |                                     |
|  | دودو (Raphus cucullatus)            |
|  |                                     |

|  | حمام نيكوبار (Caloenas nicobarica)                                                               |
|  |                                                                                                  |
|  | \| \| ناسك رودريغيس (Pezophaps solitaria) \| \| \| \| \| \| دودو (Raphus cucullatus) \| \| \| \| |
|  |                                                                                                  |
|  | ناسك رودريغيس (Pezophaps solitaria)                                                              |
|  |                                                                                                  |
|  | دودو (Raphus cucullatus)                                                                         |
|  |                                                                                                  |

|  | ناسك رودريغيس (Pezophaps solitaria) |
|  |                                     |
|  | دودو (Raphus cucullatus)            |
|  |                                     |

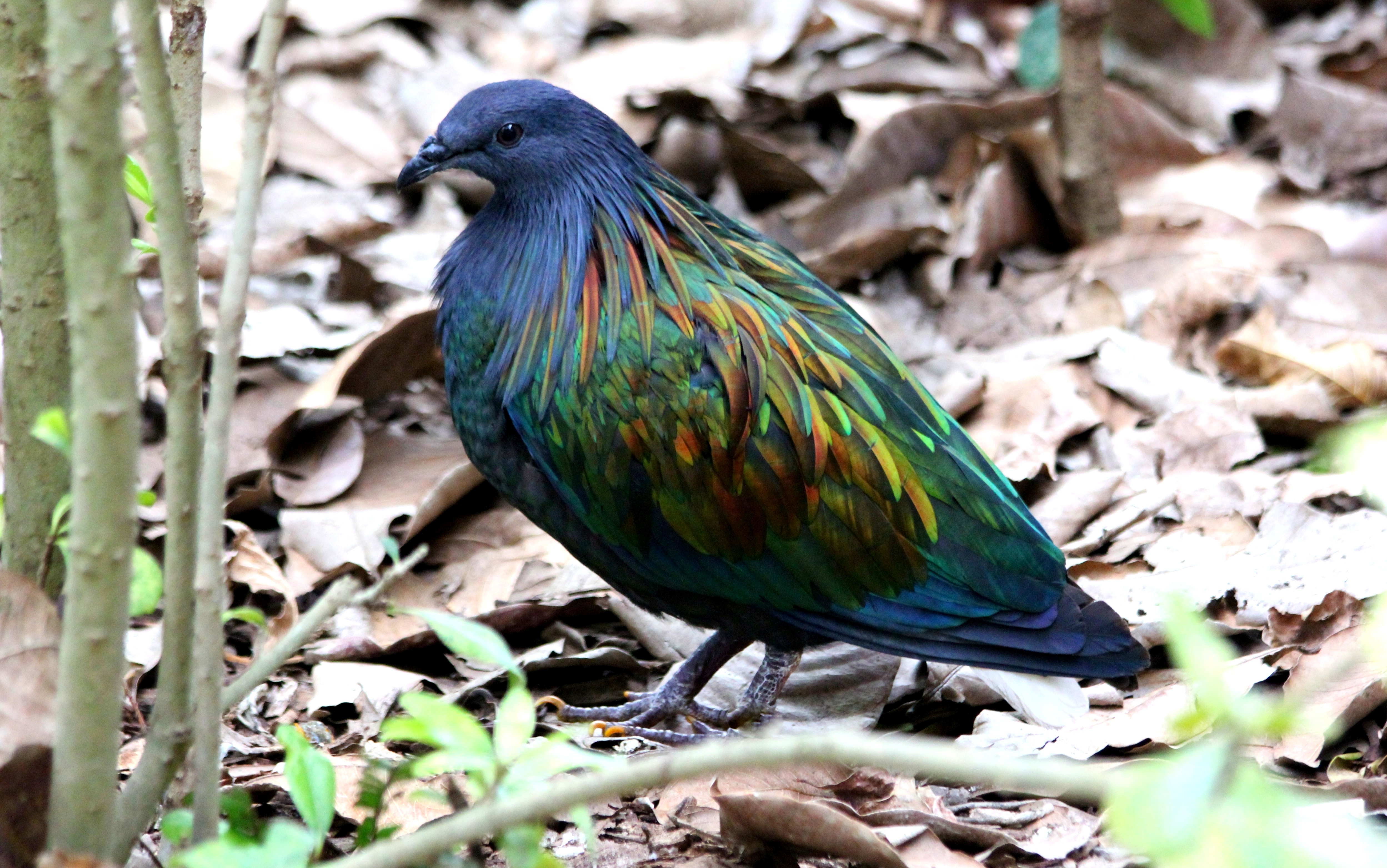
حمام نيكوبار، أقرب الطيور الحية للدودو

تم نشر مخطط تشعيبي مماثل في عام 2007، عكست موضع الحمام المتوج وحمام المنقار المسنن وشملت الحمام الدراج [الإنجليزية] (Otidiphaps nobilis) وحمام الأرض سميك المنقار (Trugon terrestris) في قاعدة الفرع الحيوي.جميع عينات الحمض النووي المستخدمة في هذه الدراسات من بقايا العينات في أكسفورد، ومنذ تتحلل هذه المواد، وندرة عينات الحمض النووي المستخرجة من ما تبقى من الأحافير، جعلت هذه النتائج بحاجة إلى المزيد التحقق. اقترح جوليون باريش أن يوضع طائر الدودو وناسك رودريغيس في فصيلة الحماميات المتوجة بجانب الحمام المتوج وغيرها، مستندا إلى أدلة علم التشكل والسلوك. في 2014، تم تحليل حمض نووي لعينة معروفة للحمام الأخضر المرقط (Caloenas maculata) الذي انقرض مؤخرا، وتبين أنه قريب من حمام نيكوبار، وبالتالي إلى الدودو وناسك رودريغيس.
أشارت دراسة أقيمت عام 2002 أن أسلاف طائر الدودو والناسك بأوقات مختلفة في نطاق ما بين عصري الباليوجين والنيوجين. وعمر جزر ماسكارين (موريشيوس، ريونيون، ورودريغس) التي هي من أصل بركاني أقل من 10 ملايين سنة. بالتالي، ربما لا تزال أسلاف جميع الطيور قادرة على الطيران لوقت من الزمن بعد انفصال نسبها. وقد وضع حمام نيكوبار والحمام الأخضر المرقط في قاعدة النسب المؤدية إلى أسرة الرافينيات، مما يدل على أن الرافينيات الغير قادرة على الطيران كان لها أسلاف قادرة على الطيران، وكانت شبه أرضية، تسكن الجزر. وهذا بدوره يدعم فرضية أن أسلاف تلك الطيور وصلت جزر ماسكارين بواسطة جزيرة متنقلة من جنوب آسيا. ندرة الثدييات العاشبة المنافسة على موارد هذه الجزر جعل من طيور الناسك والدودو أن تبلغ أحجاما كبيرة جدا ولا تحتاج للطيران. رغم تشكل الجمجمة المتباين والتكيف لحجم أكبر، فقد بقيت بعض الخصائص في الهيكل العظمي المماثلة للحمام الأصغر القادر على الطيران. تم العثور على حمام آخر كبير، منقرض لا يطير، أسمه حمام فيتي ليفو العملاق (Natunaornis gigoura)، وقد وصف في عام 2001 من شبه الأحافير المتبقية في فيجي. لكنها أصغر قليلا من طائر الدودو والناسك، ويعتقد أيضا أن له علاقة بالحمام المتوج.

### أصل التسمية

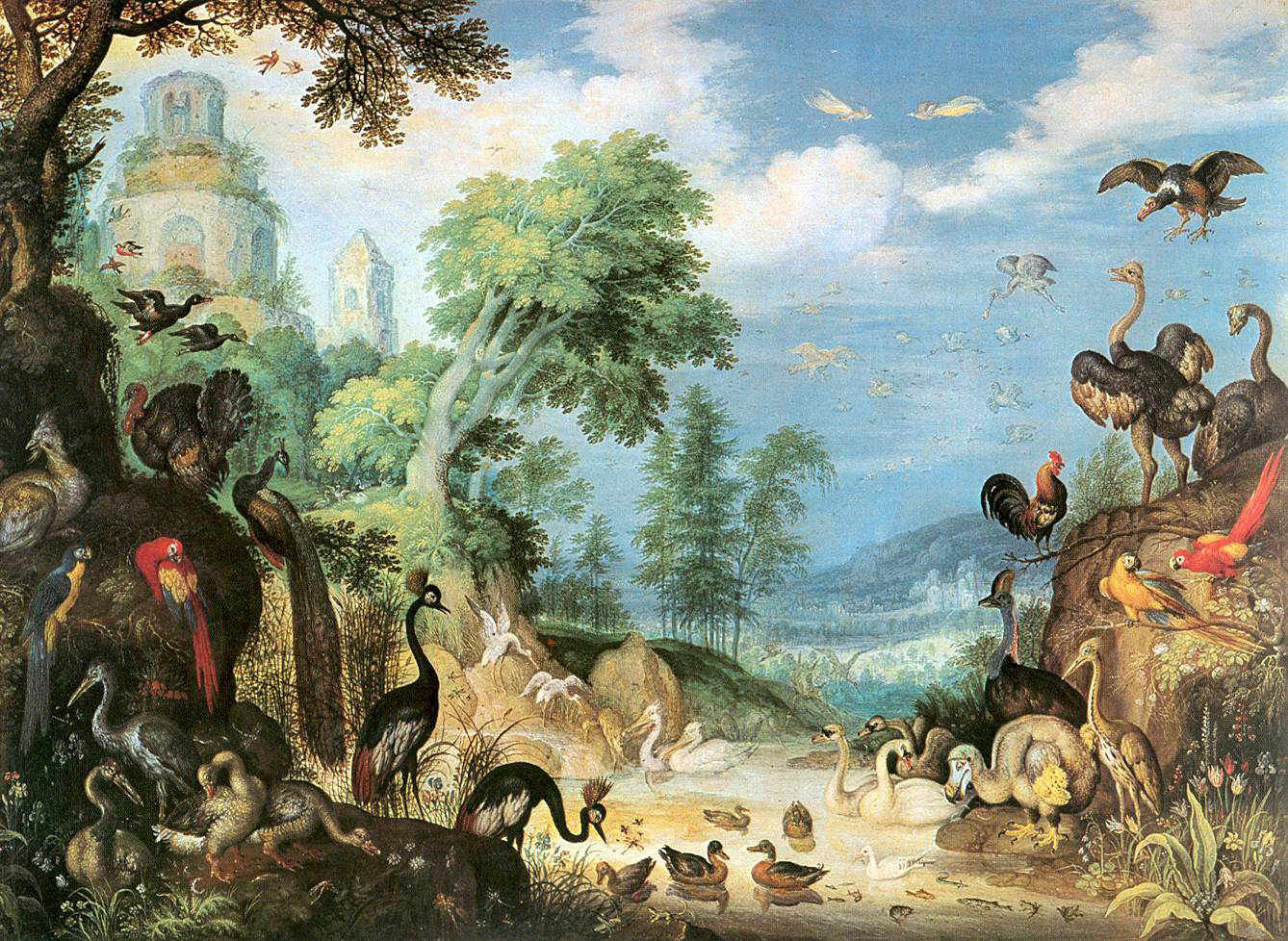
منظر طبيعي مع طيور، تظهر طائر الدودو في أسفل اليمين،بواسطة رولانت سافري، 1628

كان أحد الأسماء الأصلية لطائر الدودو الاسم الهولندي ("Walghvogel":مكونة من كلمتين "Walghe" = لا طعم له + "vogel" = طائر) الذي استخدم لأول مرة في مجلة نائب الأدميرال «وايبراند فان وارويجك»، الذي زار موريشيوس خلال الحملة الهولندية الثانية لاندونيسيا عام 1598. وقد ترجم «جاكوب فريدليب» الاسم إلى الألمانية ليصبح "Walchstök" أو "Walchvögel". وقد فقد التقرير الهولندي الأصلي الذي يحمل العنوان (Waarachtige Beschryving)، لكن الترجمة الإنجليزية نجت:

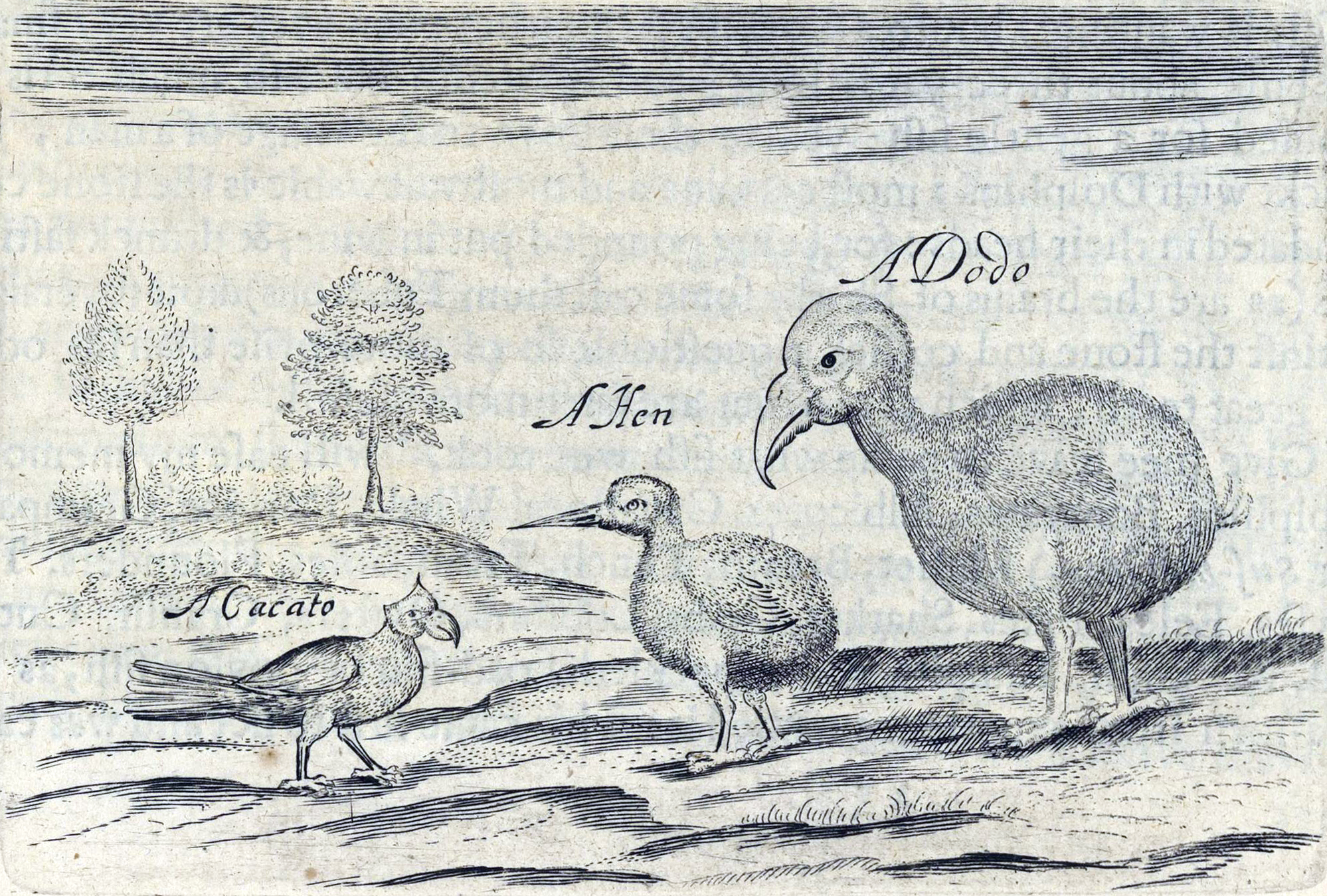
رسم وصفي من عام 1634، رسمها السير توماس هربرت، تظهر الببغاء العريض المنقار ("Cacato")، المرعة الحمراء («الدجاجة»)، وطائر الدودو.

قد تكون الرواية الأخرى من تلك الرحلة هي أول ما ذكر طائر الدودو، حيث تقول أن البرتغال وصفو هذه الطيور بالبطاريق، وقد يكون السبب أجنحتها الصغيرة. في عام 1602 أطلق طاقم السفينة الهولندية «خيلدرلند» على الطيور بأنها ("Dronte" = المنتفخة)، وهو الاسم الذي لا يزال مستخدما في بعض اللغات. وأطلق عليها الطاقم أيضا أسم ("griff-eend" و"kermisgans" = دواجن مسمنة) وذلك لمهرجان كيرميس الذي يقام في أمستردام، الذي تقرر في اليوم التالي من الرسو على موريشيوس.
أصل كلمة دودو (dodo) غير واضحة. البعض يعتقد أنها تعود للكلمة الهولندية ("dodoor" = «الكسلان»)، لكنها قد ترتبط أكثر بالكلمة ("Dodaars" = «المؤخرة السمينة») بسبب الريش في الخلف. أول سجل لكلمة ("Dodaars") في عام 1602 في مجلة «القبطان ويليم فان ويست زانين». وكان الكاتب الإنجليزي السير توماس هربرت أول من استخدم كلمة الدودو في طباعة كتاب رحلاته عام 1634، يقول انه اقتبسها من البرتغاليين، الذين زاروا موريشيوس في عام 1507. الإنجليزي الآخر «ايمانويل الثام» استخدمت نفس الكلمة في رسالته عام 1628، والذي يدعى أن أصلها برتغالي أيضا. تم استخدام كلمة «دودار» ("dodar") في الإنجليزية وفي نفس الوقت «دودو»، لكن كانت تستخدم فقط حتى القرن 18. بقدر ما هو معروف، أن البرتغاليين لم يذكروا الطائر، ومع ذلك، ما زالت بعض المصادر تذكر كلمة «دودو» مستمد من الكلمة البرتغالية ("doudo" = «غبي» أو «مجنون»). وقيل أيضا أن كلمة الدودو متعلّقة بالمحاكاة الصّوتيّة عند مناداته للطيور الأخرى حيث يصدر شبيه بصوت الحمام «دوو دوو».
استخدم الاسم اللاتيني (cucullatus = مقنع) لأول مرة من قبل خوان يوسيبيو نيرمبرغ في عام 1635 كاسم علمي (Cygnus cucullatus) إشارة إلى وصف الدودو من قبل الطبيب وعالم النبات كارلوس كلوسيوس (Carolus Clusius) في عام 1605. أستخدم العالم كارولوس لينيوس الاسم (cucullatus) في كتابه نظام الطبيعة المؤلف في القرن 18، لكن جمع معها اسم الجنس ("Struthio" = النعام). في عام 1760 صاغ ماثورن بريسون اسم لبجنس (Raphus) (في إشارة إلى طائر الحبارى)، مما نتج منها الاسم الحالي (Raphus cucullatus). في عام 1766، صاغ لينيوس الاسم العلمي الجديد (Didus ineptus = الدودو الأحمق). وقد أصبح مرادف للاسم السابق بسبب مبدأ الأولوية.

## الوصف

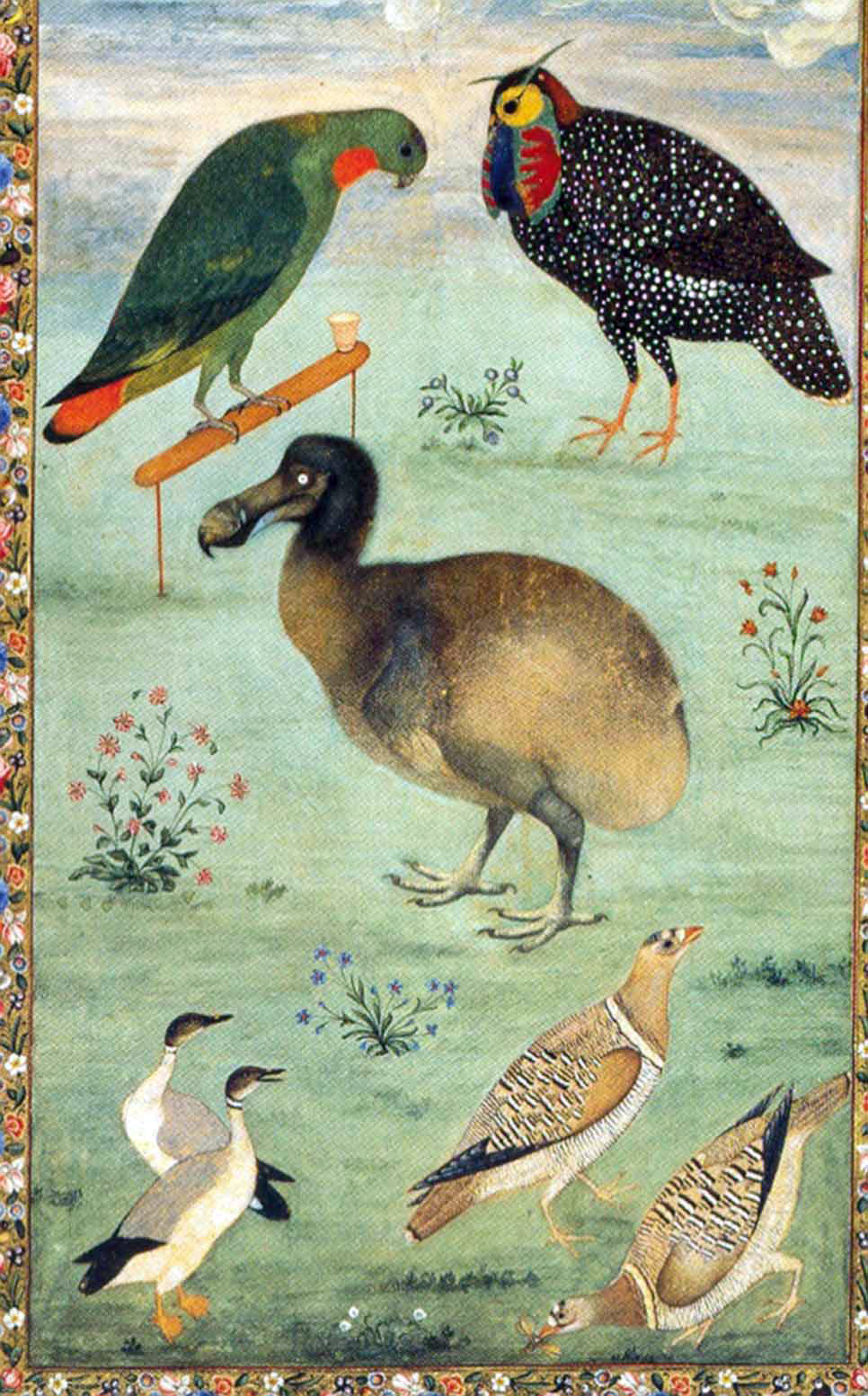
الدودو بين الطيور الهندية، بواسطة الأستاذ منصور، تقريبا. 1625؛ قد تكون أدق تصوير للدودو الحي.

من الصعب تحديد مظهر طائر الدودو بسبب ندرة العينات الكاملة لجسمه الخارجي كالريش واللون. الرسوم التوضيحية والقصص المكتوبة عن طائر الدودو بين تاريخ اكتشافه حتى انقراضه (1598-1662) هي الأدلة الرئيسية لمظهره الخارجي.وفقا لمعظم الرسوم التوضيحية، فقد كان لطائر الدودو ريش رمادي أو بني، مع ريش أساسي أفتح وخصل من الريش الخفيف المجعد في الأعلى عند نهايته الخلفية. والرأس رمادي معرى، والمنقار أخضر، أسود وأصفر، والأرجل ضخمة صفراء، مع مخالب سوداء. وقد أظهرت دراسة على عدد قليل من الريش المتبقي على رأس عينة أكسفورد أنها ريش كفافي وليس زغبي كمعظم الحمام.
تظهر البقايا الشبه أحفورية والمخلفات للطيور التي جلبت إلى أوروبا في القرن 17، أن طيور الدودو كانت طيور كبيرة جدا، يصل طولها إلى 1 م (3 قدم 3 بوصة). طائر الدودو مثنوي الشكل جنسيا؛ الذكور أكبر، ولها مناقير أطول نسبيا. وقد اختلفت التقديرات بالنسبة للوزن من دراسة لأخرى. وفي عام 1993، اقترح عالم الطيور الأمريكي برادلي ليفزي أن الذكور قد تزن 21 كيلوغرام (46 رطل) والإناث 17 كيلوغرام (37 رطل). كذلك في عام 1993، يعزى «اندرو كيتشنر» التقدير المعاصرة للوزن العالي والاستدارة لطيور الدودو الموصوفة في أوروبا بسبب إفراطه في الأكل عند الأسر. وقد قدرت الأوزان في البرية في حدود 10.6–17.5 كـغ (23–39 رطل)، والطيور المسمنة يمكن أن يكون وزنها 21.7–27.8 كـغ (48–61 رطل). لا يزال هناك جدل حول تقديرات الوزن، حيث تشير تقديرات 2011 من قبل أنغست وزملاءه أن متوسط الوزن منخفض حيث تصل إلى 10.2 كـغ (22 رطل)، وهذا ما يزيد الشك. وقدرت دراسة في عام 2016 مبنية على الأشعة المقطعية للهياكل العظمية المركبة أن الوزن 10.6 كـغ (23 رطل) إلى 14.3 كـغ (32 رطل) . وقيل أيضا أن الوزن يعتمد على الموسم، حيث أنها تصبح أسمن خلال الموسم البارد.
تختلف جمجمة الدودو كثيرا عن جمجمة الحمام الآخر، خصوصا أنها أكثر متانة، ووجود طرف معكوف في المنقار، وقحفة قصيرة مقارنة بالفكين. وطول المنقار العلوي ضعف طول القحفة، الذي يعتبر قصيرا مقارنة مع أقاربها من الحمام الآخر. فتحات الخياشيم العظمية ممدودة على طول المنقار، ولا تحتوي على حاجز عظمي. القحفة (باستثناء المنقار) أوسع مقارنة بالطول، وعظم الجبهة على شكل قبة مع أعلى نقطة فوق الجزء الخلفي لتجويف العينين. تنحدر الجمجمة للأسفل في الخلف. يحتل تجويف العينين حيز كبير من الجزء الخلفي للجمجمة. تتشكل حلقات الصلبة داخل العين بالعظيمات الأحد عشر (عظام صغيرة)، كما في الحمام الآخر. والفك السفلي منحني قليلا، ولدى كل نصف ثقب جمجمي واحد، كما هو الحال في الحمام الآخر.

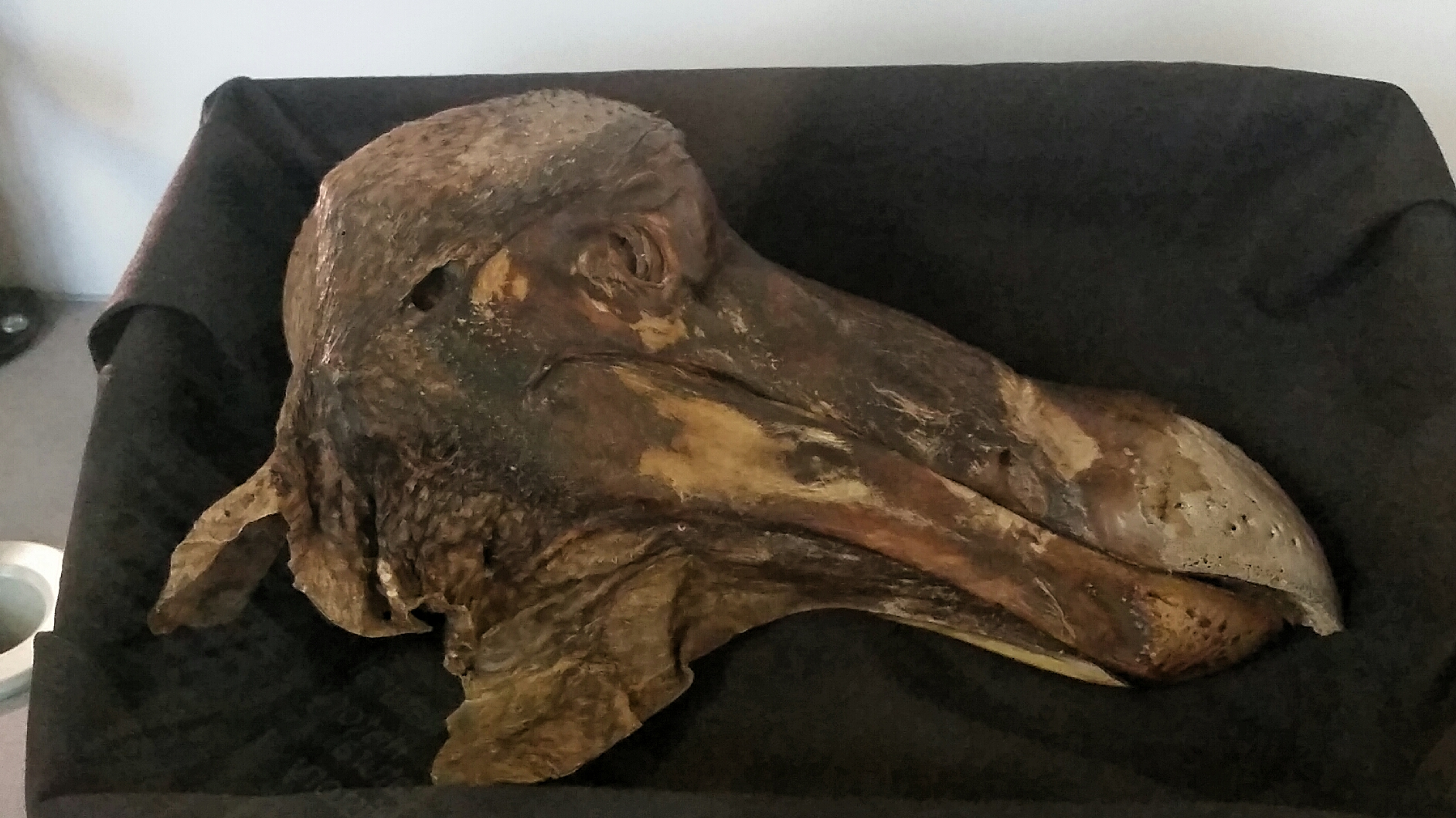
النصف الأيمن من رأس لعينة أكسفورد

لطائر الدودو تسعة عشر فقرة قبل عجزية (في الرقبة والصدر، ومنها ثلاثة متشابكة)، وستة عشر فقرة عجزية (في أسفل الظهر والعجز)، وستة فقرات ذيلية. يوجد في الرقبة منطقة متطورة جدا للعضلات وارتكاز النسيج العضلي، قد تكون لدعم الجمجمة والمنقار الثقيلين. لكل جانب ستة أضلاع، أربعة مفصلية مع عظم القص خلال الأضلاع القصية. عظم القص كبير ولكنه يعتبر صغيرا بالنسبة للجسم إذا قورن مع الحمام الذي هو اصغر منه بكثير والقادرة على الطيران. عظم القص هوائي بشكل كبير وواسع، وسميك نسبيا في المقطع العرضي. يقل حجم عظام حزام الصدر ولوح الكتف بالمقارنة مع الحمام الطائر، وهي أكثر رشاقة مقارنة مع طيور ناسك رودريغس، عظام رسغ السنع للدودو أكثر متانة من التي يمتلكها الناسك. والحوض أوسع من حوض الناسك وأقاربها، وتضاهي بالنسب مع بعض الحمام الطائر الأصغر حجما. معظم عظام الساق أكثر متانة من تلك التي في الحمام الموجود والناسك كذلك، ولكن نسبة الطول تختلف قليلا.
العديد من الخصائص الهيكلية التي تميز طائر الدودو وناسك رودريغس، وأقاربهم، مقارنة مع الحمام الذي يطير. مكونات الحوض أكثر سمكا من تلك التي في الحمام الطائر وذلك لدعم وزن أعلى، والمنطقة الصدرية والأجنحة الصغيرة ذات خصائص طفلية، مما يعني أنها كانت متخلفة ولا تزال تحتفظ بالميزات الأحداث. الجمجمة والجذع وأطراف الحوض ذات تشكل عضوي، وهذا يعني أنها تغيرت بشكل كبير مع التقدم بالعمر. يرتبط طائر الدودو مع ناسك رودريغس بخصائص مشتركة، مثل سمات الجمجمة، الحوض، والقص، فضلا عن حجمها الكبير. ويختلف في جوانب أخرى، مثل كونه أكثر قوة وأقصر من الناسك، وله جمجمة ومنقار أكبر، قمة الجمجمة مستديرة، وحجاج أصغر. ورقبة الدودو وساقيه نسبيا أقصر، ولا تمتلك ركبة كما في معصمي الناسك.

### الوصف المعاصر

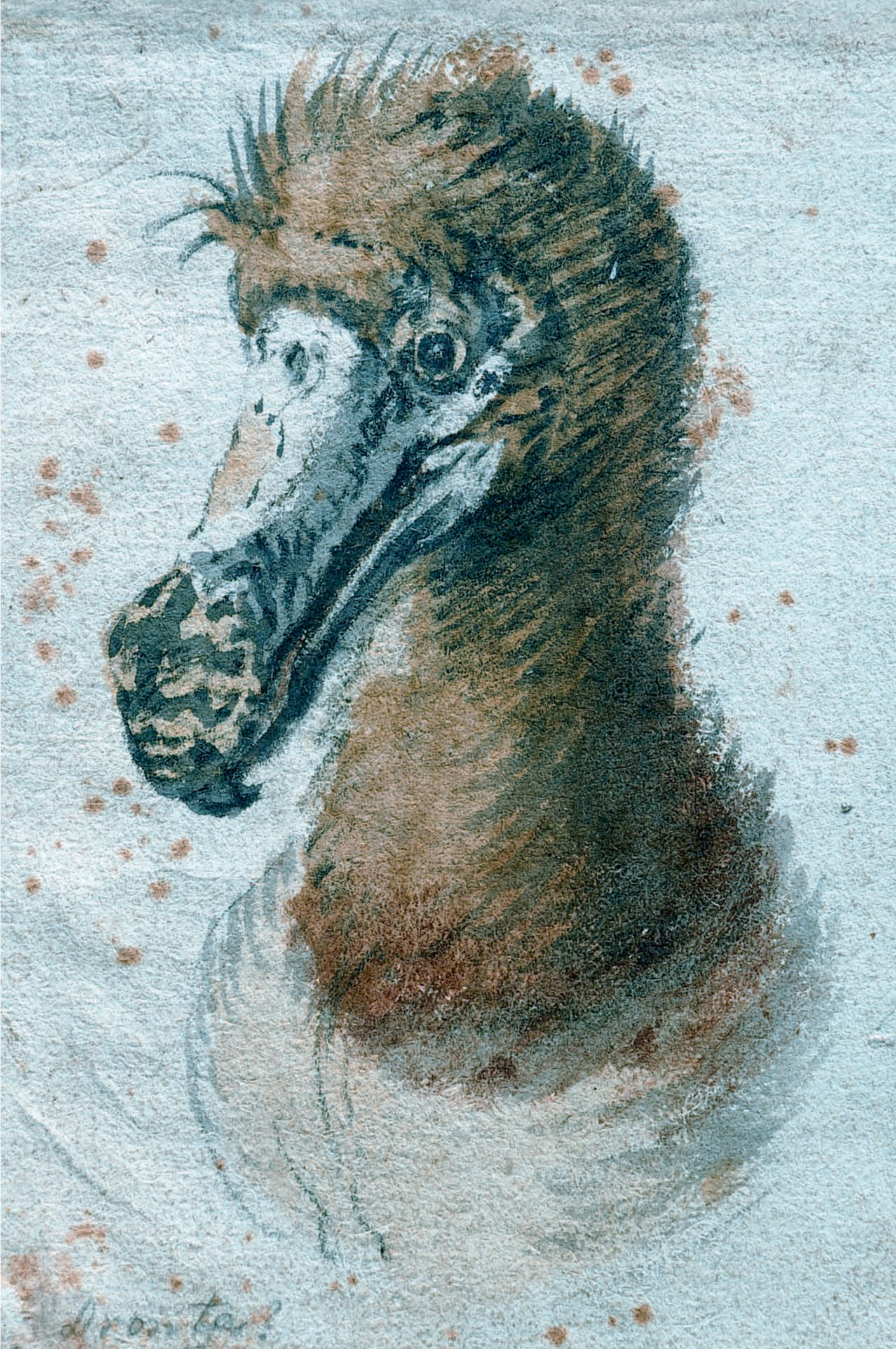
رسم لرأس الدودو من قبل كورنيليس سافتلفن من 1638، وهي اخر وصف أصلي معروف.

معظم الأوصاف المعاصرة للدودو وجدت في سجلات ومجلات سفن شركة الهند الشرقية الهولندية التي رست في موريشيوس عندما حكمت الإمبراطورية الهولندية تلك الجزيرة. واستخدمت هذه السجلات كدليل إرشادي للرحلات المستقبلية. القليل من التقارير المعاصرة الموثوق بها، لأن الكثير منها تستند تقارير سابقة، ولم تكن مكتوبة من قبل علماء. أحد أقدم التقارير من مجلة فان وارويك في عام 1598، حيث يصف الطيور على كما يلي:
أحد الأوصاف الأكثر تفصيلا كانت في مذكرات السير «توماس هربرت» (رواية بعض سنوات العمل في أفريقيا وآسيا الكبرى) (A Relation of Some Yeares Travaille into Afrique and the Greater Asia) في عام 1634:

### التصوير المعاصر

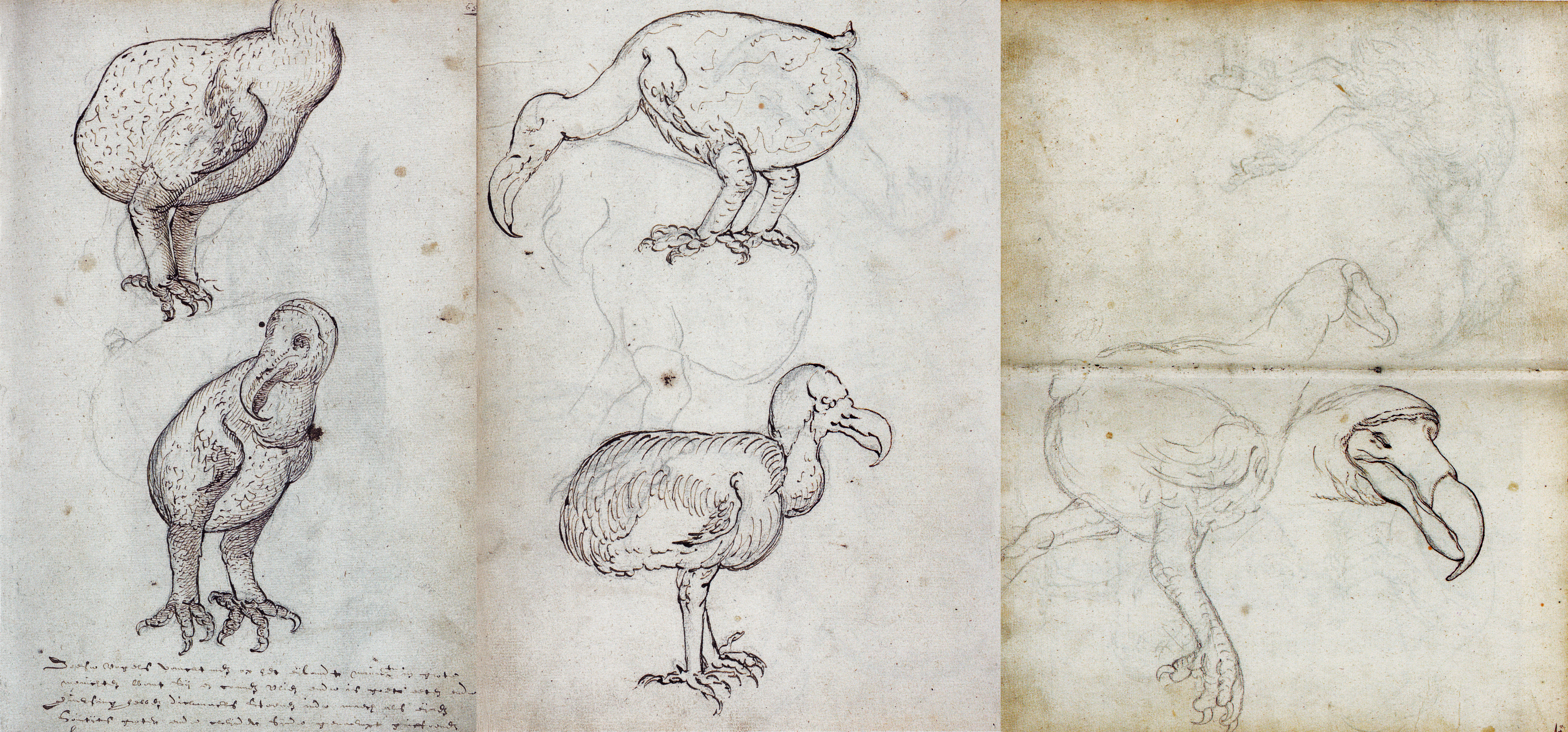
رسومات جمعت من "خيلدرلند" عام 1601 لطيور الدودو الحية والمقتولة مؤخرا

كانت مجلة السفر الخاصة بالسفينة الهولندية خيلدرلند (1601-1603) التي أعيد اكتشافها في ستينات القرن 19 تحتوي على رسومات تعد الوحيد للنماذج الحية أو التي قتلت مؤخرا في موريشيوس. وقد نسبت إلى الفنان المحترف «يوريس جوستنسز لارل»، والذي رسم أيضا طيور موريشيوس. وبصرف النظر عن هذه المخططات، فإنه من غير المعروف كم من رسوم طيور الدودو التوضيحية العشرين أو حتى التي في القرن 17 المستمدة من الحياة أو من العينات المحنطة التي تؤثر على مصداقيتها.
جميع الأوصاف التي أتت بعد 1638 تستند على صور سابقة، ومع الوقت أصبحت التقارير التي تذكر طيور الدودو نادرة. أدت اختلافات الأوصاف بالمؤلفين مثل «أنتوني كورنيليس اودمانس» و«ماسوجي هاكيسوكا» إلى التكهن حول ازدواج الشكل الجنسي، سمات تطور الجنين، التفاوت الموسمي، وحتى إلى وجود أنواع مختلفة، ولكن كل هذه النظريات لم تقبل في يومنا هذا. لأن التفاصيل كعلامات المنقار، وشكل ريش الذيل، واللون المختلف من رواية إلى رواية، تجعل من المستحيل تحديد التشكيل الدقيق لهذه الخصائص، سواء كانت إشارة عمر أو جنس، أو حتى إذا كانت تعكس الواقع. يقول أخصائي الدودو جوليان هيوم أن خياشيم طائر الدودو الحي على شكل شقوق، كما رأينا في صور خيلدرلند، وكورنيليس سافتليفن، ومعرض كروكر للفن، وكذلك صور الأستاذ منصور. وبناء على هذا الإدعاء، تشير فتحات المناخر التي في اللوحات إلى أن العينات المحنطة استخدمت كنماذج. وتشير معظم الأوصاف أن الأجنحة منبسطة، على عكس الحمام الطائر، وتشبه بشكل كبير الطيور التي لا تطير كالنعام والكيوي.

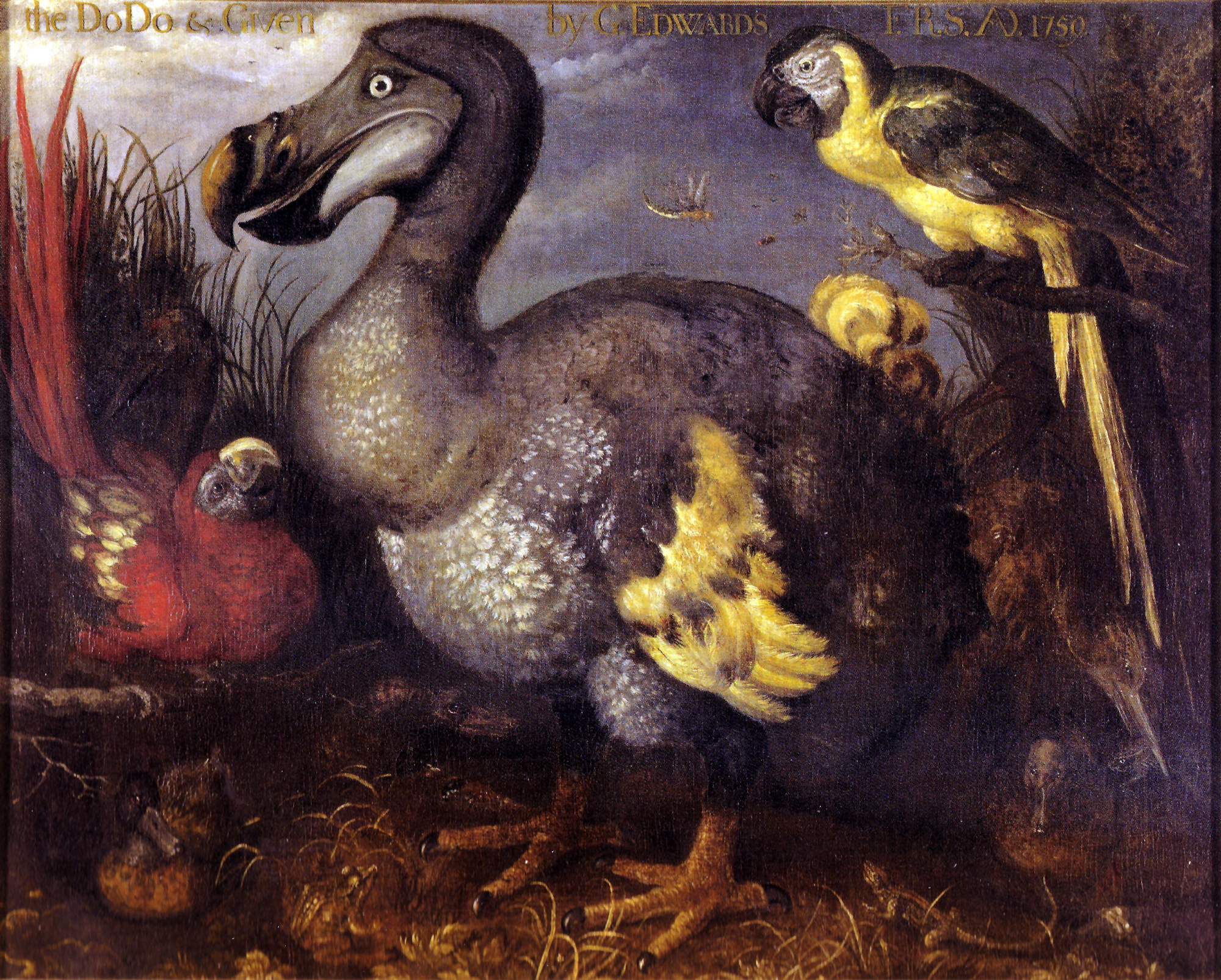
لوحة "دودو إدواردز" الشهير، رسمها سافري عام 1626.

تبين الصورة التقليدية لطائر الدودو انه سمين جدا وغبي، ولكن هذا الرأي قد يكون مبالغا فيه. حيث أن رأي علماء هذا اليوم هو أن الوصف الأوروبي القديم استند على الطيور المأسورة والتي أفرطت في الأكل أو على عينات محنطة محشوة بقسوة. ويعتقد أيضا أن الصور قد اظهرت طيور الدودو بريش منتفخ، كجزء من سلوك العرض. وكان الرسام الهولندي رولانت سافري أكثر المصورين فعالية وتأثيرا لطائر الدودو، حيث حقق عشرة أوصاف على الأقل. أشهر لوحة له كانت من عام 1626 تسمى دودو إدواردز لأنها كانت مملوكة لعالم الطيور جورج إدواردز، ومنذ ذلك الحين أصبحت هي الصورة القياسية لطائر الدودو. وهي موجودة حاليا في متحف التاريخ الطبيعي في لندن. ولاسيما أن في الصورة يظهر طائر سمين وهي مصدر لكثير من الرسوم التوضيحية الأخرى للدودو.
في لوحة من الرسم المغولي الهندي اكتشفت في سانت بطرسبرغ في خمسينات القرن 20 يظهر فيها طائر الدودو بجانب طيور هندية محلية. ويظهر فيها طائر نحيلا وبني اللون، ويعتبرها مكتشفها «السكندر ايفانوفيش ايفانوف» والمتخصص في الدودو «جوليان هيوم» أحد أدق الصور الوصفية لطائر الدودو الحية؛ يمكن تحديد الطيور المحيطة بشكل واضح وقد رسمت بألوان مناسبة. يعتقد أنها من القرن 17 وتنسب إلى الفنان أستاذ منصور. قد تكون الطيور المصورة قد عاشت في حديقة حيوان الإمبراطور المغولي جهانكير في سورت، حيث ادعى الرحالة الإنجليزي بيتر موندي أنه رأى طيور الدودو. في عام 2014، ذكر رسم هندي آخر توضيحي لطائر الدودو، لكن تبين أنه مشتق من رسم توضيحي ألماني من عام 1836.

## السلوك والبيئة

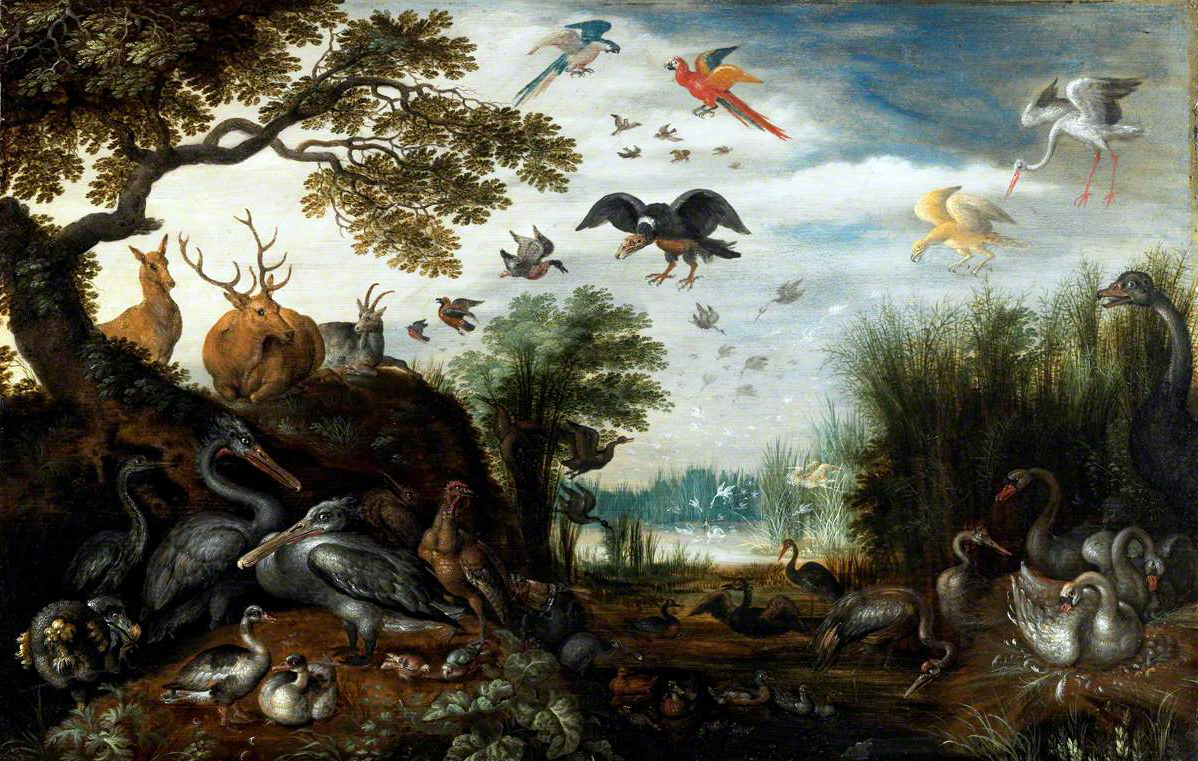
طائر الدودو تسوي ريشها في أسفل يسار لوحة "سافري"، عام 1626

لا يعرف عن سلوك الدودو إلا القليل، لأن معظم الأوصاف المعاصرة مختصرة جدا. بناء على تقديرات الوزن، قد يصل عمر الذكور إلى سن 21، والإناث إلى سن 17. تشير الدراسات التي أجريت على قوة كابولي عظام الساق أنه يمكنه الجري بسرعة. والأرجل قوية ومتينة لدعم الجزء الأكبر من الطائر، وتساعد في الحركة الخفيفة والمناورة. بالرغم أن الأجنحة صغيرة، تبين ندوب العضلات المتطورة على العظام أنها لم تكن أثارية بشكل تام، وربما تكون قد استخدمت كسلوك للعرض والتوازن؛ لأن طيور الحمام الحالية تستخدم أيضا أجنحتها لنفس الغراض. على عكس ناسك رودريغس، فإنه لا يوجد أي دليل على أن طائر الدودو استخدم أجنحته في القتال في نفس النوع. فقد كان يستخدم منقاره الكبير المعقوف في النزاعات الإقليمية. ويعتقد أن طائر الدودو أقل تطور في السلوك الإقليمي العدواني من ناسك رودريغس. وذلك بسبب كثرة هطول الأمطار على موريشيوس وقلة التفاوت الموسمي مقارنة برودريغس، وذلك من شأنه أن يؤثر على توفر الموارد في الجزيرة.

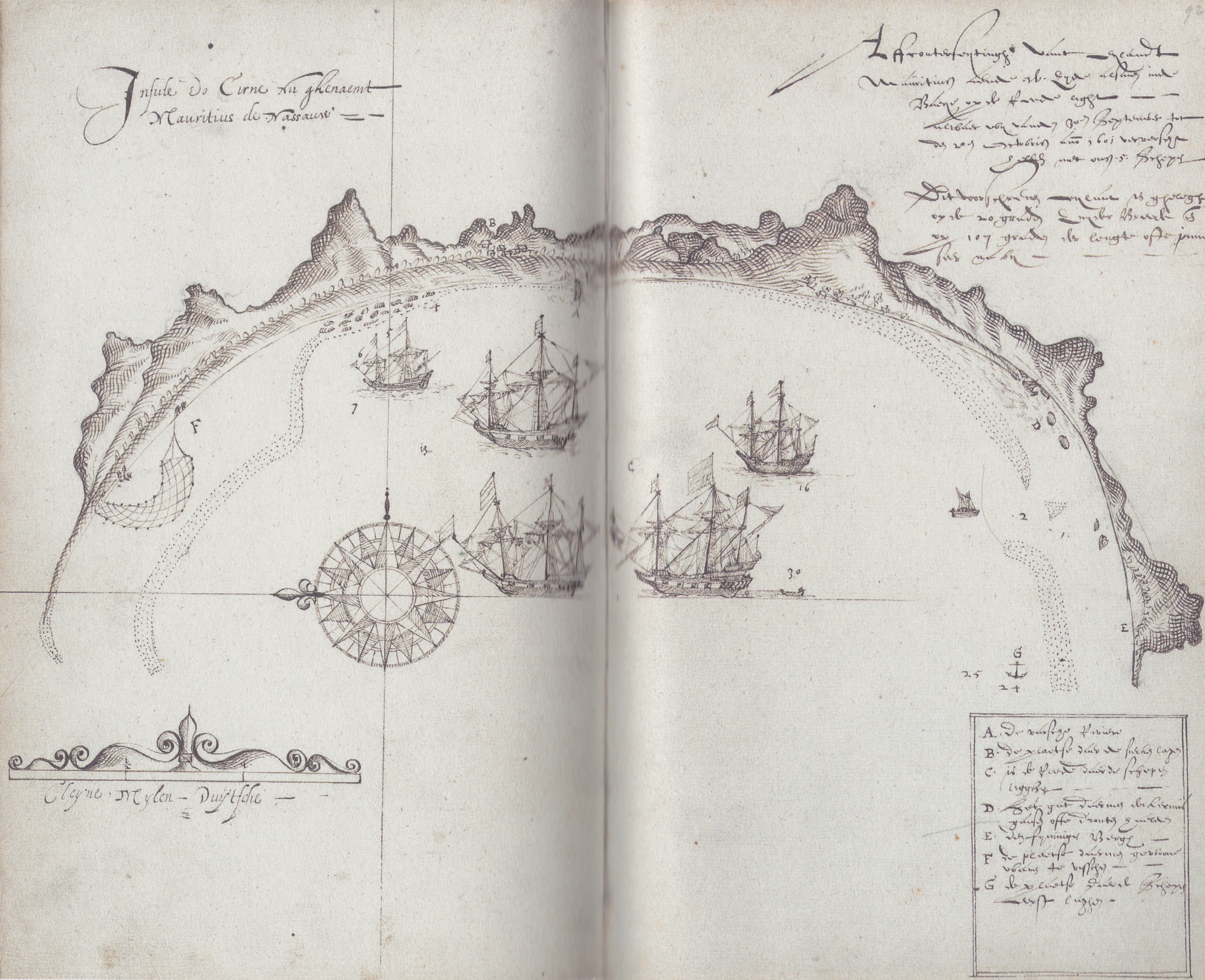
خريطة من عام 1601 لخليج في موريشيوس؛ حرف D صغير في أقصى اليمين يشير إلى حيث تم العثور على طيور الدودو

الموطن المفضل للدودو غير معروف، لكن الأوصاف القديمة تشير إلى أنه كان يسكن الغابات في المناطق الساحلية الجافة جنوب وغرب موريشيوس. ويدعم هذا الرأي مستنقع ماري أوكس سونغس، حيث وجدت معظم بقايا طائر الدودو، وقد كان بالمقربة من البحر في جنوب شرق موريشيوس. وقد يكون هذا التوزيع المحدود في أنحاء الجزيرة أحد أسباب الانقراض. تظهر خريطة من عام 1601 من مجلة جيلديرلاند جزيرة صغيرة قبالة سواحل موريشيوس حيث تم اصطياد طائر الدودو. وقد توقع جوليان هيوم أن هذه الجزيرة هي «إلي أوكس بينترس» في خليج تامارين على الساحل الغربي من موريشيوس. كما أنه تم العثور على عظام شبه أحفورية داخل الكهوف في المناطق الجبلية، مما يشير إلى أنها قد عاشت على الجبال. وقد أظهرت الأعمال في مستنقع ماري أوكس سونغس أن أشجار التمبلاكوك (Sideroxylon grandiflorum)، والكاذي والنخيل المستوطن قد سيطرت على بيئتها. وقد أدى الوضع الرطب في المنطقة الساحلية من ماري أوكس سونغس إلى التنوع الكبير للنباتات، بينما المناطق المحيطة بها أكثر جفافا.
انقرضت أنواع عديد من الكائنات الحية المستوطنة في موريشيوس عقب وصول البشر، ذلك بسبب الأضرار البالغة في النظام البيئي في تلك الجزيرة وصعوبة تعافيها. قبل وصول البشر، كانت موريشيوس مغطاة بالغابات، التي اختفى اغلبها هذا اليوم بسبب إزالة الغابات. ولا تزال الحيوانات المستوطنة التي على قيد الحياة مهددة بالخطر. عاش طائر الدودو جنبا إلى جنب مع طيور موريشيوس الأخرى المنقرضة مؤخرا مثل المرعة الحمراء، الببغاء العريض المنقار، ببغاء ماسكارين الرمادي، حمام موريشيوس الأزرق، بومة موريشيوس، غرة ماسكارينية، شهرمان موريشيوس، بطة موريشيوس، بلشون موريشيوس الليلي. وتشمل زواحف موريشيوس المنقرضة سلحفاة موريشيوس العملاقة المقعرة الظهر، سلحفاة موريشيوس العملاقة المقببة، وسقنقور موريشيوس العملاق، أفعى بواء متوغلة الجزيرة المستديرة. وأما ثعلب موريشيوس الطائر الصغير وحلزون (Tropidophora carinata) فقد عاشا في موريشيوس وريونيون، ولكن اختفيا من الجزيرتين. وشمل الانقراض كذلك بعض النباتات، مثل (Casearia tinifolia) والنخيل السحلبي.

### النظام الغذائي

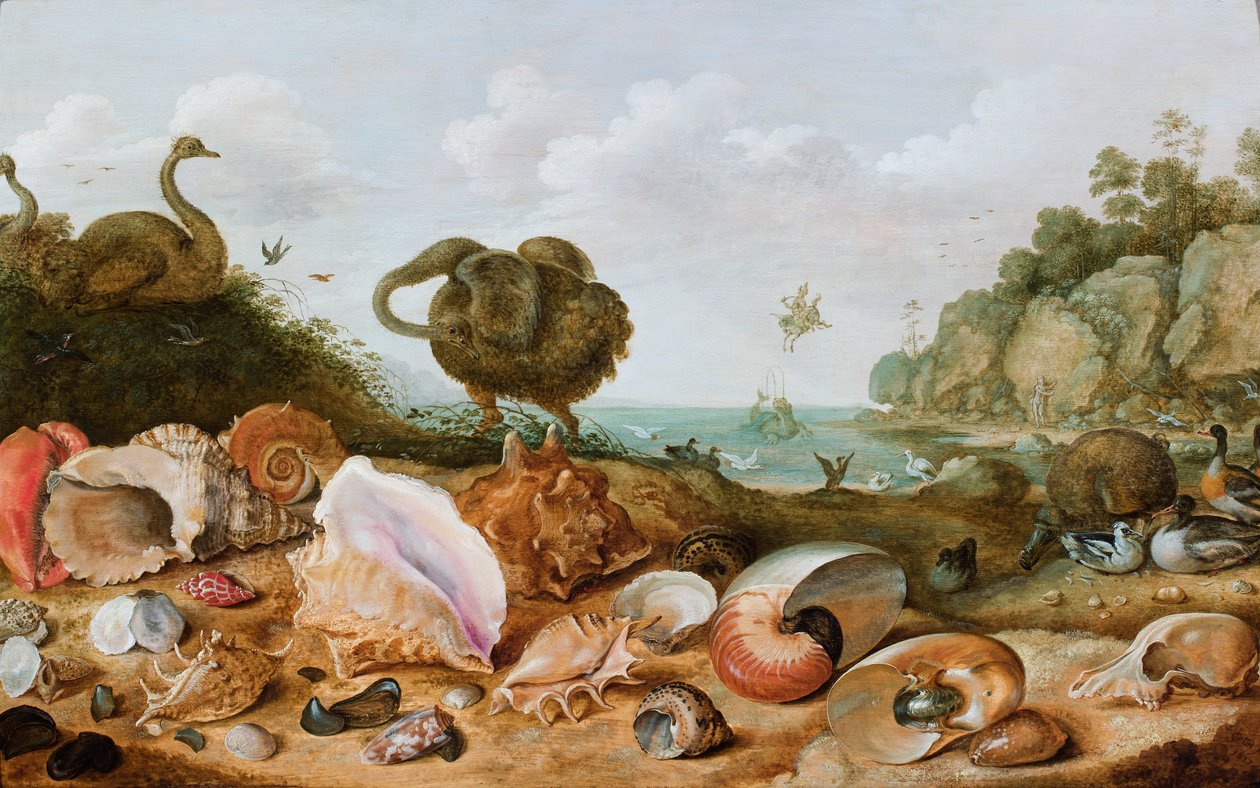
فرفاوس وأندروميدا مع الدودو والأصداف. بواسطة الرسام جيليس دي هونديكوتر،1627

في عام 1887 اكتشفت وثيقة هولندية تعود لعام 1631، لكنها للأسف فقدت الآن، وهي الوثيقة الوحيدة التي ذكرت عن غذاء الدودو وذكرت أيضا أنه كان يستخدم منقاره للدفاع:
تقتات طيور الدودو بالإضافة إلى الثمار الساقطة، على المكسرات، البذور، البصل، والجذور. وقيل أيضا أن الدودو كان يأكل سرطان البحر والمحار، كما تفعل أقاربها من الحمام المتوج. كانت عاداتها الغذائية متنوعة، حيث أن العينات المأسورة في الرحلات البحرية الطويلة كانت تتغذى أنواع عديدة من المواد الغذائية. أشار «أودمانس» أن موريشيوس تتسم بالمواسم الجافة والرطبة، ويعتقد أن طائر الدودو كان يسمن نفسه على الثمار الناضجة في نهاية موسم الأمطار وذلك من أجل البقاء خلال موسم الجفاف، عندما يكون الغذاء شحيحا؛ تصف تقارير معاصرة أن الطائر جشع وذو شهية كبيرة. أشار «فرانس ستوب» أن غذائها الأساسي فواكه النخيل، وحاول ربط دورة تسمين طائر الدودو مع نظام الإثمار لأشجار النخيل.
يبدو أن مكونات الهيكل العظمي للفك العلوي حركية عند الجمجمة، مما يجعل لها الأثر في السلوك الغذائي. يساعد عظم القواطع المتحرك في الطيور الموجودة حاليا كالحمام الآكل للثمار على استهلاك كميات كبيرة من الطعام. ويظهر المنقار لديها أنها قادرة على تحمل الأوزان الثقيلة، مما يدل على أنها قادرة على أكل الطعام الصلب. في عام 2016، تبين دراسة أول قالب داخلي ثلاثي الأبعاد لدماغ الدودو أنه على الرغم من أن دماغه مماثلة لفصائل الحمام أخرى في معظم النواحي، إلا أن لطائر الدودو بصلة شمية كبيرة نسبيا. وهذا يعطي طائر الدودو حاسة شم جيدة، التي قد تكون ساعدته في تحديد أماكن الفواكه والفرائس الصغيرة.

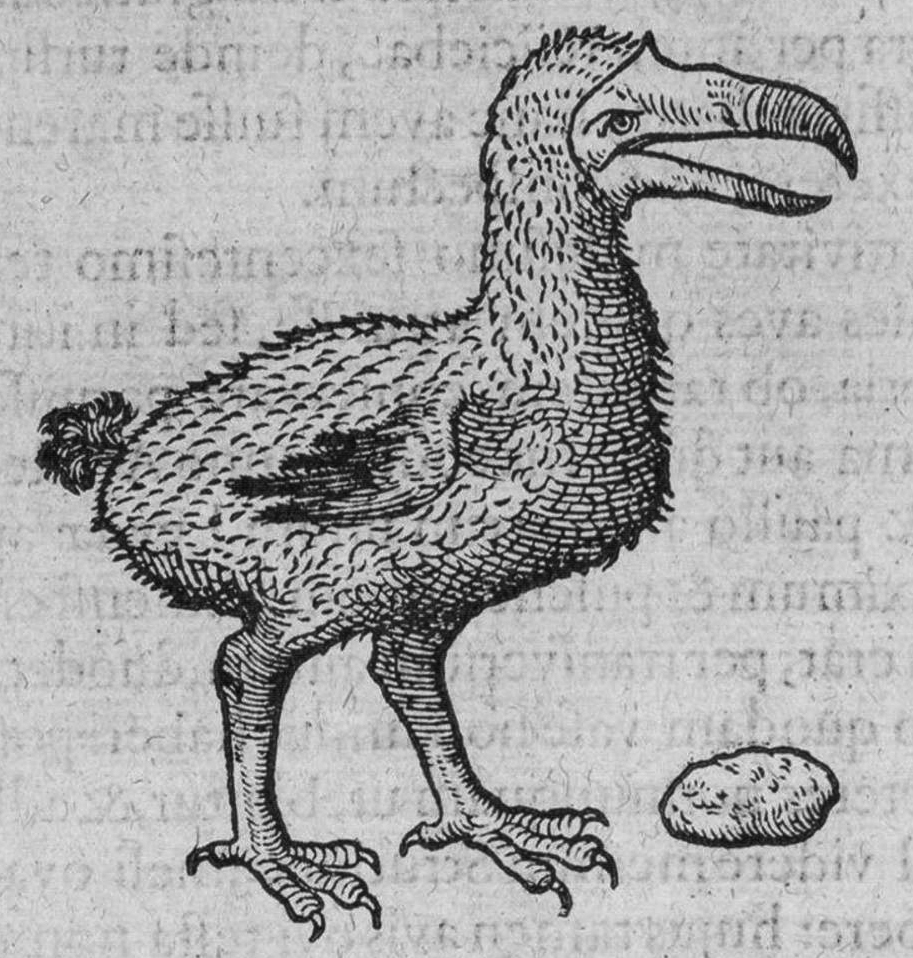
الدودو وحصاة المعدة بواسطة الرسام كارولوس كلوسيوس في عام 1605، نسخة توضيحية من مجلة فان نيك

تؤكد مصادر معاصرة عديدة أن طائر الدودو كان يستخدم حصاة المعدة للمساعدة في الهضم. شهد الكاتب الإنجليزي السير «هامون ليسترانج» طيورا حية في لندن، وقد وصفها على النحو التالي:
لا يعرف كيف كانت تتغذى صغار الدودو، ولكن الحمام الذي يرتبط بنفس الفصيلة يزود صغاره بحليب الحوصلة. حيث تبين صور معاصرة لحوصلة كبير كانت تستخدم لإضافة مساحة لتخزين الغذاء وإنتاج حليب الحوصلة. يشار إلى أن أقصى حجم حققه طائر الدودو والناسك كان محدودا بكمية حليب الحوصلة التي يمكن أن تنتجها لصغارها خلال فترة النمو.

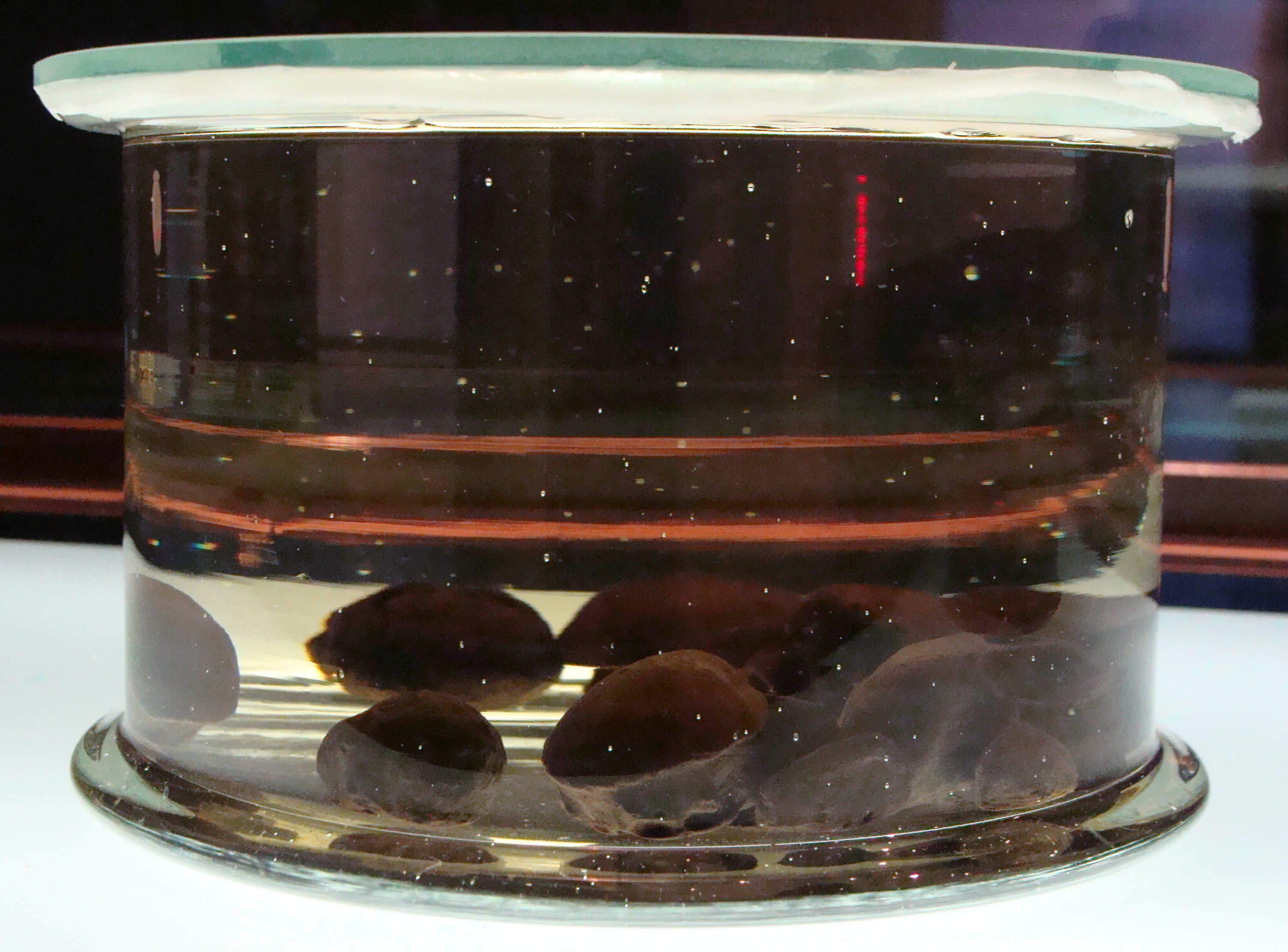
بذور شجرة التامبلاكوك في مركز التنوع الحيوي الطبيعي

في عام 1973، أعتقد العلماء أن شجرة التامبلاكوك (المعروف باسم شجرة دودو) ستنقرض في موريشيوس التي يتوطن فيها. من المفترض أنه يوجد فقط 13 عينة متبقية هناك، تقدر أعمارها بحوالي 300 سنة. كانت فرضية عالم بيئة الطيور «ستانلي تمبل» أن أنتشارها كان يعتمد على طائر الدودو، وأن بذورها لا تنبت إلا بعد مرورها عبر الجهاز الهضمي للطائر. وادعى أن شجرة التامبلاكوك ستنقرض قريبا بسبب اختفاء طائر الدودو. وقد تجاهلها تمبل التقارير الصادرة في أربعينيات القرن 20 التي وجدت أن بذور التامبلاكوك قد نبتت، وهذا نادرا جدا دون أن تتآكل أثناء عملية الهضم. وقد شكك آخرون في هذه الفرضية، وتوقعوا أن انقراض هذه الشجرة كانت مبالغا فيه، أو أن البذور توزعت عن طريق بعض الحيوانات المنقرضة الأخرى مثل سلاحف السيلندرابيات، وخفافيش الفاكهة أو الببغاء عريض المنقار. ووفقا لرأي «ليندي ستراهم» و«انطوني تشيكي» الخبيران في بيئة جزر ماسكارين، أن الشجرة التي تعتبر نادرة قد نبتت منذ أنقراض الدودو وأن عددها يقدر بالمئات، وليست 13 كما ادعى «تمبل»، وهذا ينافي رأي تبمل أن هناك علاقة بقاء وحيدة بين الدودو وهذه الشجرة.
توقع العلماء أن الببغاء العريض المنقار كان يعتمد على طيور الدودو وسلاحف السيلندرابيات لأكل فواكه النخيل وبذورها المفرزة التي أصبحت غذاء للببغاوات. وفي أمريكا الجنوبية كانت ببغاوات المكاو تعتمد على الحيوانات الضخمة المنقرضة مؤخرا بنفس الطريقة، ولكنها بدأت تعتمد الآن على الماشية المستأنسة.

### التناسل

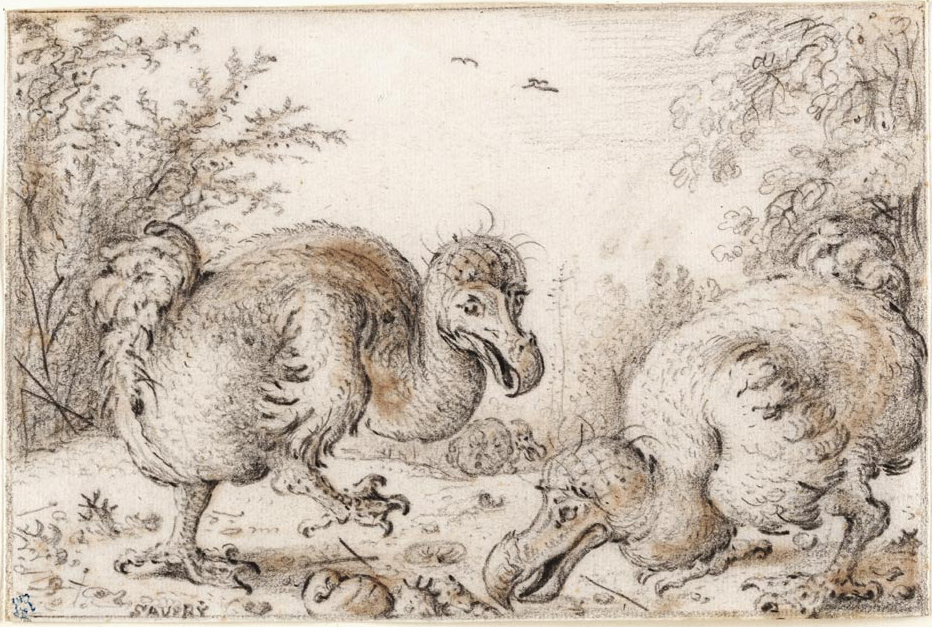
رسم بواسطة سافري لثلاثة طيور دودو، تقريبا عام 1626، معرض كروكر للفن

إن عدم القدرة على الطيران وعدم وجود ثدييات مفترسة أو أنواع أخرى من الأعداء الطبيعية في موريشيوس، جعلت طائر الدودو يبني أعشاشه على الأرض. ويصف تقرير «فرانسوا كاوش» الوحيد من عام 1651 بيض الدودو ونداءاته:

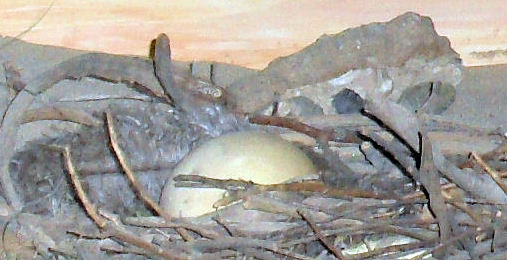
نسخة طبق الأصل لبيضة الدودو المزعومة في عش تم بنائه، متحف شرق لندن

لاقى تقرير «فرانسوا كاوش» جدل كبير، لأنه كان يصف طائر له ثلاثة أصابع فقط وليس له لسان، بعكس الدودو. وأدى ذلك بالبعض إلى الاعتقاد أن «فرانسوا» كان يصف أنواع أخرى جديدة الدودو يطلق عليها ("Didus nazarenus"). وعلى الأرجح أنه التبس عليهم الوصف مع طائر الشبنم، وأن لكتابات فرانسوا تناقضات أخرى. قد يكون «صغير النعامة» المذكور عند اخذه على متن السفينة في عام 1617 هو المرجع الآخر الوحيد لصغير الدودو. والبيضة المزعومة لطائر الدودو موجودة في متحف إيست لندن في جنوب أفريقيا، التي قد تم التبرع بها من قبل مارجوري كورتيناي لاتيمر، والتي حصلت عليها من خالة أبيها التي حصلت عليها هي الأخرى من قبطان زعم أنه وجدها في مستنقع في موريشيوس. وفي عام 2010، اقترح أمين المتحف استخدام دراسة جينات البيضة للتحقق من صحة هويتها. التي قد تكون بدلا من ذلك بيضة لنعامة ضالة.
يعتقد أن لطائر الدودو انتقاء-K، لأنه لا يضع إلا بيضة واحدة وكذلك بسبب حجمه الكبير، وهذا يعني أنه ينتج عدد قليل من الفراخ التي لا تعتمد على نفسها إلا بعد النضج. وهناك بعض الأدلة إضافة إلى أن حجمها كبير وأنها طيور استوائية ثامرة ذات معدل نمو بطيء، تشير إلى أن الطيور قد مكثت فترة تطور طويلة. إن حقيقة عدم العثور على فراخ للدودو في مستنقع ماري أوكس سونغس قد تشير إلى أنها إنتاجها للفراخ كان قليلا وأنها تنضج بسرعة، وقد تربت على أرضا خصبة بعيدة عن المستنقع، أو مخاطر التوحل الموسمية.

## العلاقة مع البشر

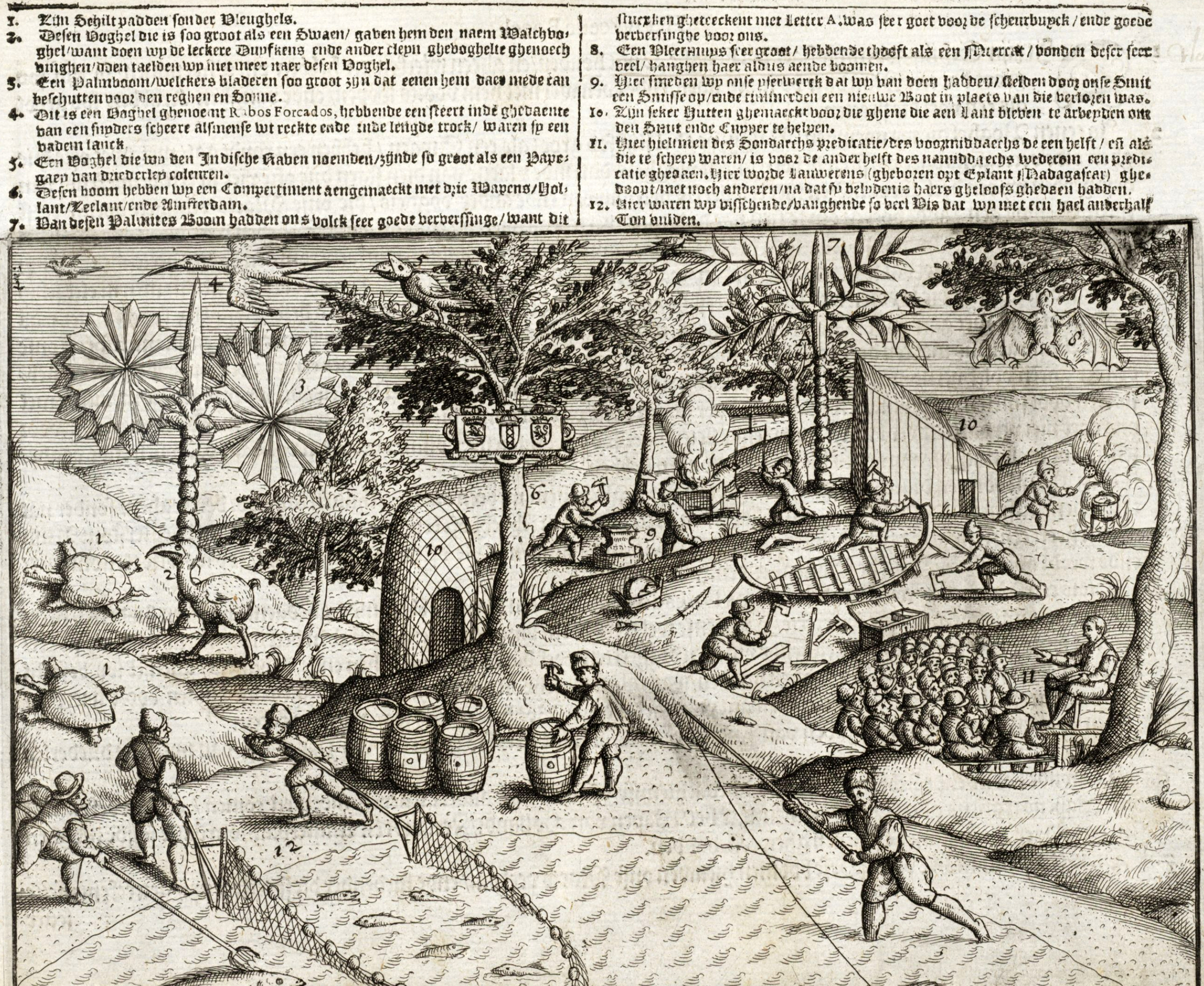
رسم منقوش من عام 1601 يبين أنشطة الهولنديين على شاطئ موريشيوس ويقع على اليسار في (2) أول تصوير توضيحي نشر لطائر الدودو.

في العصور الوسطى بين عامي 1507 و1513، زارت سفن عربية وكذلك برتغالية جزيرة موريشيوس وقد استوطنت من قبلهما. ولا تعرف عنهم أي سجلات عن طيور الدودو، بالرغم من أن الاسم البرتغالي لموريشيوس كان (ilha do Cerné) إي (جزيرة البجعة) والتي قد تشير إلى طيور الدودو. في عام 1598 استحوذت الإمبراطورية الهولندية على موريشيوس، وأطلقوا عليها اسم موريس أوف ناساو، وكانت تستخدم لتزويد السفن التجارية لشركة الهند الشرقية الهولندية منذ أن استولوا عليها. أحدث تقارير معروفة عن طائر الدودو كانت عن طريق المسافرين الهولنديين خلال البعثة الهولندية الثانية لاندونيسيا بقيادة أدميرال جاكوب فان نيك في عام 1598. وقد ظهرت في التقارير التي نشرت في عام 1601، والتي تحتوي على أول صور توضيحية للطائر. بما أن زيارة البحارة الأولى لموريشيوس كانت تستغرق وقتا طويلا في عرض البحر، فقد كان اهتمامهم في المقام الأول لهذه الطيور الكبيرة هو الطهو. تذكر مجلة في 1602 بواسطة «ويليم فان ويست زانين» الخاصة بسفينة فيس بروين أن تقريبا 24 إلى 25 طائر من الدودو كان يصاد من أجل الغذاء، وهي كانت كبيرة بحيث اثنين منها يمكن أن تستهلك في وجبة طعام، والمتبقي منها يحفظ عن طريق التمليح. يبين الرسم التوضيحي المخصص لهذه المجلة الصادرة عام 1648، قتل طيور الدودو، والأطوم، وربما ببغاوات ماسكارين الرمادية، وقد علق على هذا قصيدة هولندية، ترجمها «هيو ستريكلاند» للإنجليزية في عام 1848:

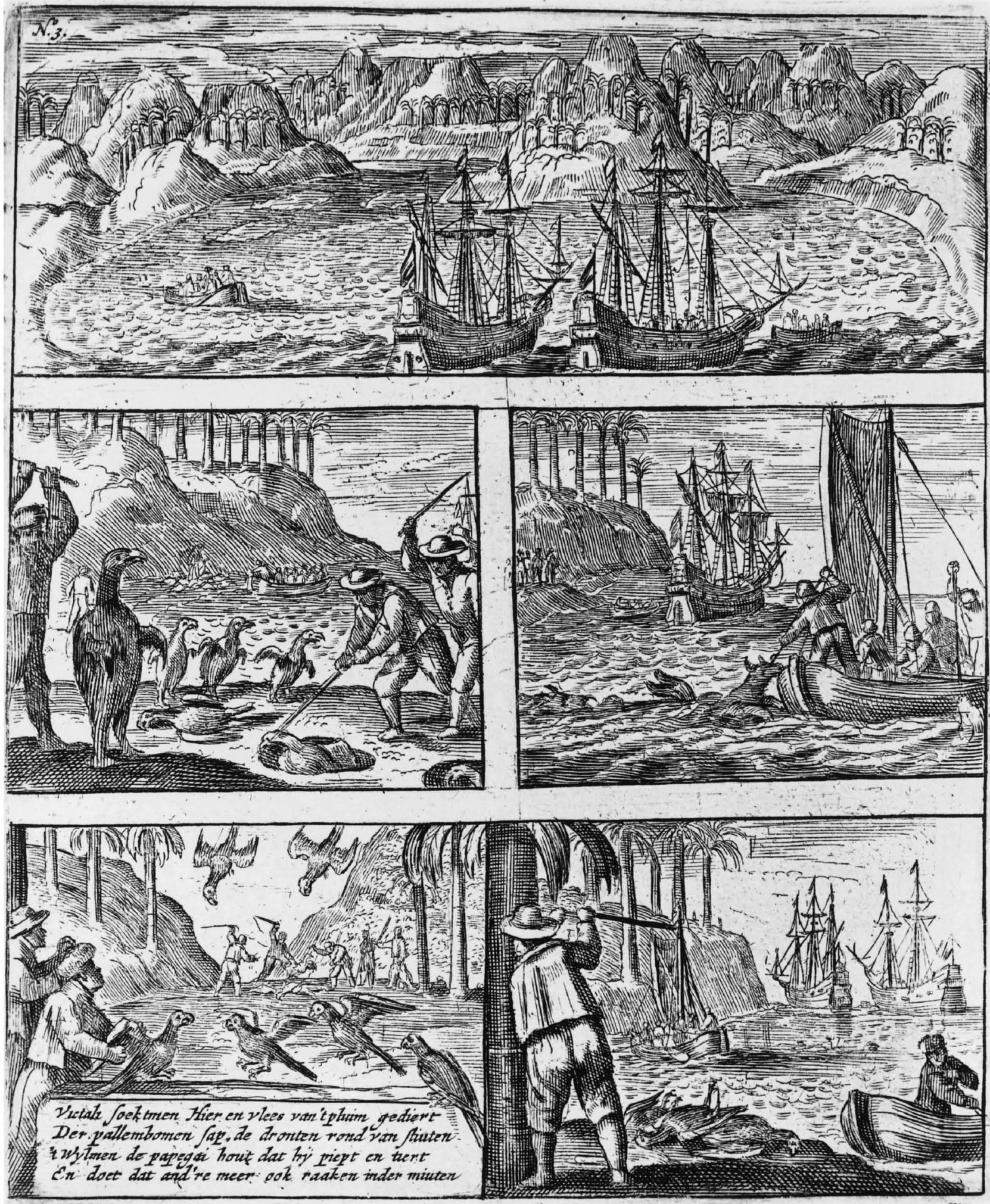
نقش من عام 1648 يظهر قتل طيور الدودو (يسار الوسط، بالخطأ يصورها كشبه البطريق)وغيرها من الحيوانات التي انقرضت حاليا في موريشيوس

يجد بعض الرحالة الأوائل أن لحم الدودو سيئ، ويفضلون أكل الببغاوات والحمام. ويصف آخرين بأنها قاسية ولكنها جيدة. تصطاد بعض طيور الدودو فقط لقوانصها، باعتبار هذا الجزء ألذ ما في الطائر. وكان القبض على طيور الدودو سهل، لكن الصيادين كانوا حذرين لتفادي العض من قبل مناقيرها القوية.
أدى مظهر الدودو والمرعة الحمراء من «بيتر موندي» إلى التكهن بنظرية قبل نظرية داروين للتطور بـ 230 عاما:

### نقل الدودو خارج البلاد

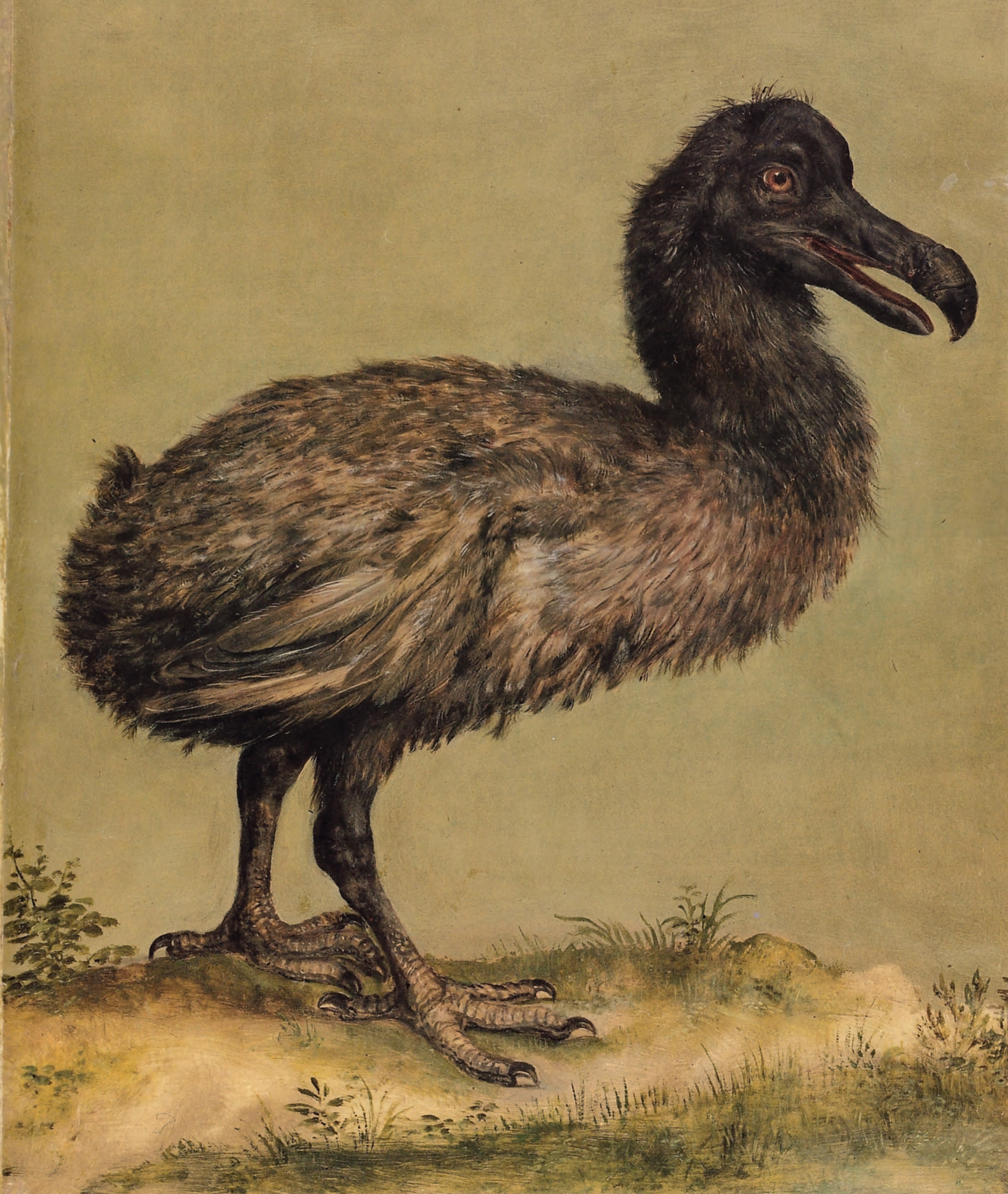
لوحة لعينة من مجموعة الإمبراطور رودولف الثاني في براغ، بواسطة جيكوب هوفانجول، في بداية القرن 17.

كان طائر الدودو مثيرا للاهتمام بما يكفي أن ترسل عينات حية منه إلى أوروبا والشرق. لا يعرف عدد طيور الدودو المنقولة التي وصلت إلى وجهتها وهي على قيد الحياة، ولا يعرف مدى ارتباطها بالتصوير المعاصر وقد تبقى عدد قليل غير أحفوري منها في المتاحف الأوروبية. استدل جوليان هيوم أن أحد عشر على الأقل من الدودو تم نقلها إلى وجهاتها وهي على قيد الحياة، وذلك استنادا إلى مجموعة من الروايات المعاصرة، والرسومات، وبعض العينات.
الرواية الوحيدة التي تذكر عينة حية لطائر الدودو في أوروبا هي وصف «هامون إسترانج» عندما رآه في لندن عام 1638. وفي عام 1626 رسم «أدريان فان دي فين» طائر الدودو حيث ادعى أنه رآه في أمستردام، لكنه لم يذكر ما إذا كان على قيد الحياة أم لا، ويحمل تصويره ذكرى سافري لدودو ادوارد. شوهدت عينتين حية من قبل «بيتر موندي» في سورت، الهند، بين عامي 1628 و1634، احدها قد تكون رسمها الأستاذ منصور تقريبا عام 1625. زار «ايمانويل الثام» موريشيوس في عام 1628، وبعث برسالة لأخيه في إنكلترا:

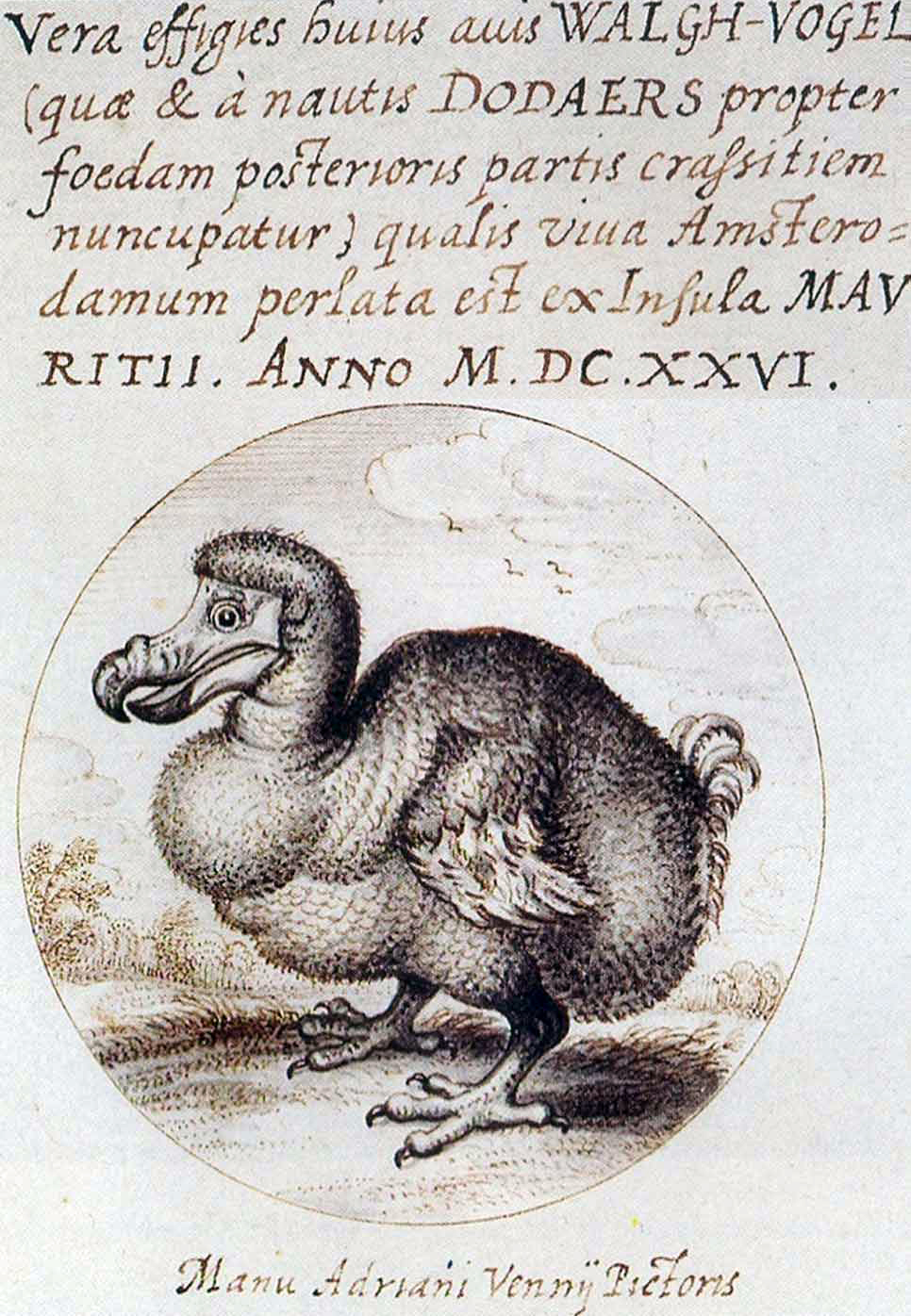
وصف للدودو بواسطة "أدريان فان دي فين" في عام 1626.

لا يعرف حتى الآن هل طائر الدودو قد نجا في رحلة أنجلترا ام لا، والرسالة التي كتبها «ايمانويل الثام» قد احترقت في القرن 19.
أول لوحة معروفة لعينة من الدودو في أوروبا كانت من عام 1610 تقريبا، وكانت من مجموعة لوحات الإمبراطور رودولف الثاني في براغ، التي تصور الحيوانات في حديقته الملكية. وتشمل هذه المجموعة كذلك لوحات لحيوانات من موريشيوس أخرى مثل المرعة الحمراء. إن طائر الدودو الذي قد يكون صغير بالسن، قد تم تحنيطه، ومن المحتمل أنه عاش في حديقة حيوان الإمبراطور لفترة من الزمن بجانب غيرها من الحيوانات. تشير جميع طيور الدودو المحنطة في أوروبا إلى أنها قد جلبت وهي على قيد الحياة ثم ماتت هناك. ومن المحتمل أن المحنطين لم يكونوا على متن السفن، حفظت معظم العينات الاستوائية كالرؤوس والأقدام بالتجفيف، لأنه لم يكن الكحول مستخدما في ذلك الوقت في حفظ العينات البيولوجية.
كما ذكرت بعض التقارير أن أحد طيور الدودو قد أرسل إلى مدينة ناغازاكي اليابانية في عام 1647، ولكن لا يعرف هل وصل أم لا. وقد أثبتت الوثائق المعاصرة التي نشرت لأول مرة في عام 2014 هذه القصة، وبينت أنه قد وصل وهو على قيد الحياة. ويعتقد أن كان هدية، وبالرغم من ندرته، فقد اعتبر قيمته مساوية للأيل الأبيض وحجر البازهر. وقد كان الدودو الأخير الذي كان على قيد الحياة المسجل.

### الانقراض

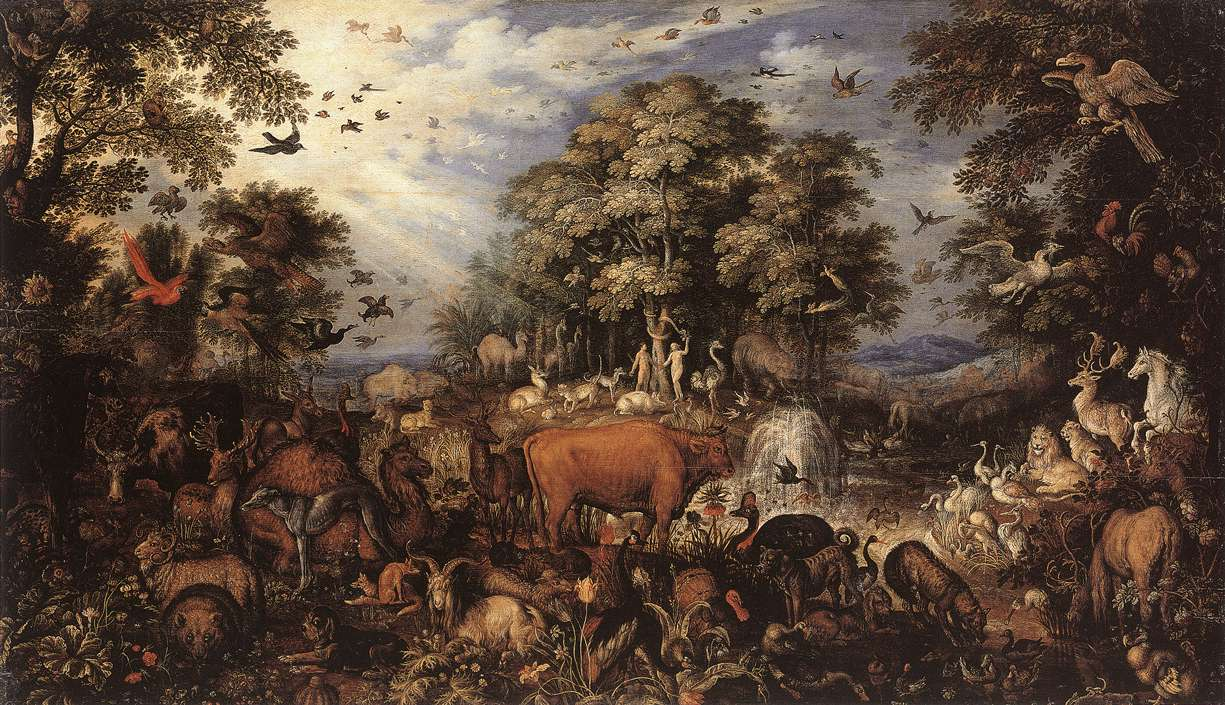
لوحة "الفردوس" لسافري، من عام 1626 فيها طائر الدودو في الزاوية اليمنى السفلية

كان طائر الدودو في الواقع نتيجة للحياة التطورية المنعزلة التي استمرت ملايين السنين، وأعطت له الظروف المثلى للعيش بسلام. لذلك عندما التقى لأول مرة بالبحارة في موريشيوس لم يظهر منه أي خوف وهذا الذي كلفه حياته، فضلا عن عدم قدرته على الطيران، مما جعله فريسة سهلة لأي شخص وكذلك للحيوانات التي جلبها البحارة. توضح بعض التقارير أن القتل الجماعي للدودو كان توفير الغذاء لسكان المنطقة وتموين السفن عند العودة إلى أوطانها، وقد وجدت بعض الأدلة الأثرية التي تذكر افتراس البشر. كشفت بعض التحقيقات الأثرية على عثور عظام لاثنين من طيور الدودو في كهوف «باي دو كاب» التي كانت مأوى للعبيد الهاربين والمدانون في القرن 17، وهي لم تكن سهلة الوصول لطيور الدودو بسبب ارتفاعها، والتضاريس الصعبة. وهذا دليل إضافي للمحققين بأن الإنسان كان له دور كبير في انقراض الدودو، بالرغم من أن التعداد البشري في موريشيوس في القرن 17 أقل من 50 شخصا. في عام 1644، عندما استقر الهولنديون في موريشيوس جلبوا معهم العبيد من مدغشقر وجلبوا معهم أيضا الحيوانات المستأنسة كالأبقار والماعز، والقطط، والكلاب، والخنازير، وقرود مكاك طويل الذيل المستورد من جنوب شرق آسيا، وجاءت معهم أيضا الفئران التي تسللت إلى سفنهم وانتقلت معهم إلى الجزيرة. وقد غزت كل هذه الحيوانات أماكن تواجد طائر الدودو ونهبت أعشاشها ونافستها في مواردها الغذائية المحدودة.  وفي نفس الوقت، دمر البشر الغابات التي تعتبر موطن لطيور الدودو. وكان تأثير الحيوانات الدخيلة على الدودو أشد من الصيد وبالأخص الخنازير وقرود المكاك. وكانت الفئران تهدد أعشاش الدودو عندما تقتات الطيور على السرطان الأرضي الذي يعيش في بيئتها.
تشير الدراسات إلى أن طائر الدودو كان بالأصل نادرا ويعيش في منطقة محصورة قبل وصول البشر إلى موريشيوس، ولو كانت منتشرة في الجزر البعيدة لما انقرضت بهذه السرعة. في حملة 2005 الاستكشافية، وجدت بعض البقايا الأحفورية لطيور الدودو، وقد تبين أنها قتلت بسبب الفيضانات. وتعد هذه الوفيات الجماعية خطر كبير لأنواع كانت بالفعل مهددة بالانقراض. ومع ذلك فإن نجات طائر الدودو من الأنشطة البركانية والتغيرات المناخية خلال مئات السنين تبين أن لديها مرونة في نظامها الإيكولوجي.

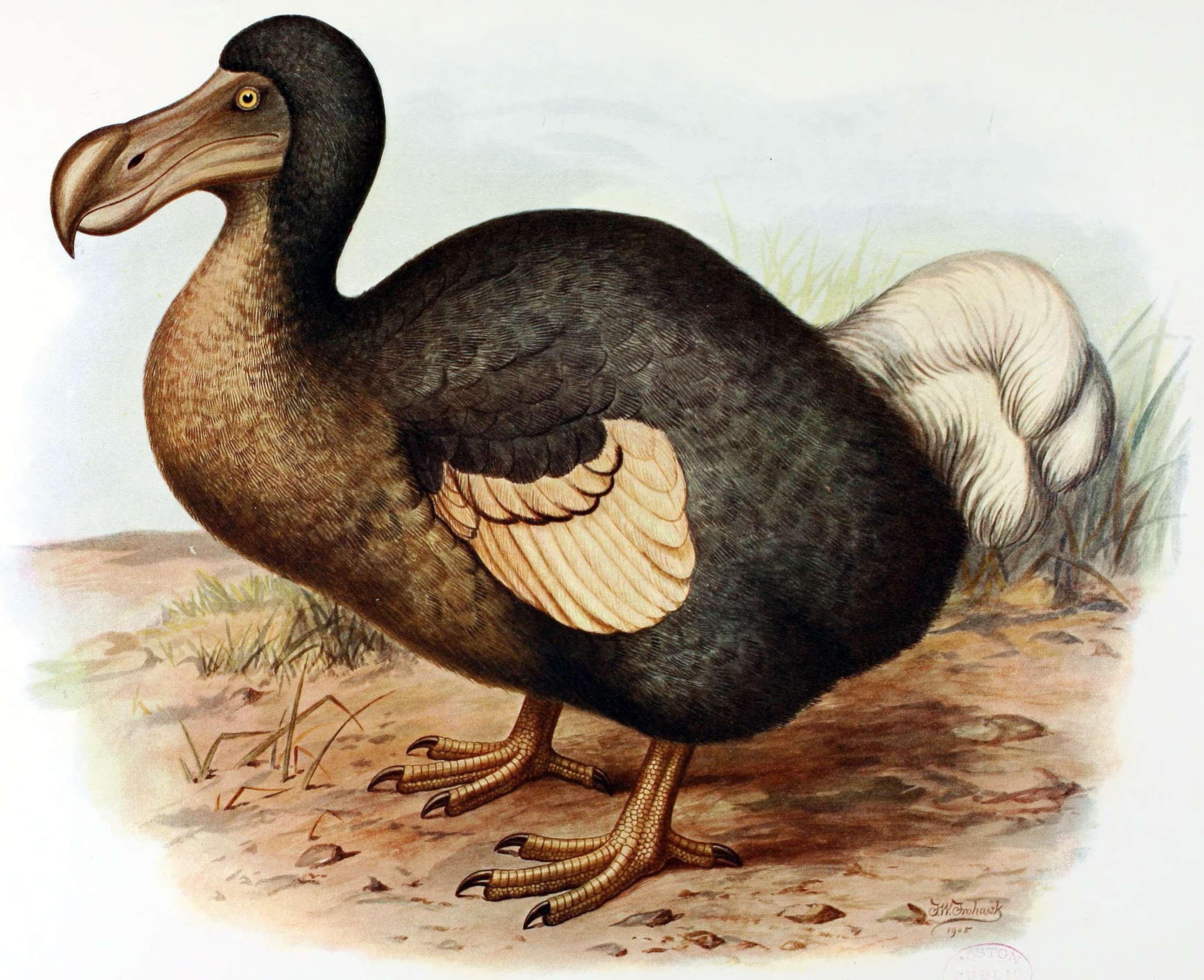
لوحة زيتية بواسطة فريدريك وليام فروهوك من كتاب الطيور المنقرضة بواسطة والتر روتشيلد في عام 1907

يوجد خلاف على دقة تاريخ انقراض الدودو. آخر سجلات تم الاتفاق عليها التي ذكر فيها رؤية الدودو هي تقرير عام 1662 من قبل البحار «فولكر ايفرتز» الذي نجى من غرق السفينة الهولندية «أرنهيم»، وقد وصف طريقة القبض على الطيور في جزيرة صغيرة قبالة موريشيوس، ويعتقد أنها «جزيرة أمبر»:

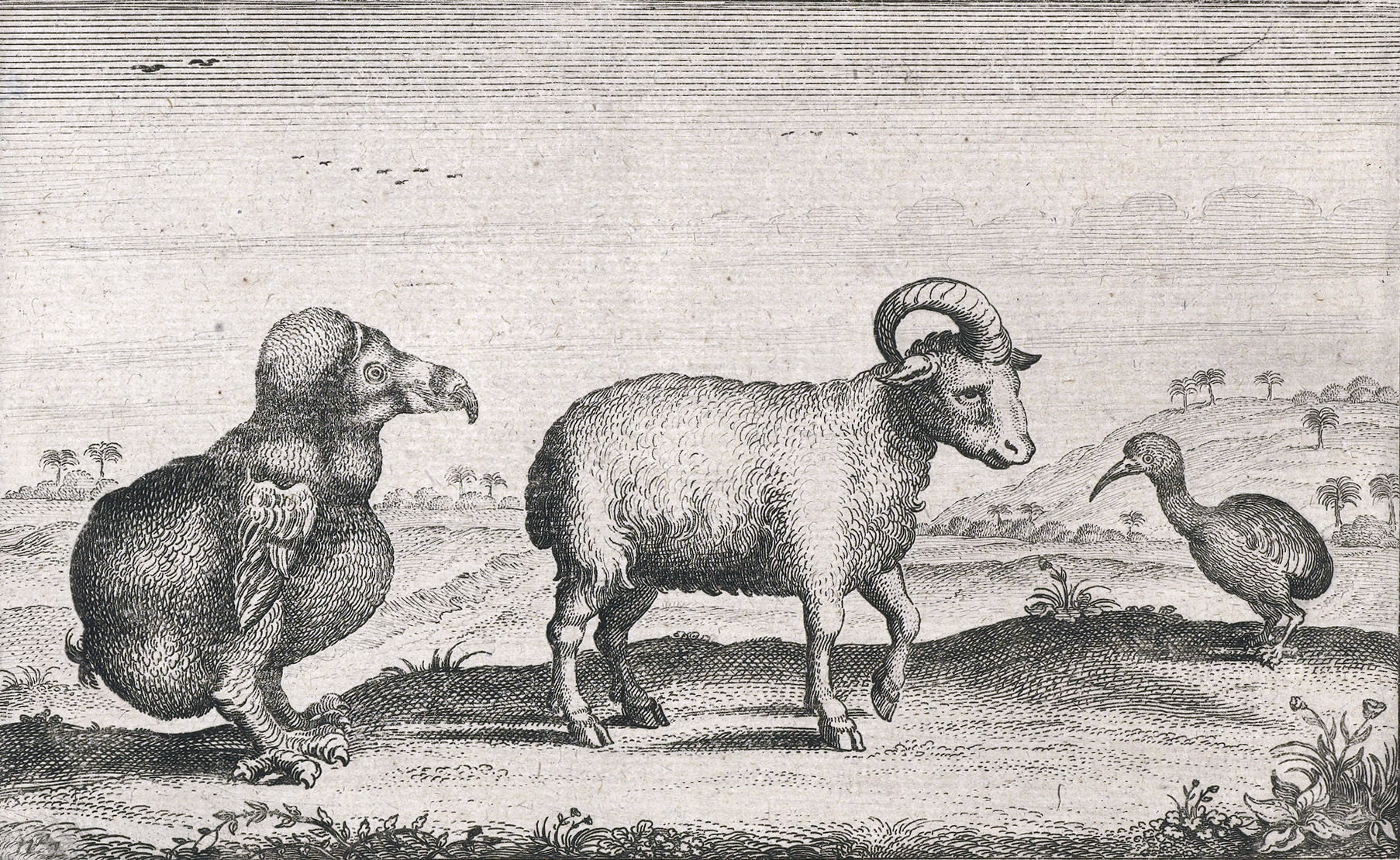
رسم لـ"بيتر فان دن بروك" في عام 1617 وهي لطائر الدودو، وخروف بقرن واحد، ومرعة حمراء.

يعتقد أن اخر رؤية للدودو قد ذكرت في سجلات صيد إسحاق يوهانس لامتيوس في عام 1688. وقد أعطت التحاليل الإحصائي لهذه السجلات بواسطة «روبرتس» و«سولو» تاريخ جديد للانقراض تقريبا في عام 1693، مع فترة ثقة 95% في 1688 - 1715. وقد أشار الكاتب إلى تلك الرؤية الأخيرة التي كانت قبل عام 1662 وبالتحديد في عام 1638، أن طائر الدودو قد يكون بالفعل نادر جدا خلال العقد 1660، وبالتالي فإن التقارير المختلف عليها والتي صدرت عام 1674 من قبل العبيد الهاربين لا يمكن رفضها بصورة قاطعة.
وأشار «أنتوني تشيكي» إلى أن بعض الأوصاف المذكورة بعد عام 1662 استخدمت الأسماء «دودو» و«دودارس» للإشارة إلى المرعة الحمراء، وتشيرا إلى أنها قد نقلت بعد اختفاء الدودو نفسه. وبالتالي فإن نقاط «تشيكي» لوصف عام 1662 تعتبر آخر ملاحظة جديرة بالثقة. تشير تقارير عام 1668 من قبل الرحالة الإنجليزي «جون مارشال»، الذي استخدم الأسماء «دودو» و«الدجاجة الحمراء» بشكل متبادل للمرعة الحمراء، إلى أن لحومها كانت «قاسية»، وكانت أحد أوصاف اللحوم في تقارير 1681. وقد شكك «ايرول فولر» في تقرير الصادر عام 1662، الذي وصف نداء الاستغاثة أنه كان للمرعة الحمراء. حتى تم أقتراح هذا التفسير، واعتبرت وصفا «للدودو» من عام 1681 وكان يعتقد أنه التقرير الأخير، ولا يزال هناك مؤيدين لهذا التاريخ. تشير مخطوطات هولندية تم الحصول عليها مؤخرا إلى أنه لم يرى أي طائر دودو من قبل المستوطنين في 1664-1674. فمن غير المرجح على الإطلاق أن تحل هذه القضية، إلا إذا ذكرت تقارير حديثة الاسم بجانب الوصف المادي التي أعيد اكتشافها. قبلت القائمة الحمراء للأنواع المهددة بالانقراض منطق «تشيكي» لاختياره تاريخ 1662، واتخذت جميع التقارير اللاحقة للإشارة إلى طيور المرعة الحمراء. وعلى كل حال، فإن طائر الدودو قد يكون انقرض قبل عام 1700، أي قرن بعد اكتشافه في عام 1598. غادر الهولنديين موريشيوس في عام 1710، لكن حينها انقرض طائر الدودو ومعظم الفقاريات الأرضية الكبيرة هناك.
بالرغم من أن تقارير القرن 17 وضحت ندرة طائر الدودو، فإنه لم يكن معترف بانقراضه حتى القرن 19. ويرجع ذلك لبعض الأسباب الدينية، لم يثبت هذا الانقراض إلا من قبل جورج كوفييه، لأن العديد من العلماء كانوا يشكون في وجود طائر الدودو. وكانوا يعتقدون أنه مخلوق غريب، وانه أسطورة. وفي عام 1833 استخدامت «مجلة بيني» هذا الطائر لأول مرة كمثال للانقراض المتسبب به البشر، ومنذ ذلك الحين تم أستخدامه كـ«رمز» للانقراض.

## البقايا المادية

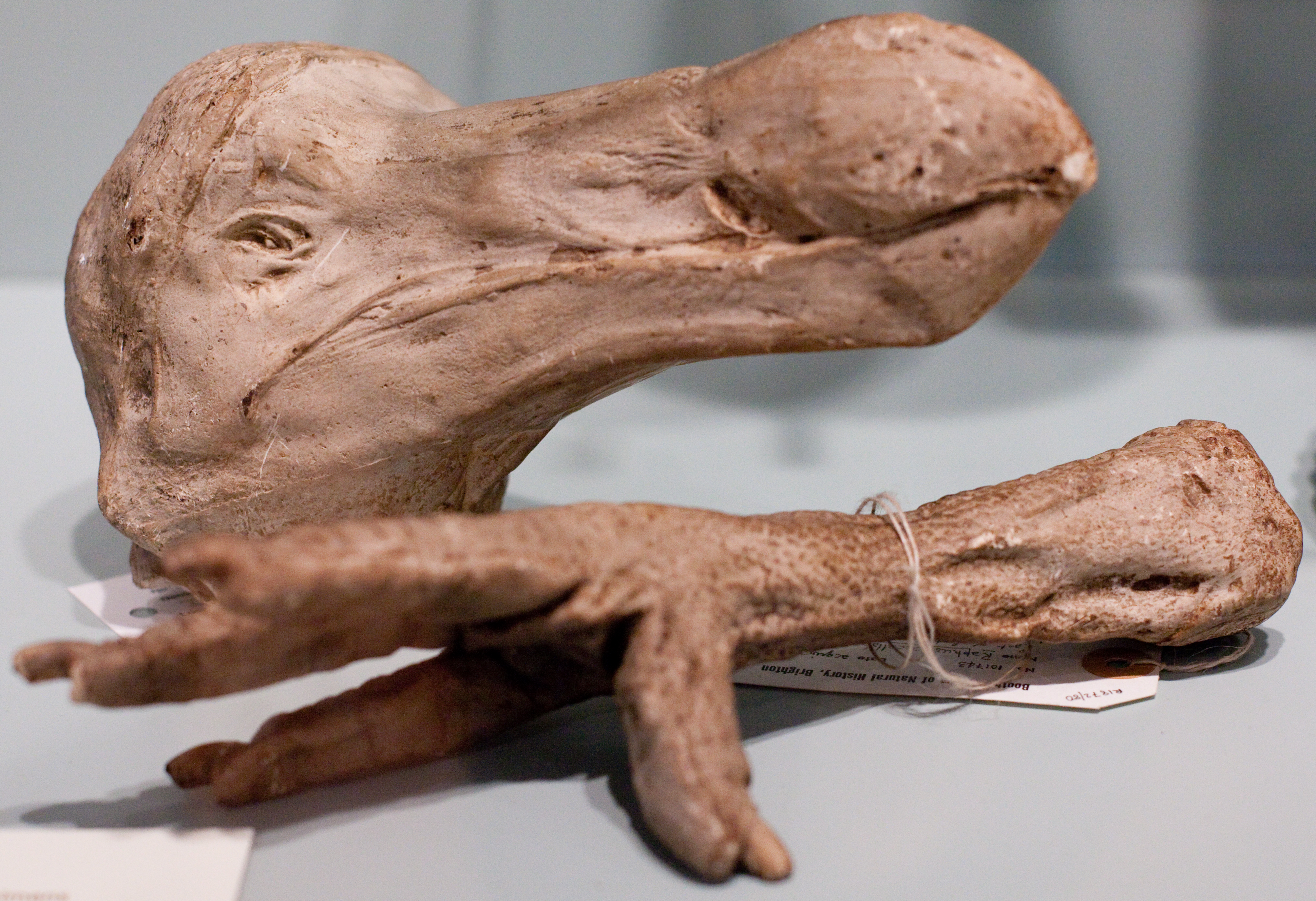
رأس دودو وقدمه في المتحف البريطاني

### عينات القرن 17

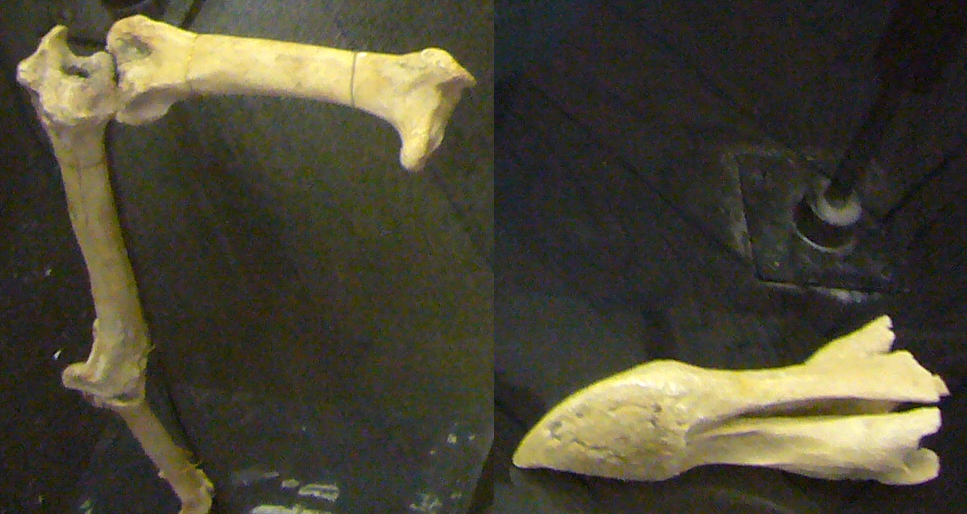
بقايا ساق وجمجمة في متحف براغ الوطني

البقايا الوحيدة المتبقية من طيور الدودو التي أخذت إلى أوروبا في القرن 17 هي رأس وقدم مجففة في متحف جامعة أكسفورد للتاريخ الطبيعي، وقدم في المتحف البريطاني لكنها فقدت فيما بعد، وجمجمة في متحف جامعة كوبنهاغن للحيوانات، وفك علوي وعظام ساق في المتحف الوطني في براغ. آخر أثنين تم اكتشافهما وتعريفها كبقايا لطائر الدودو في منتصف القرن 19. وقد ذكر كذلك العديد من طيور الدودو المحنطة في مخازن المتاحف القديمة، لكن لا يعرف عنها شيء. وبصرف النظر عن هذه البقايا، فإن القدم المجففة الخاصة بالبروفسور الهولندي «بيتر باو»، قد ذكرها «كارولوس كلوسيوس» عام 1605. لايعرف مصدرها، وقد فقدت حاليا، ولكن قد تكون جمعت خلال رحلة فان نيك.

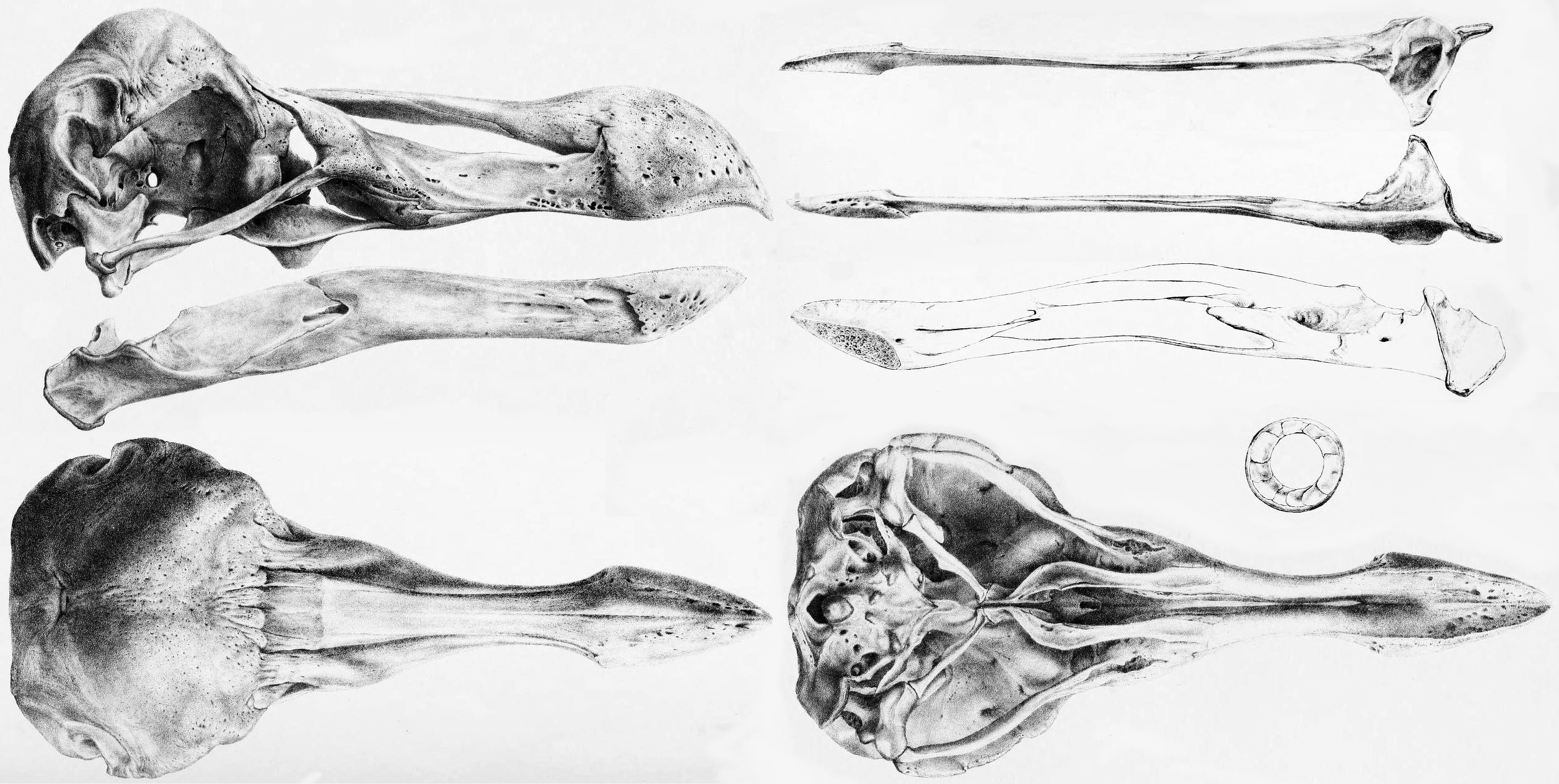
طباعة من عام 1848 لعينة جمجمة أكسفورد

الأنسجة اللينة المتبقية الوحيدة المعروفة هي رأس أكسفورد (عينة OUM 11605) وقدم، وهي تنتمي إلى آخر طائر دودو محنط معروف، والتي ذكرت لأول مرة من «مجموعة تراديسكانت» في عام 1656 وتم نقلها إلى متحف أشموليان في عام 1659. ويعتقد أنها ما تبقى من الطيور التي شاهدها «هامون ليسترانج» في لندن، وهي من الطيور التي أرسلها «ايمانويل الثام»، أو التي تبرع بها «توماس هربرت». وبما أن بقايا العينات لا لايمكن تجميعها لتكون هيكل متكامل فقد تم أستخدامها للدراسة. وتذكر بعض المصادر أن المتحف قد أحرق أحد طيور الدودو المحنطة في عام 1755 بسبب تسوس شديد، ولم ينجو إلا الرأس والساق. يقول القانون 8 من قوانين المتحف «يزيل حارس المتحف إي عينة قديمة متهالكة وتوضع في حجرة أو مستودع؛ وبعضها تستبدل». يعتقد في زمننا هذا أن الإتلاف المتعمد للعينة كان كذبة. وقد تمت إزالتها من المعرض لحفظ على ما تبقى منها. ومنذ ذلك الوقت بدأت هذه الأنسجة المتبقية بالتحلل بشكل أكبر. وتم تشريح الرأس بواسطة ستريكلاند وميلفيل، وقد فصل الجلد عن الجمجمة إلى نصفين. والقدم في حالة هيكلية، مع قطع صغيرة من جلد وأوتار. وقليل من الريش المتبقي على الرأس. وقد تكون أنثى لأن القدم أصغر بمقدار 11% واقل سمكا من القدم التي في لندن، التي يبدو أنها نمت بشكل كامل. وقد عرضت العينة في متحف أكسفورد منذ عقد 1860 وحتى عام 1998، وقد حفظت بشكل جيد لتجنب ضررها. في الوقت الحالي تتوفر قوالب الرأس في العديد من متاحف العالم.

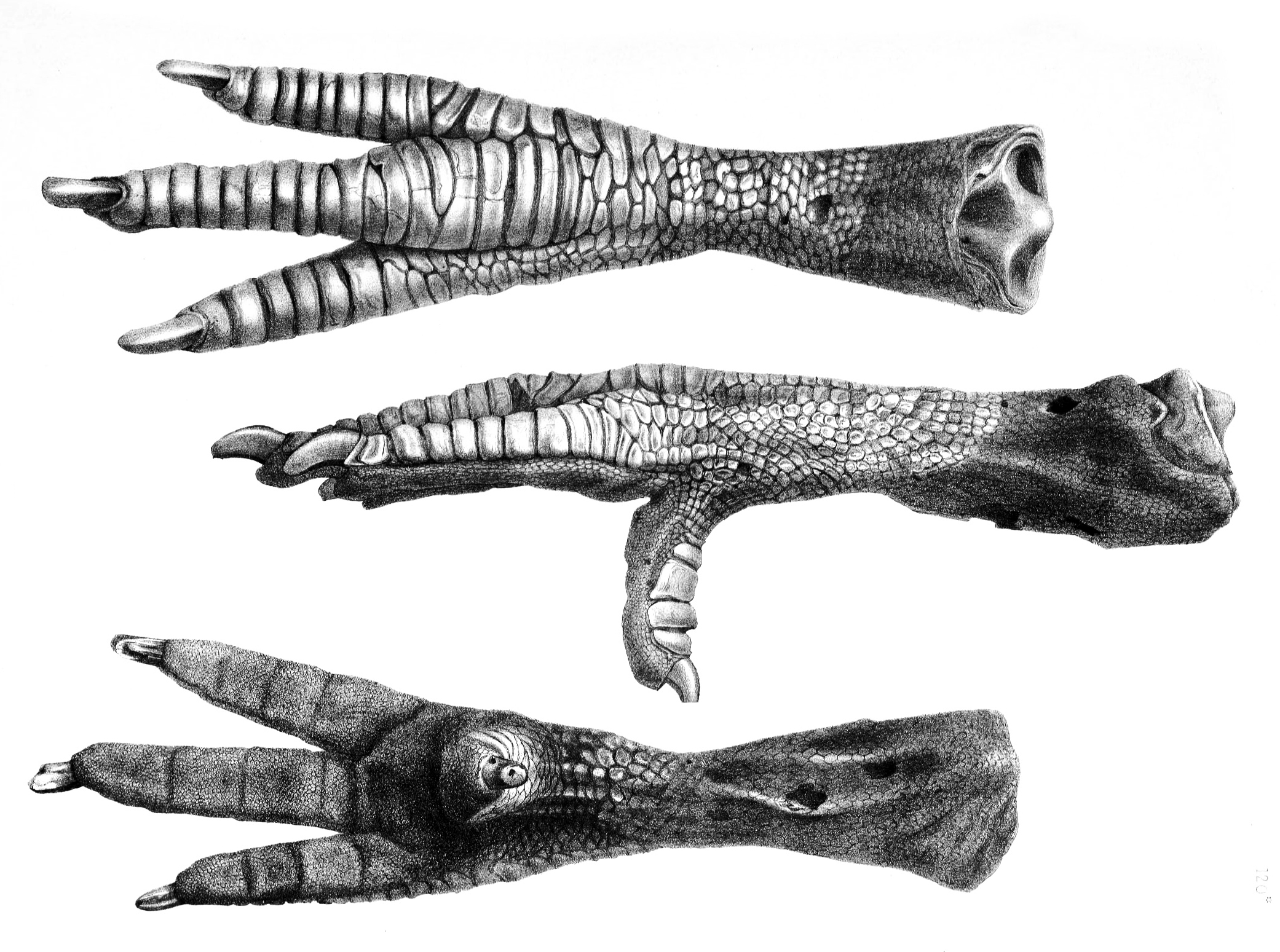
طباعة من عام 1848 لقدم لندن

ذكرت قدم لندن المجففة لأول مرة في عام 1665، ونقلت إلى المتحف البريطاني في القرن 18، وعرضت بجانب لوحة «دودو ادوارد» لـ«سافري» حتى العقد 1840، وقد تم تشريحها كذلك بواسطة «ستريكلاند» و«ميلفيل». ولم توضع في النموذكج القائم، مما يدل إلى أنها قد تم فصلها من عينة جديدة، وليست المركبة في النموذج القائم. ذكرت خلال عام 1896 على أنها بدون أنسجة لحافية، ويعتقد أن العظام فقط هي التي تبقت هذا اليوم، بالرغم من مكانها المجهول حاليا.
عرفت جمجمة كوبنهاغن (عينة ZMUC 90-806) كجزء من مجموعة «برناردوس بالودانوس» في إنكهاوزن حتى عام 1651، ثم نقلت إلى متحف في قلعة جوترف، شليزفيغ. بعد أن احتلت القوات الدنماركية القلعة في عام 1702، تم ضم ما في المتحف إلى مجموعة الملكية الدنماركية. وق اكتشف الجمجمة عالم الأحياء «جوهانس راينهارت» في عام 1840. بناءا على تاريخها الطويل، قد تكون أقدم بقايا الناجية للدودو التي جلبت لأوروبا في القرن 17. وهي أقصر من جمجمة أكسفورد بمقدار 13 مـم (0.51 بوصة)، وقد تكون لأنثى. وهي محنطة، لكن الجلد متهالك.
الجزء الأمامي من الجمجمة (عينة NMP P6V-004389) الموجودة في المتحف الوطني في براغ عثر عليها في عام 1850 من بين ما تبقى من «متحف بوهيمسخس». والعناصر الأخرى التي يفترض أنها تنتمي إلى هذه العينة قد أدرجت في النشرة، ولكن الموجود حاليا جمجمة جزئية فقط. وقد يكون ما تبقى من أحد طيور الدودو المحنطة التي كانت في حديقة حيوان الإمبراطور «رودولف الثاني»، وقد تكون العينة التي رسمها «هيوفناجل» أو «سافري».

### عينات شبه أحفورية

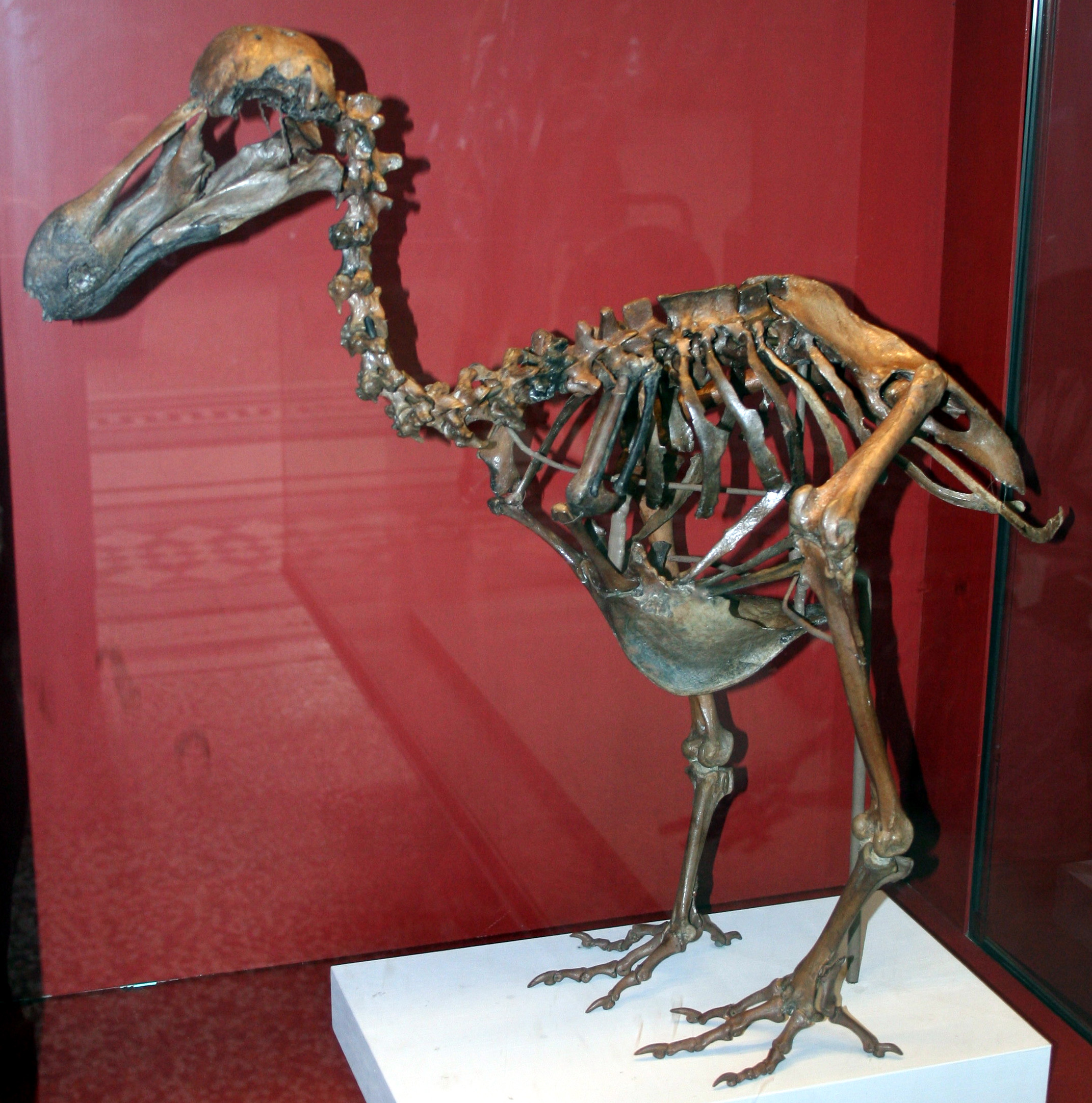
هيكل عظمي لريتشارد أوين جمعها من عظام وجدها في ماري أوكس سونغز، متحف التاريخ الطبيعي في لندن

حتى عام 1860، لم يعرف من بقايا طائر الدودو سوى أربع عينات ناقصة من القرن 17. وجد «فيليب برنارد ايريس» أول عظام شبه احفورية في عام 1860، وقد أرسلت إلى «ريتشارد أوين» في المتحف البريطاني، الذي لم ينشر الموجودات. في عام 1863، طلب أوين من أسقف موريشيوس «فنسنت ريان» إعلان كلمة وجوب إخباره في حال تم العثور على أي عظام لطائر الدودو. وأخيرا في عام 1865، وجد «جورج كلارك» المدرس الحكومي في مابورج، كمية وفيرة من عظام الدودو الشبه احفورية في مستنقع ماري أوكس سونغز جنوب موريشيوس، بعد بحث استمر مدة 30 عاما مستوحاة من أفرودة ستريكلاند وملفيل. في عام 1866، بين كلارك إجراءاته إلى مجلة علم الطيور «أيبيس»: حيث أنه بعث عماله للخوض في وسط مستنقع، وأنهم شعروا بالعظام بواسطة أقدامهم. وفي البداية لم يجدوا سوى القليل العظام، حتى أزالوا الأعشاب التي تغطى الأجزاء العميقة من المستنقع، وبعدها تم العثور على العديد من الحفريات. وجد في المستنقع رفات أكثر من 300 طائر للدودو، ولكن عدد قليل جدا من عظام الجمجمة والأجنحة، وقد يكون السبب أن المياه قد جرفت الجزء العلوي من الجسم بعيدا أو أنها كسحت بينما كان الجزء السفلي عالق. ونفس الوضع للعديد من الاكتشافات لبقايا الموا في سبخات نيوزيلندا. معظم بقايا الدودو التي من ماري اوكس سونغس تتسم باللون البني المتوسط إلى الغامق.
أثارت تقارير كلارك للاكتشافات الاهتمامات في الطيور. أراد كل من السير «ريتشارد أوين» و«ألفريد نيوتن» أن يكونا أول من وصف تشريح خلف القحف لطائر الدودو، وقد اشترى «أوين» شحنة من عظام الدودو كانت في الأصل لنيوتن، مما أدى إلى تنافسهما في هذا المجال. وصف «أوين» في مذكراته عظام الدودو في أكتوبر عام 1866، لكن وجود خطأ في التركيبة الهيكلية في «لوحة ادوارد» بواسطة «سافري» جعل شكل الطائر جاثم وسمين. وفي عام 1869 حصل على المزيد من العظام وصحح قوامها، مما جعلها أكثر استقامة. وانتقل تركيز «نيوتن» إلي طائر أبو منجل ريونيون بدلا من ذلك. ولم يباع ما تبقى من العظام لأوين أو نيوتن، فقد تم بيعها بالمزاد وتبرع بها إلى المتاحف. في عام 1889، تم تكليف «تيودور ساوزير» لاستكشاف «التذكارات التاريخية» لموريشيوس والعثور على بقايا أكثر لطائر الدودو في ماري أوكس سونغز، وقد كان ناجحا، ووجدت بقايا لأنواع أخرى منقرضة.

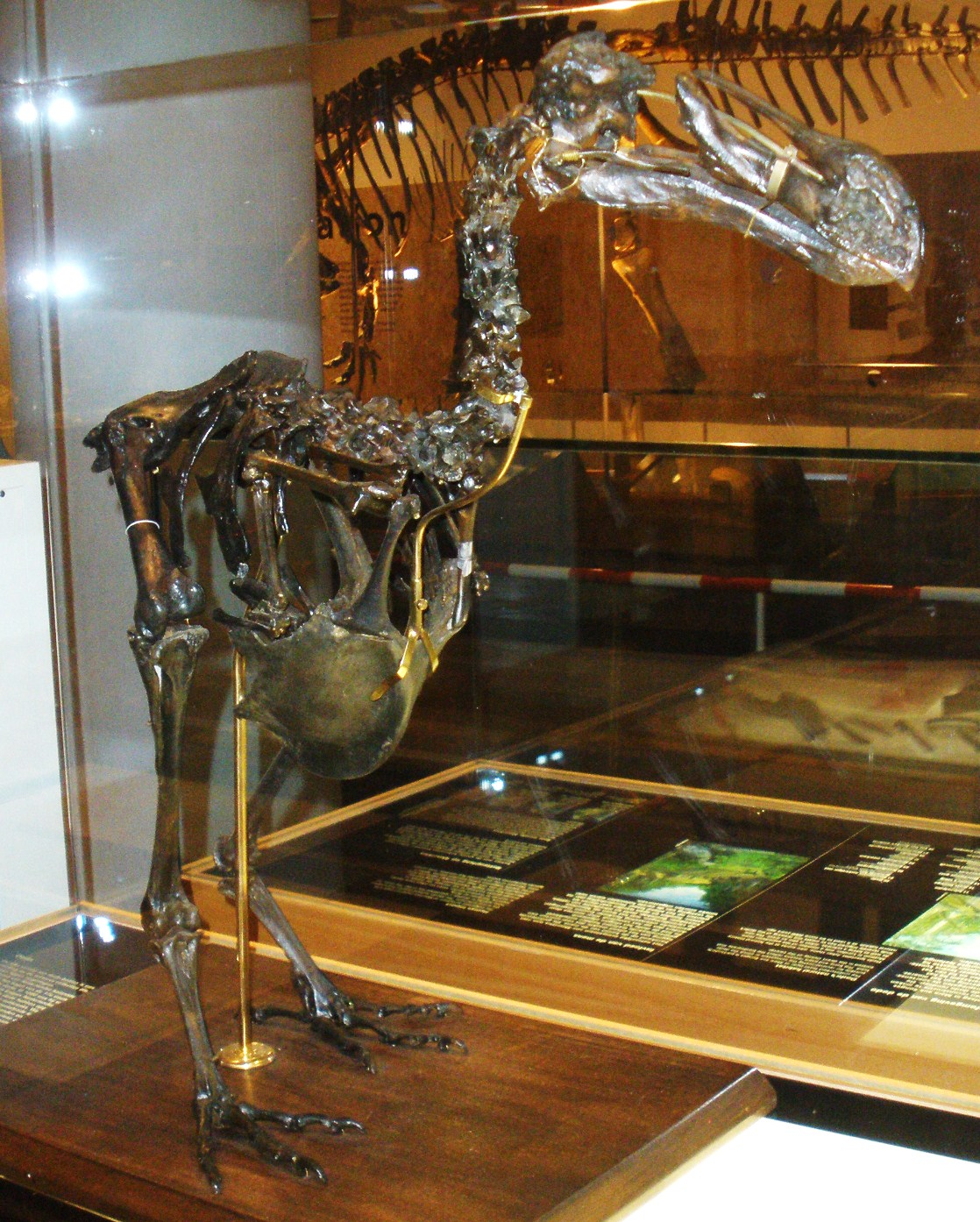
هيكل عظمي تم تجميعه من أحافير وجدت في عام 2006.

في 2005، وبعد مئات من السنين المهملة، تم التنقيب في جزء من مستنقع ماري أوكس سونغز من قبل فريق دولي من الباحثين يطلق عليه (مشروع بحث دودو الدولي). خلال الحكم البريطاني لموريشيوس تم تغطية المستنقع بأساسات صلبة للوقاية من الملاريا، وكان لا بد من إزالة هذا الغطاء. تم العثور على العديد من بقايا، عظام أكثر من 17 طائر دودو لمراحل عمرية مختلفة، وتبين أن العديد من العظام كانت من هيكل عظمي لطائر مفرد، التي لا تزال محفوظة طبيعيا في موقعها. ونشرت هذه النتائج للعامة في ديسمبر 2005 في متحف الطبيعة في لايدن. تقريبا 63% من الحفريات التي وجدت في المستنقع تنتمي إلى سلاحف السيلندرابيات المنقرضة، و7.1% تنتمي إلى طيور الدودو، التي قد ترسبت خلال عدة قرون، قبل 4,000 سنة. وتشير الحفريات التالية للدودو وغيرها من الحيوانات أنها كانت غارقة في مستنقع ماري أوكس سونغز خلال محاولتها الوصول إلى الماء خلال فترة الجفاف الطويلة منذ حوالي 4,200 سنة. وعلاوة على ذلك، فقد ازدهرت البكتيريا الزرقاء في الظروف التي خلقتها فضلات الحيوانات المتجمعة حول المستنقع، وماتت من التسمم، والتجفاف، والسحق والتوحل. بالرغم من انه تم العثور على عناصر هيكلية صغيرة عديد خلال التنقيب الحديث للمستنقع، فلم يتم العثور إلا على عدد قليل منها خلال القرن 19، وقد يكون السبب توظيف أساليب تكرير أقل عند التجميع.

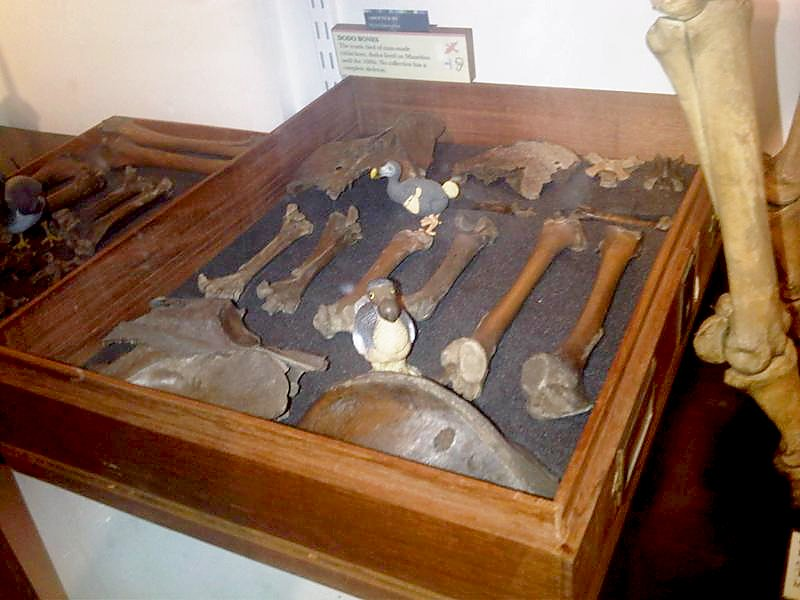
شبه أحافير لعظام تم اكتشافها في متحف غرانت في عام 2011

كما أن «لويس اتيين ثيريوكس» هاوي الطبيعة في بورت لويس، قد وجد العديد من بقايا طيور الدودو التي عاشت تقريبا عام 1900 في عدة مواقع. وشملت أول عينات بمفاصل، وهي أول شبه أحافير لهيكل عظمي للدودو وجدت خارج مستنقع ماري اوكس سونجز، وهي فقط لبقايا صغار الدودو، وفقدت منها حاليا المفاصل الرصغية المشطية. تم العثور على العينة السابقة في عام 1904 في كهف بالقرب من جبل لي بوس، وهو الهيكل العظمي الوحيد الكامل المعروف لطائر دودو منفرد. تبرع هاوي الطبيعة «لويس ثيريوكس» بالعينة إلى متحف ديجاردان (حاليا متحف التاريخ الطبيعي في معهد موريشيوس). باع ورثة «ثيريوكس» الهياكل العظمية المركبة الثانية (التي تتألف على الأقل من هيكلين عظميين، مع جمجمة تم أعادة ترميمها) إلى متحف ديربان للعلوم الطبيعية في جنوب أفريقيا في عام 1918. ويمثل هذان الهيكلان أكثر بقايا مكتملة للدودو، تشمل عناصر عظمية لم تسجل بالسابق (مثل عظام الرضفة وأجنحة مختلف). بالرغم من أن بعض الكتاب المعاصرين قد أشاروا إلى أهمية عينات «ثيريوكس» إلا أنها لم تدرس علميا، وقد كانت منسية حتى عام 2011، عندما لاقت اهتمام بعض الباحثين. وقد تم مسح الهياكل العظمية المجمعة بالليزر، وتم بناء نماذج ثلاثية الأبعاد منها، التي أصبحت أفرودة عام 2016 لدراسة علم العظام لطائر الدودو. في عام 2006، وجد بعض المستكشفين هيكل عظمي كامل للدودو في كهف حمم بركانية في موريشيوس. ولم يكن سوى هيكل عظمي ثاني مرتبط بالعينة المنفردة التي وجدت سابقا، وهي الوحيدة حاليا.
في 26 متحف عالمي توجد بعض من بقايا الدودو وكلها تقريبا قد وجدت في مستنقع ماري أوكس سونغز. متحف التاريخ الطبيعي، المتحف الأمريكي للتاريخ الطبيعي، متحف جامعة كامبريدج لعلم الحيوان، متحف سينكنبرج، والبعض الآخر لديها هياكل عظمية كاملة تقريبا، تم تجميعها من شبه أحافير متبقية من طيور دودو. في عام 2011، تم اكتشاف صندوق خشبي يحتوي على عظام للدودو من العصر الإدواردي في متحف غرانت في كلية لندن الجامعية أثناء التحضير للنقل. كانت مخزنة مع عظام للتماسيح حتى ذلك الحين.

## الدودو الأبيض

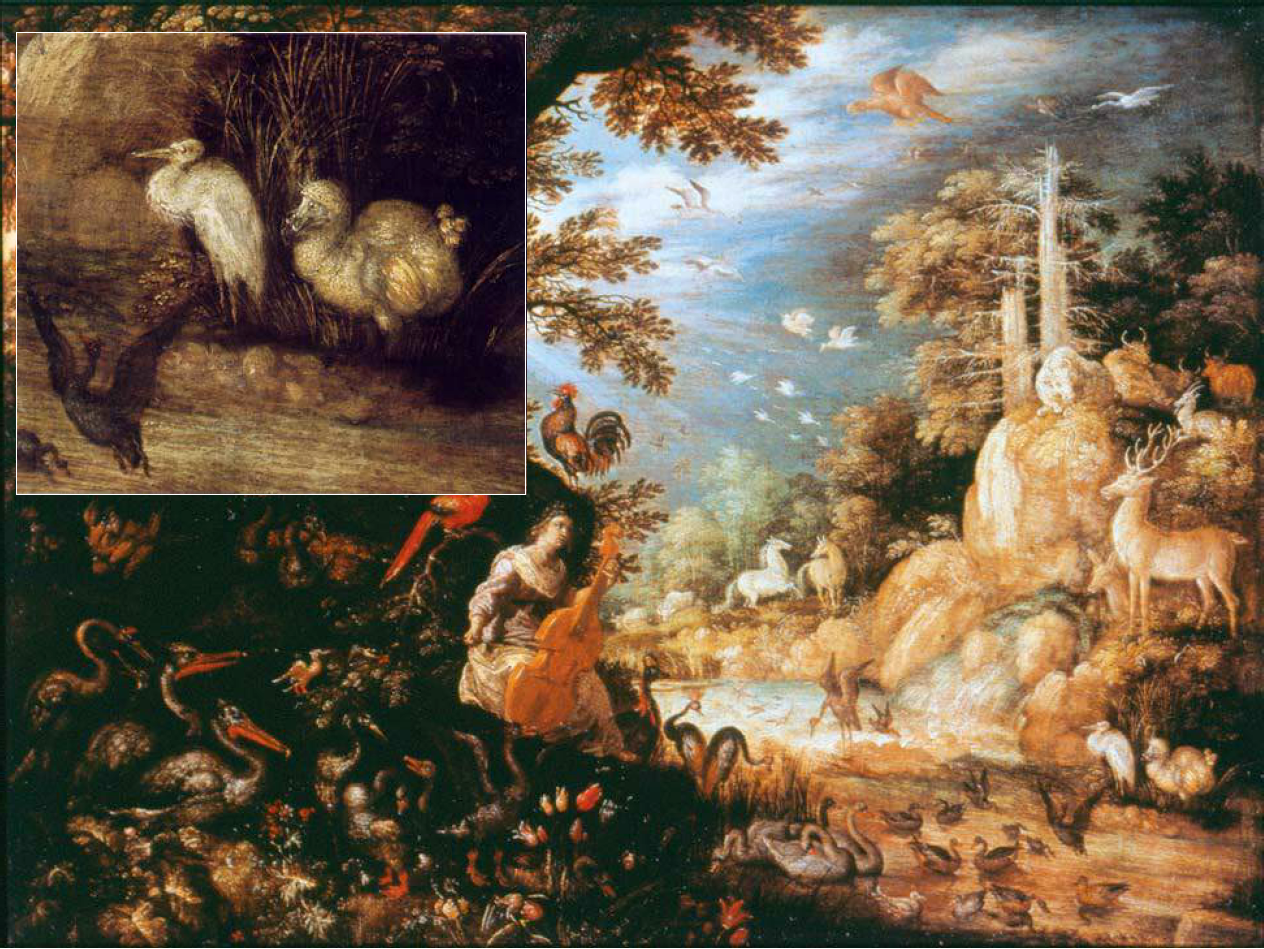
لوحة لسافري فيها الدودو الأبيض في الأسفل باليمين، 1611

إن «الدودو الأبيض» المزعوم (أو «ناسك») ريونيون يعتبر ظن خاطئ بناء على تقارير حديثة لأبو منجل ريونيون ولوحات القرن 17 لشبيه الدودو الأبيض التي رسمت بواسطة بيتر ويثوس وبيتر هولستن والتي برزت في القرن 19. بدأ الالتباس عندما زار ويليم بونتيكو ريونيون عام 1619، حيث ورد في مذكراته أنها طيور سمينة لا تطير وأطلق عليها «دودو إرسين»، بالرغم أنه لم يذكر ألوانها. عندما نشرت المذكرة عام 1646، كان فيها نقش للدودو من «معرض فنون رسم كروكير» لسافري. ذكر لأول مرة طائر أبيض، ممتلئ الجسم، لا يطير كجزء من حيوانات ريونيون من قبل الرئيس التنفيذي «جون تاتون» عام 1625. وذكر كذلك بأوقات مختلقة من قبل السييور دوبوا وغيرهم من الكتاب المعاصرين.
في عام 1848 أطلق البارون إدموند دي سيلايس لونجتشامبز على هذه الطيور اسم (Raphus solitarius)، ظنا منه أنها أحد أنواع الدودو كما أشارت المذكرات. عندما اكتشف أنصار الطبيعة للقرن 19 لوحات للدودو الأبيض وكانت تعود للقرن 17، كان من المفترض أنها توضح أوصاف هذه الطيور. علل انطوني كورنيليس اودمانز هذا التفاوت الذي كان بين اللوحات والأوصاف القديمة بأن اللوحات كانت للإناث، وبالتالي الأنواع كانت مثنوية الشكل جنسيا. يعتقد بعض الكتاب أيضا أن وصف الطيور كانت لأنواع مماثلة لناسك رودريغز، كما هو واضح من تشابه الأسماء، أو حتى أن هناك أنواع بيضاء لكل من الدودو الناسك في الجزيرة.

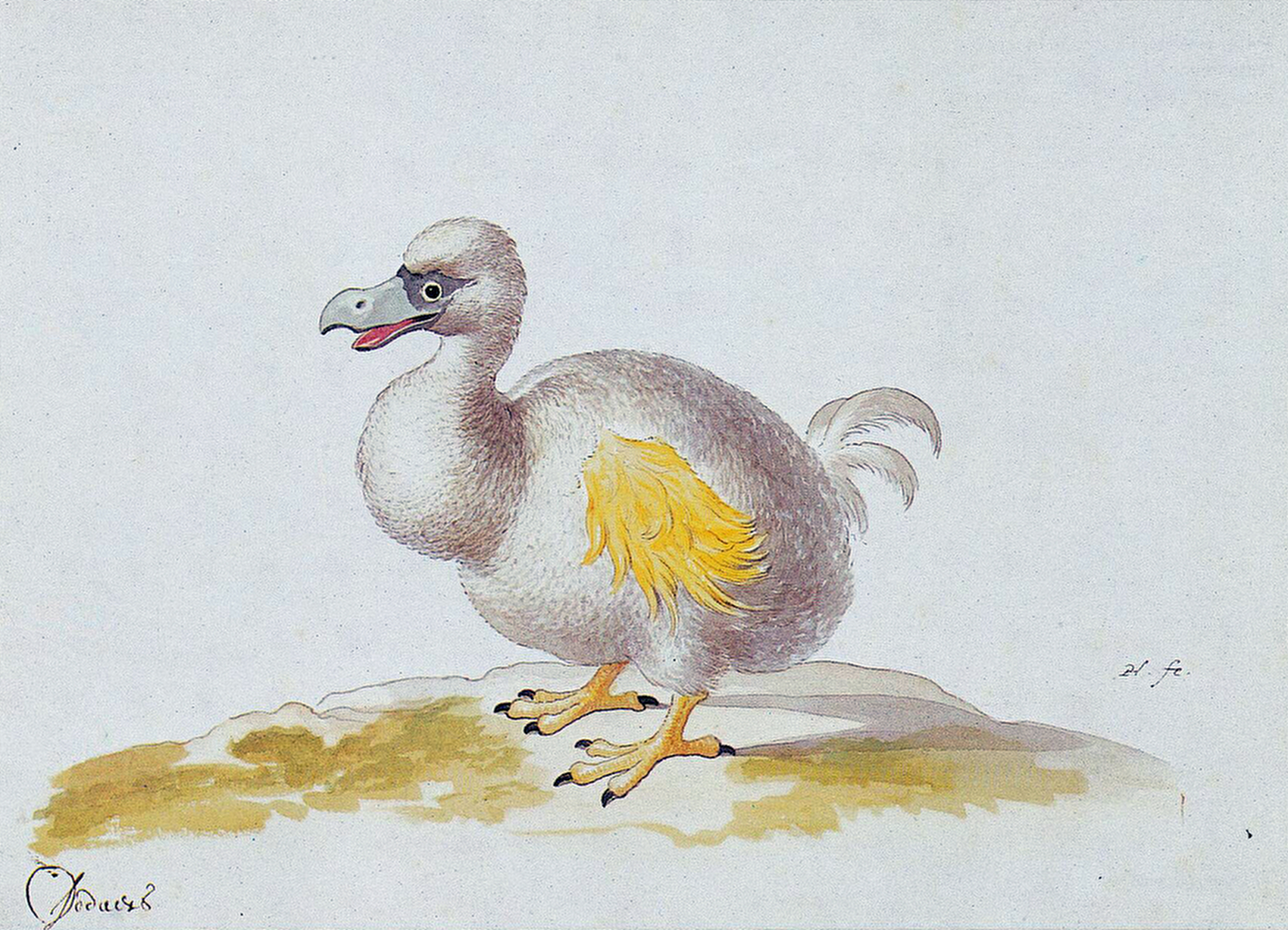
لوحة بيتر هولستن لدودو أبيض، منتصف العقد 1600

يبدو أن لوحة «بيتر ويثوس»، التي اكتشفت في البداية، كانت تستند إلى لوحة «بيتر هولستن» التي تسبقها، ويعرف منها ثلاثة إصدارات موجودة. أجمع كل من «جوليان هيوم»، «أنتوني تشيكي»، و«فاليدور دي لوزويا»، أن جميع أوصاف الدودو البيضاء استندت على لوحة رولانت سافري (مشهد مع أورفيوس والحيوانات) التي رسمت في عام 1611، أو على نسخ منها. ويظهر في اللوحة عينة بيضاء وعلى ما يبدو أنها كانت من عينة محنطة في براغ؛ وذكر الوصف ("Walghvogel" = بلون أبيض مائل إلى الصفرة ومتسخ) عندما تم جرد العينات في المجموعات التي براغ للإمبراطور الروماني رودولف الثاني، لمن كان متعاقد معه «سافري» في ذلك الوقت (1607-1611). تظهر جميع الصور اللاحقة لسافري الطيور بالرمادي، وقد يكون السبب لأنه كان في ذلك الوقت يشاهد عينات أخرى. ويعتقد تشيكي وهيوم أن العينة رسمت بيضاء بسبب المهق. وكان اعتقاد «فاليدور دي لوزويا» أن صغار الطيور ذات ريش فاتح، وكان أحد أسباب اللون الأبيض للعينات المحنطة القديمة، أو قد تكون ببساطة حرية فنية.
في عام 1987، وصف العلماء حفريات لأنواع منقرضة حديثا لطيور أبو منجل ريونيون (Borbonibis latipes) ذات المنقار القصير، قبل أن يتوصلوا إلى التقارير التي تتحدث عن الناسك وقد قدمت من قبل. وقد اقترح «أنتوني تشيكي» لأحد المؤلفين وهو «فرانسوا موتو»، أن الأحافير قد تكون لناسك ريونيون، ونشر هذا الاقتراح في عام 1995. وتمت إعادة تصنيف أبو منجل إلى جنس (Threskiornis)، وضمت إلى اللقب (solitarius = الناسك) من التسمية الثنائية (R. solitarius = ناسك ريونيون). وتكون طيور هذا الجنس أحيانا بيضاء أو سوداء مع مناقير نحيلة، تناسب الأوصاف القديمة لناسك ريونيون. لا يوجد حتى الآن أي بقايا أحافير لأي طائر كالدودو في الجزيرة.

## الأهمية الثقافية

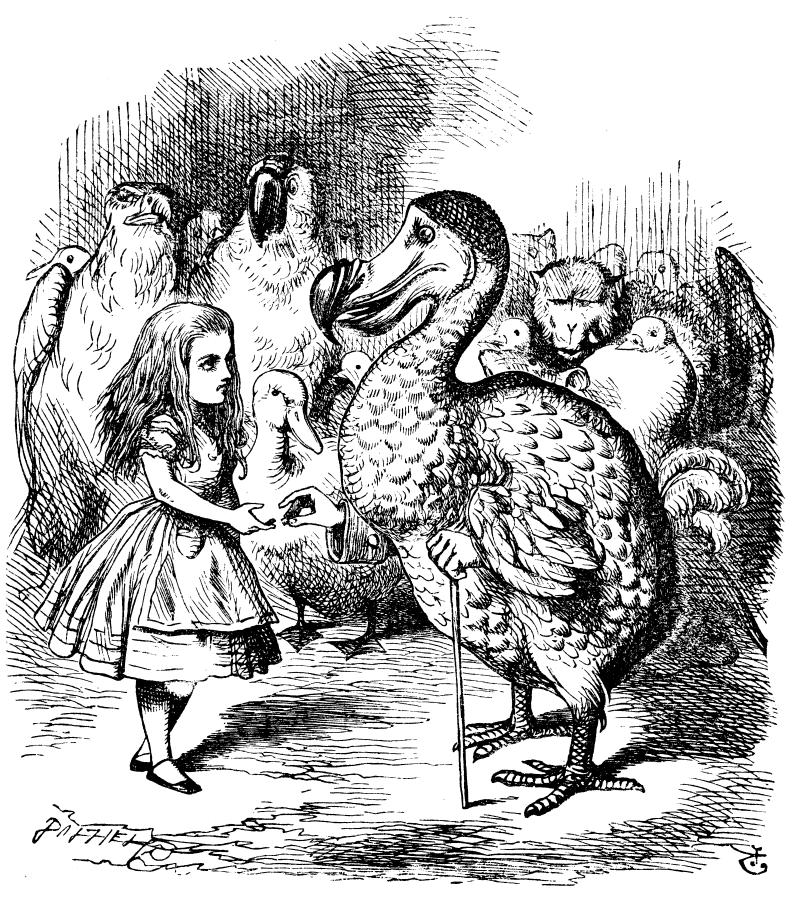
رسم لجون تينييل من عام 1865، فيها أليس والدودو

إن أهمية طائر الدودو الذي يعتبر أحد أشهر الحيوانات المنقرضة وكذلك مظهره الفريد أدى إلى استخدامه في الأدب والثقافات الشعبية باعتباره رمزا لمفهوم الاندثار أو الزوال، كما أن المقولة «ميتة كموت الدودو،» التي تعني الموت المحتوم والزوال. وبالمثل، فإن عبارة «لنفس مسار الدودو» تعني أن تصبح منقرض أو عفا عليك الزمن. وكذلك كلمة «دودو» أيضا عبارة عامية بمعنى شخص غبي، كما أنه غبي وسهل الإمساك به.
يظهر طائر الدودو في كثير من الأحيان في الأعمال الخيالية الشهيرة، وحتى قبل انقراضه، كما ورد في الأدب الأوروبي، كرمز للأراضي الغريبة، والشراهة، بسبب السمنة التي تبدو عليه. في عام 1865، نفس السنة التي بدأ فيها «جورج كلارك» إلى نشر تقارير حول التنقيب عن أحافير الدودو، كان ظهور الدودو كشخصية رئيسية في رواية مغامرات أليس في بلاد العجائب للمؤلف لويس كارول. ويعتقد أنه أدخل الدودو في الرواية لأنه مميز واعتمد اللقب لنفسه بسبب التأتأة، والتي جعلت منه بطريق الخطأ أن يقدم نفسه بـ «دو-دو-دودجسون» كلقب رسمي. وقد حققت شعبية هذا الكتاب من الدودو رمزا شهيرا للانقراض.
يستخدم الدودو كجالب حظ لأنواع كثيرة من المنتجات، وخاصة في موريشيوس. يظهر الدودو كرمز على شعار النبالة لموريشيوس. كما انه يستخدم كعلامة مائية في الأوراق النقدية في الروبية الموريشيوسية. ويظهر الدودو مبتسما كرمز لحانة «براسيري دي بوربون» الشهيرة في في ريونيون، التي تعرض الشعار لأنواع بيضاء كان يعتقد أنها قد عاشت هناك.

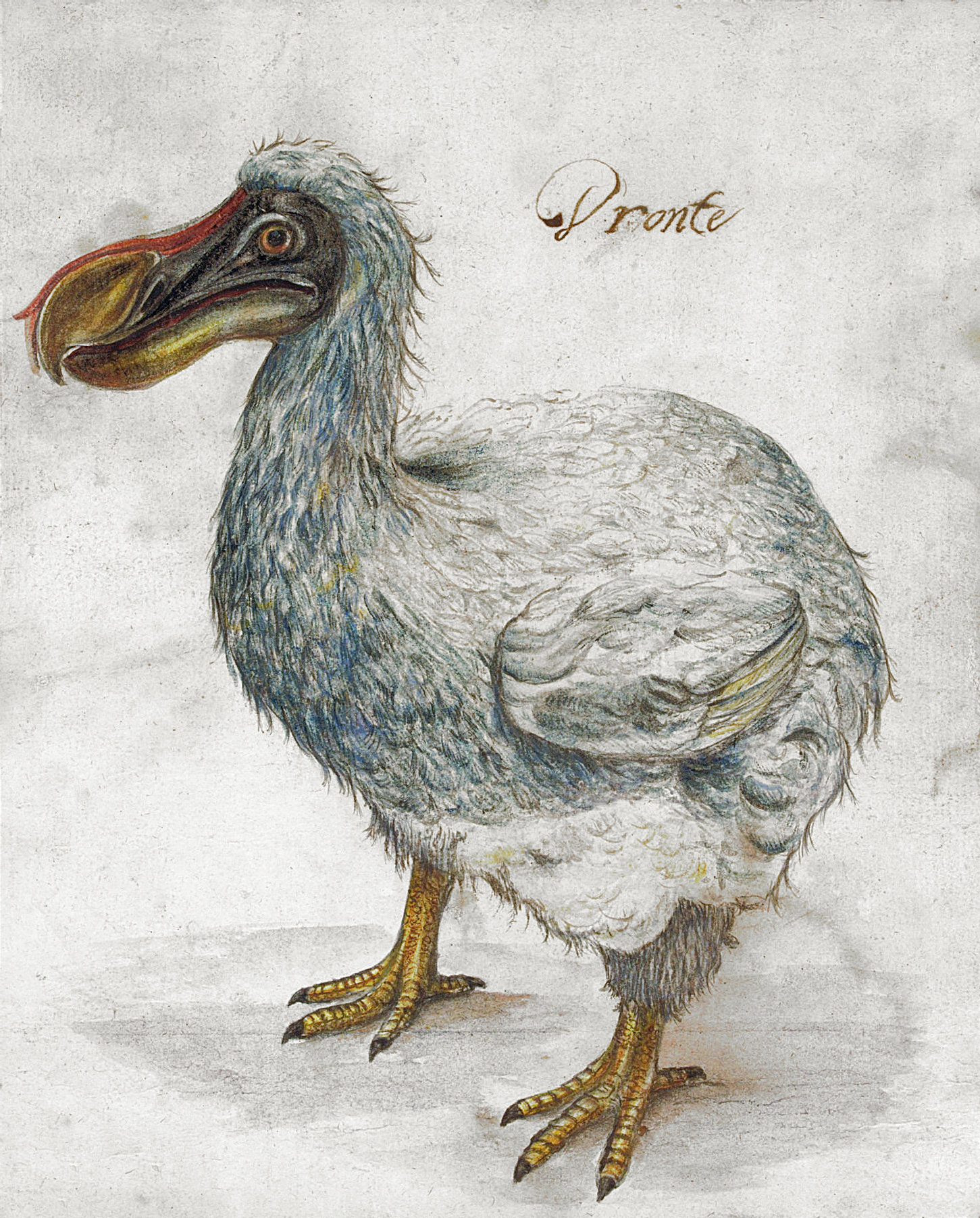
لوحة من القرن 17 لم تنشر من قبل لطائر الدودو بيعت في مزاد كريستيز في عام 2009

تستخدم منظمات البيئة الدودو لدعم حماية الأنواع المهددة بالانقراض، مثل أمانة دوريل للحفاظ على الحياة البرية ومحمية دوريل للحيوانات البرية. يرشح مركز التنوع البيولوجي سنويا «جائزة الدودو المطاطي» إلى «الذين فعلوا الكثير لتدمير الأماكن البرية، والتنوع البيولوجي للأنواع». في عام 2011، أطلق الاسم (Nephilengys dodo) لعنكبوت من فصيلة (Nephilidae) يعيش في نفس الغابة التي كان يعيش فيها الدودو، وقد سميت على الطائر لرفع الوعي لحماية الكائنات الحية في موريشيوس. وقد تم تسمية نوعين من النمل يعيش في موريشيوس على طائر الدودو: (Pseudolasius dodo) في عام 1946، و(Pheidole dodo) في عام 2013. في عام 1991 سميت أنواع من متماثلات الأرجل تعيش في الشعاب المرجانية في ريونيون باسم (Hansenium dodo). وقد استخدم العلماء اسم «الدودو» في تسمية العناصر الوراثية، تكريم لطبيعة الدودو الذي لا يطير. وسميت جينات ذبابة الفاكهة التي داخل منطقة الكروموسوم الخاص بقدرة الطيران باسم«دودو». وبالإضافة إلى ذلك، كان الاسم (DodoPi = دودوباي) يطلق على اعتلال الجين القافز من اللفحة المتأخرة لأنها تحتوي على طفرات ألغت قدرة العنصر على القفز إلى مواقع جديدة في الكروموسوم.
في عام 2009، عرضت لوحة للدودو هولندية من القرن 17 لم تنشر من قبل في مزاد كريستيز وكان المتوقع أن تباع بمبلغ 6٬000 جنيه إسترليني. وكان لم يعرف عن اللوحة هل كانت مستندة إلى عينة أو إلى صورة سابقة. وبيعت بمبلغ 44٬450 جنيه.
أدخل الشاعر هيلاير بيلو القصيدة التالية التي تتحدث عن الدودو في كتاب الطفل السيئ للوحوش من عام 1896:
| إنجليزي | عربي |
| --- | --- |
| « The Dodo used to walk around, And take the sun and air. The sun yet warms his native ground – The Dodo is not there!The voice which used to squawk and squeak Is now for ever dumb – Yet may you see his bones and beak All in the Mu-se-um. » | « الدودو يستخدم للتجوال، ويأخذ الشمس والهواء. لا تزال الشمس تدفئ أرضه الأم - الدودو ليس هناك!يستخدم الصوت للنعيق والصرير هو الآن ابكم للأبد - لكن قد ترى عظامه ومنقاره كلها في المتحف. » |

## صور

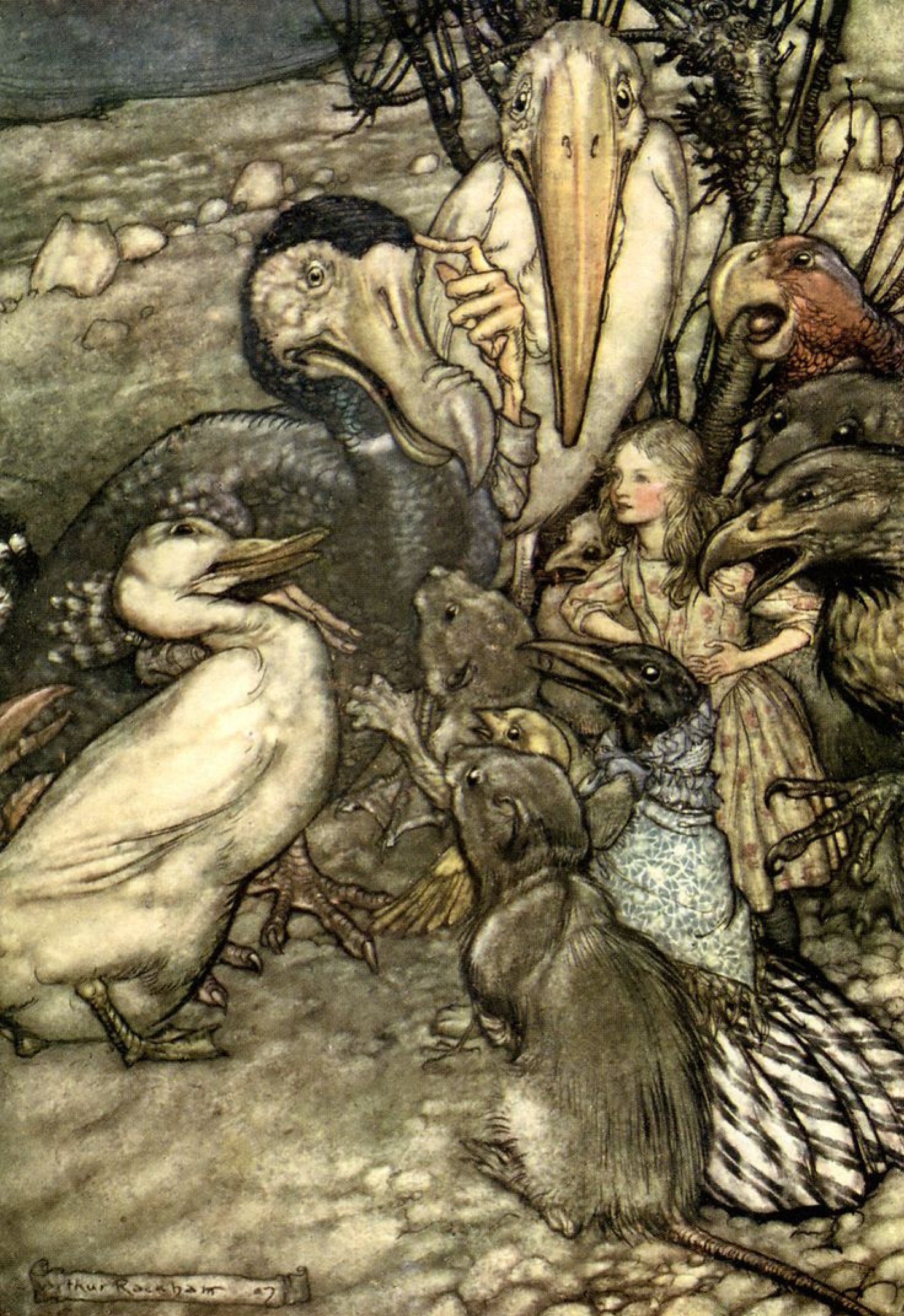
تصوير آرثر راكهام، 1907
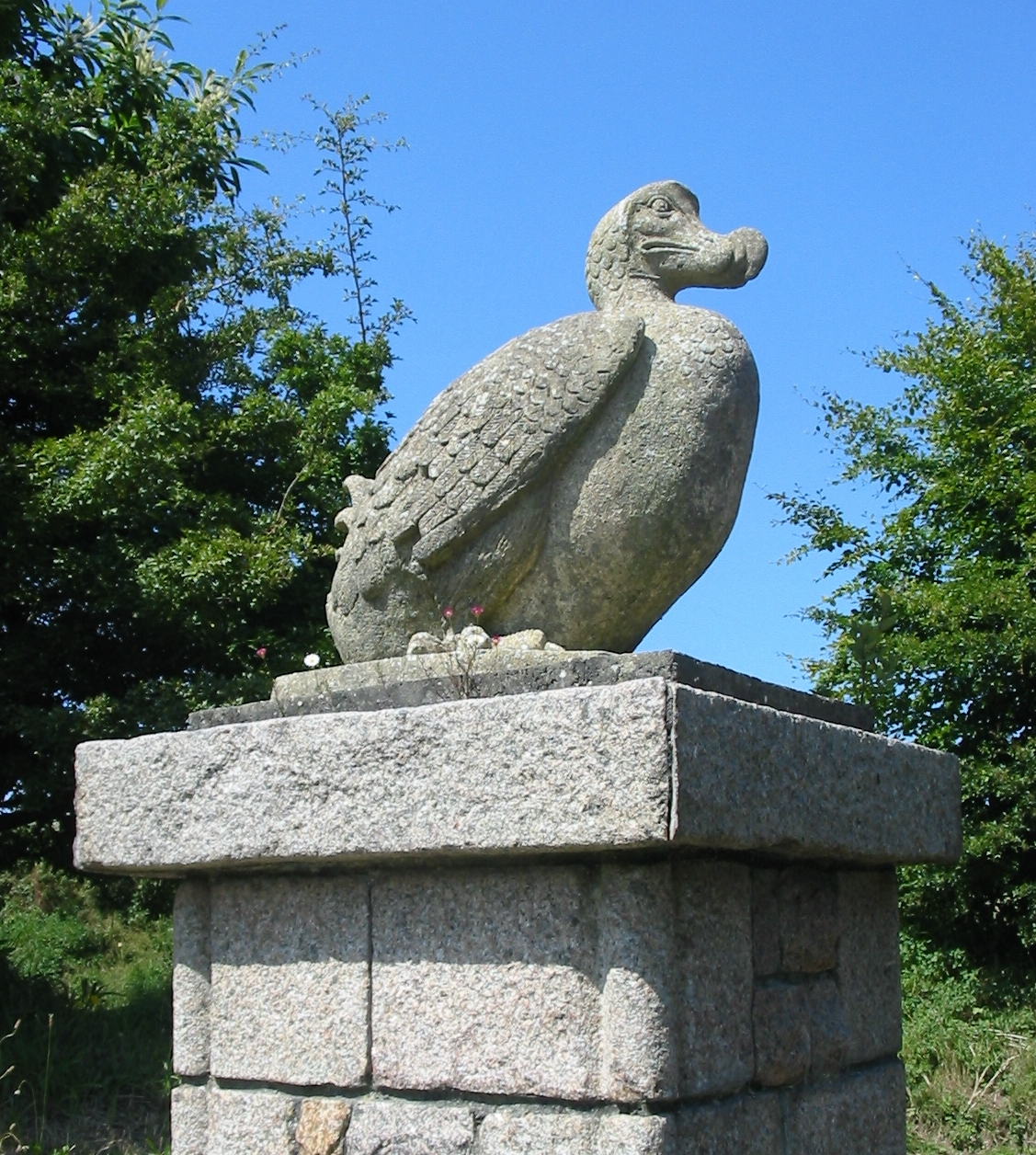
تمثال دودو عند مدخل حديقة حيوانات.
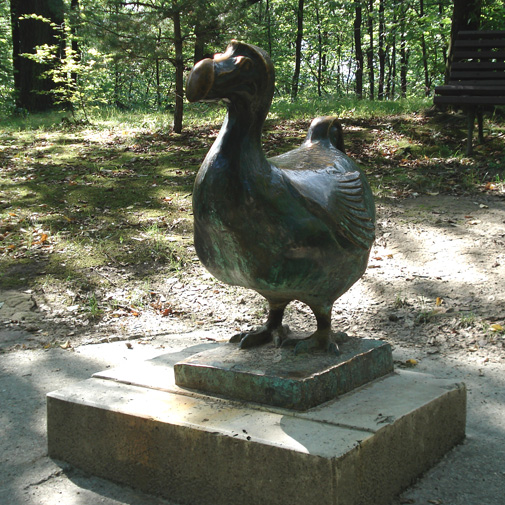
حديقة( Vadaspark )

### هوامش
1. ↑  The IUCN Red List of Threatened Species 2021.3 (بالإنجليزية), 9 Dec 2021, QID:Q110235407
2. 1 2  IOC World Bird List Version 6.3 (بالإنجليزية), 21 Jul 2016, DOI:10.14344/IOC.ML.6.3, QID:Q27042747
3. ↑  IOC World Bird List. Version 7.2 (بالإنجليزية), 22 Apr 2017, DOI:10.14344/IOC.ML.7.2, QID:Q29937193
4. ↑  World Bird List: IOC World Bird List (بالإنجليزية) (6.4th ed.), International Ornithologists' Union, 2016, DOI:10.14344/IOC.ML.6.4, QID:Q27907675
5. 1 2 3  Hume, Cheke & McOran-Campbell 2009.
6. ↑  Reinhardt 1842–1843.
7. ↑  Baker & Bayliss 2002.
8. 1 2 3 4  Strickland & Melville 1848، صفحات 4–112.
9. ↑  Newton 1865.
10. ↑  Lydekker 1891، صفحة 128.
11. ↑  Milne-Edwards 1869.
12. ↑  Storer 1970.
13. 1 2  Janoo 2005.
14. ↑  Shapiro et al. 2002.
15. ↑  BBC 2002.
16. ↑  Pereira et al. 2007.
17. 1 2  Hume 2012.
18. ↑  Naish، D. (2014). "A Review of 'The Dodo and the Solitaire: A Natural History'". Journal of Vertebrate Paleontology. ج. 34 ع. 2: 489–490. DOI:10.1080/02724634.2013.803977.
19. 1 2  Heupink، Tim H؛ van Grouw، Hein؛ Lambert، David M (2014). "The mysterious Spotted Green Pigeon and its relation to the Dodo and its kindred". BMC Evolutionary Biology. ج. 14 ع. 1: 136. DOI:10.1186/1471-2148-14-136.{{استشهاد بدورية محكمة}}:  صيانة الاستشهاد: دوي مجاني غير معلم (link)
20. ↑  Cheke & Hume 2008، صفحات 70–71.
21. ↑  McNab 1999.
22. ↑  Fuller 2001، صفحات 37–39.
23. 1 2 3 4 5 6  Claessens، L. P. A. M.؛ Meijer، H. J. M.؛ Hume، J. P. (2016). "The Morphology of the Thirioux dodos". Journal of Vertebrate Paleontology. ج. 35 ع. sup1: 29–187. DOI:10.1080/02724634.2015.1121723.
24. ↑  Worthy 2001.
25. ↑  Parish 2013، صفحة 5,137.
26. ↑  Parish 2013، صفحة 3-4.
27. ↑  Hakluyt 2013، صفحة 253.
28. ↑  Fuller 2002، صفحة 51.
29. 1 2 3 4 5 6 7 8 9 10 11 12 13 14  Hume 2006.
30. 1 2  Fuller 2001، صفحات 194–203.
31. 1 2  Cheke & Hume 2008، صفحات 22–23.
32. ↑  Fuller 2002، صفحات 17–18.
33. 1 2  Staub 1996.
34. ↑  Cheke & Hume 2008، صفحة 276.
35. 1 2  Fuller 2002، صفحة 43.
36. ↑  Fuller 2002، صفحات 147–149.
37. ↑  Fuller 2003، صفحة 48.
38. ↑  Fuller 2002، صفحة 45.
39. ↑  Brom & Prins 1989.
40. 1 2 3 4 5  Livezey 1993.
41. 1 2 3  Kitchener August 1993.
42. ↑  Louchart & Mourer-Chauviré 2011.
43. ↑  Angst, Buffetaut & Abourachid April 2011.
44. 1 2  Angst, Buffetaut & Abourachid March 2011.
45. ↑  Brassey CA، O'Mahoney TG، Kitchener AC، Manning PL، Sellers WI (2016). "Convex-hull mass estimates of the dodo (Raphus cucullatus): application of a CT-based mass estimation technique". PeerJ. ج. 4: e1432. DOI:10.7717/peerj.1432. PMC:4715441. PMID:26788418.{{استشهاد بدورية محكمة}}:  صيانة الاستشهاد: دوي مجاني غير معلم (link)
46. 1 2 3 4 5 6  Hume & Walters 2012، صفحات 134–136.
47. ↑  Rothschild 1907، صفحة 172.
48. ↑  Fuller 2002، صفحة 62.
49. 1 2  Hume 2003.
50. ↑  Fuller 2002، صفحات 76–77.
51. ↑  Kitchener June 1993.
52. ↑  Mason 1992، صفحات 46–49.
53. ↑  Iwanow 1958.
54. ↑  Dissanayake 2004.
55. ↑  Richon، Emmanuel؛ Winters، Ria (2014). "The intercultural dodo: a drawing from the School of Bundi, Rājasthān". Historical Biology. ج. 28 ع. 3: 1–8. DOI:10.1080/08912963.2014.961450.
56. ↑  Hume & Steel 2013.
57. ↑  Fuller 2002، صفحة 23.
58. 1 2  Fuller 2002، صفحة 41.
59. ↑  Fuller 2002، صفحة 54.
60. 1 2  Rijsdijk، K. F.؛ Hume، J. P.؛ Louw، P. G. B. D.؛ Meijer، H. J. M.؛ Janoo، A.؛ De Boer، E. J.؛ Steel، L.؛ De Vos، J.؛ Van Der Sluis، L. G.؛ Hooghiemstra، H.؛ Florens، F. B. V.؛ Baider، C.؛ Vernimmen، T. J. J.؛ Baas، P.؛ Van Heteren، A. H.؛ Rupear، V.؛ Beebeejaun، G.؛ Grihault، A.؛ Van Der Plicht، J.؛ Besselink، M.؛ Lubeek، J.n K.؛ Jansen، M.؛ Kluiving، S. J.؛ Hollund، H.؛ Shapiro، B.؛ Collins، M.؛ Buckley، M.؛ Jayasena، R. M.؛ Porch، N.؛ Floore، R.؛ Bunnik، F.؛ Biedlingmaier، A.؛ Leavitt، J.؛ Monfette، G.؛ Kimelblatt، A.؛ Randall، A.؛ Floore، P.؛ Claessens، L. P. A. M. (2016). "A review of the dodo and its ecosystem: insights from a vertebrate concentration Lagerstätte in Mauritius". Journal of Vertebrate Paleontology. ج. 35 ع. sup1: 3–20. DOI:10.1080/02724634.2015.1113803.
61. ↑  Cheke 1987.
62. ↑  Temple 1974.
63. ↑  Cheke & Hume 2008، صفحات 49–52.
64. 1 2  Cheke & Hume 2008، صفحة 162.
65. ↑  Fuller 2002، صفحة 42.
66. ↑  Cheke & Hume 2008، صفحات 37–38.
67. ↑  Gold، M. E. Leone؛ Bourdon، E.؛ Norell، M. A. (2016). "The first endocast of the extinct dodo (Raphus cucullatus) and an anatomical comparison amongst close relatives (Aves, Columbiformes)". Zoological Journal of the Linnean Society. ج. 177 ع. 4: 950–963. DOI:10.1111/zoj.12388.
68. ↑  Fuller 2002، صفحة 69.
69. ↑  Storer 2005.
70. ↑  Temple 1977.
71. ↑  Hill 1941.
72. ↑  Herhey 2004.
73. ↑  Witmer & Cheke 1991.
74. 1 2  Cheke & Hume 2008، صفحة 38.
75. ↑  Fuller 2002، صفحات 43–44.
76. ↑  Cheke & Hume 2008، صفحة 27.
77. ↑  Laing 2010.
78. 1 2 3  Meijer et al. 2012، صفحات 177–184.
79. ↑  Fuller 2002، صفحة 17.
80. ↑  Schaper & Goupille 2003، صفحة 93.
81. ↑  Hume, Martill & Dewdney 2004.
82. ↑  Fuller 2002، صفحة 56.
83. ↑  Hume، J. P. (2007). "Reappraisal of the parrots (Aves: Psittacidae) from the Mascarene Islands, with comments on their ecology, morphology, and affinities" (PDF). Zootaxa. ج. 1513: 4–21. مؤرشف من الأصل (PDF) في 2019-11-05. نسخة محفوظة 21 مارس 2016 على موقع واي باك مشين.
84. ↑  Strickland & Melville 1848، صفحات 15.
85. ↑  Cheke & Hume 2008، صفحات 77–78.
86. 1 2  Cheke & Hume 2008، صفحات 81–83.
87. ↑  Macmillan 2000، صفحة 83.
88. ↑  Fuller 2002، صفحة 60.
89. ↑  Winters، R.؛ Hume، J. P. (2014). "The dodo, the deer and a 1647 voyage to Japan". Historical Biology. ج. 27 ع. 2: 1. DOI:10.1080/08912963.2014.884566.
90. ↑  BBC 2002-11-20.
91. 1 2  Fryer 2002.
92. ↑  Cheke & Hume 2008، صفحة 79.
93. ↑  Cocks 2006.
94. ↑  Cheke 2004.
95. ↑  Roberts & Solow 2003.
96. ↑  Cheke، A. S. (1987). "An ecological history of the Mascarene Islands, with particular reference to extinctions and introductions of land vertebrates". في Diamond، A. W. (المحرر). Studies of Mascarene Island Birds. Cambridge: Cambridge University Press. ص. 5–89. DOI:10.1017/CBO9780511735769.003. ISBN:978-0-521-11331-1.
97. 1 2  Cheke 2006.
98. ↑  Fuller 2002، صفحات 70–73.
99. ↑  Jackson، A. (2013). "Added credence for a late Dodo extinction date". Historical Biology. ج. 26 ع. 6: 1–3. DOI:10.1080/08912963.2013.838231.
100. ↑  Cheke، Anthony S. (2014). "Speculation, statistics, facts and the Dodo's extinction date". Historical Biology. ج. 27 ع. 5: 1–10. DOI:10.1080/08912963.2014.904301.
101. ↑  IUCN Red List 2012.
102. 1 2  Turvey & Cheke 2008.
103. ↑  Fuller 2002، صفحات 116–129.
104. ↑  Ovenell 1992.
105. 1 2  Nowak-Kemp، M.؛ Hume، J. P. (2016). "The Oxford Dodo. Part 1: the museum history of the Tradescant Dodo: ownership, displays and audience". Historical Biology. ج. 29 ع. 2: 1–14. DOI:10.1080/08912963.2016.1152471.
106. ↑  MacGregor 2001.
107. ↑  Nowak-Kemp، M.؛ Hume، J. P. (2016). "The Oxford Dodo. Part 2: from curiosity to icon and its role in displays, education and research". Historical Biology: 1–12. DOI:10.1080/08912963.2016.1155211.
108. ↑  Fuller 2002، صفحة 123.
109. ↑  Jiří، M. (2012). "Extinct and nearly extinct birds in the collections of the National Museum, Prague, Czech Republic". Journal of the National Museum (Prague) National History Series. ج. 181: 105–106.
110. 1 2 3  Hume & Cheke 2004.
111. ↑  Clark 1866.
112. ↑  Hume 2005.
113. ↑  Newton & Gadow 1893.
114. 1 2  Rijsdijk et al. 2011.
115. ↑  Rijsdijk et al. 2009.
116. ↑  De Boer، E. J.؛ Velez، M. I.؛ Rijsdijk، K. F.؛ De Louw، P. G.؛ Vernimmen، T. J.؛ Visser، P. M.؛ Tjallingii، R.؛ Hooghiemstra، H. (2015). "A deadly cocktail: How a drought around 4200 cal. Yr BP caused mass mortality events at the infamous 'dodo swamp' in Mauritius". The Holocene. ج. 25 ع. 5: 758–771. DOI:10.1177/0959683614567886.
117. ↑  Gillespie & Clague 2009، صفحة 231.
118. ↑  Richards 2012، صفحة 15.
119. ↑  Claessens، L. P. A. M.؛ Hume، J. P. (2016). "Provenance and history of the Thirioux dodos". Journal of Vertebrate Paleontology. ج. 35 ع. sup1: 21–28. DOI:10.1080/02724634.2015.1111896.
120. ↑  Claessens، L. P. A. M.؛ Meijer، H. J. M.؛ Hume، J. P.؛ Rijsdijk، K. F. (2016). "Anatomy of the Dodo (Raphus cucullatus L., 1758): An Osteological Study of the Thirioux Specimens: Preface". Journal of Vertebrate Paleontology. ج. 35 ع. sup1: 1–2. DOI:10.1080/02724634.2015.1127721.
121. ↑  Middleton، G. J.؛ Hume، J. P. (2016). "The discovery of a Dodo Raphus cucullatus Linn.  (Aves, Columbiformes) in a highland Mauritian lava cave". Helictite. ج. 42: 13–20.
122. ↑  Fuller 2002، صفحات 123–129.
123. ↑  Kennedy 2011.
124. ↑  Cheke & Hume 2008، صفحة 30.
125. ↑  Rothschild 1907، صفحات 172–173.
126. ↑  Rothschild 1919.
127. ↑  Cheke & Hume 2008، صفحات 30–31.
128. ↑  de Lozoya 2003.
129. ↑  Mourer-Chauviré & Moutou 1987.
130. ↑  Mourer-Chauviré, Bour & Ribes 1995.
131. ↑  Fuller 2002، صفحة 13.
132. ↑  "dodo". Dictionary.com. مؤرشف من الأصل في 2016-02-03. اطلع عليه بتاريخ 2016-01-27.
133. ↑  Palmatier، Robert Allen (1995). Speaking of Animals: A Dictionary of Animal Metaphors. Greenwood. ص. 113. ISBN:978-0313294907. مؤرشف من الأصل في 2020-01-09. اطلع عليه بتاريخ 2016-01-27.
134. ↑  Lawrence، N. (2015). "Assembling the dodo in early modern natural history". The British Journal for the History of Science. ج. 48 ع. 3: 1. DOI:10.1017/S0007087415000011.
135. ↑  Mayell 2002.
136. ↑  Fuller 2002، صفحات 140–153.
137. ↑  "Mauritius new 25- and 50-rupee polymer notes confirmed". banknotenews.com. مؤرشف من الأصل في 2018-12-02.
138. ↑  Cheke & Hume 2008، صفحة 31.
139. ↑  Bhookhun 2006.
140. ↑  "Pesticide Peddler Monsanto Wins 2015 Rubber Dodo Award". Center for Biological Diversity. 5 نوفمبر 2015. مؤرشف من الأصل (Press release) في 2018-09-27. اطلع عليه بتاريخ 2015-11-18.
141. ↑  Kuntner & Agnarsson 2011.
142. ↑  Donisthorpe، H. S. J. K. (1946). "New species of ants (Hym., Formicidae) from the island of Mauritius" (PDF). Annals and Magazine of Natural History. ج. 12 ع. 95: 776–782. DOI:10.1080/00222934508654782. مؤرشف من الأصل (PDF) في 2016-08-12.
143. ↑  Fischer، G.؛ Fisher، B. L. (2013)، "A revision of Pheidole Westwood (Hymenoptera: Formicidae) in the islands of the Southwest Indian Ocean and designation of a neotype for the invasive Pheidole megacephala"، Zootaxa، ج. 3683، ص. 301–356، DOI:10.11646/zootaxa.3683.4.1
144. ↑  Müller, H. G. (1991). Stenetriidae from coral reefs at Reunion Island, southern Indian Ocean. Description of three new species. Senckenbergiana Biologica 71 (4/6): 303–318.
145. ↑  Maleszka et al. 1996.
146. ↑  Ah Fong & Judelson 2004.
147. ↑  Jamieson 2009.
148. ↑  Christie's 2009.
149. ↑  Belloc 1896، صفحات 27–30.